# Espagne franquiste
Ne doit pas être confondu avec Francisme ou Frankisme.
1er avril 1939 – 15 juin 1977
(38 ans, 2 mois et 14 jours)
Entités précédentes :
- République espagnole

Entités suivantes :
- Royaume d'Espagne (transition démocratique)
- Maroc
- Guinée équatoriale
- Sahara occidental

Espagne franquiste et franquisme (en espagnol : franquismo) sont des noms non officiels utilisés pour désigner le régime politique de l'Espagne fondé par le général Francisco Franco, de 1936/1939 (guerre civile) à 1977 (premières élections libres durant le processus de transition démocratique). Le franquisme s'appuie sur une idéologie conservatrice et nationale-catholique, qui s'incarne dans des institutions autoritaires (parti unique, censure, juridictions d'exception, etc.). Au cours de cette période, l'Espagne est désignée sur le plan du droit international par le nom d'État espagnol.
Le franquisme, tiré du nom du général Franco, repose davantage sur la personnalité du dictateur que sur une idéologie bien définie. Franco, bien que considéré comme peu charismatique, réussit à conserver son pouvoir quasiment sans limite jusqu'à sa mort en 1975. Pendant la durée de son régime, il n'y a en Espagne aucune constitution formelle, mais seulement un petit nombre de textes fondamentaux édictés par Franco et de rang constitutionnel. Le Caudillo tient dans ses mains toutes les rênes, nommant les titulaires de tous les postes politiquement importants sur la base de ses rapports de confiance personnels, jusqu'au niveau des provinces. En outre, il garde le contrôle sur les institutions auxquelles il a donné des délégations de pouvoir ou qu'il ne peut ignorer — notamment le parti unique Movimiento Nacional, l'Église catholique et l'armée — en jouant sans cesse l'une contre l'autre.
Aux yeux de ses élites, le franquisme tire pour l'essentiel sa légitimité de la victoire militaire de ses partisans en 1939, laquelle est interprétée non seulement comme une victoire de leur vision du monde, mais bien plus comme une défense de la civilisation et des cultures espagnole et occidentale. Dans la mesure où le catholicisme constitue une partie intégrante de la culture espagnole, on en arrive à une collaboration entre l'Église et l'État dans le cadre du nacional-catolicismo (national-catholicisme).
L'État franquiste a enregistré des évolutions importantes au cours de ses 38 années d'existence, principalement dans le domaine économique et la politique internationale, plus accessoirement en politique intérieure. C'est pourquoi on peut diviser l'ère de la dictature en plusieurs phases.
Le franquisme triomphant de 1939 (despotisme pendant lequel des représailles massives sont exercées sur les populations appartenant au courant des vaincus) montre un certain nombre de ressemblances avec les régimes fascistes de son temps, tout en ayant des traits d'économie planifiée, et se nourrit des vertus martiales et des mythes impérialistes. Lui succédera une étape moralisante et pieuse qui fait du prêtre le héros espagnol par excellence. Avec la fin de la Seconde Guerre mondiale, les phalangistes les plus radicaux sont progressivement écartés, au profit des conservateurs plus traditionnels. Après la guerre, dans le cadre de la guerre froide, les impératifs diplomatiques et économiques mettront un terme à l'autarcie, tandis que l'Espagne se place aux côtés des États-Unis : la croissance économique succède à une longue phase de stagnation. Mais ces progrès ne sont accompagnés d'aucune ouverture politique. Et après quelques tentatives de libéralisation dans les années 1960, les années 1970 voient le régime se crisper avant de s'achever dans une nouvelle vague de répression.

## Apparition du système franquiste

### La voie de Franco vers le pouvoir
La domination de Franco débute en 1936 pendant la guerre d'Espagne ou guerre civile espagnole, parmi les parties d'Espagne engagées dans la coalition nationaliste espagnole. Le point de départ est un putsch contre le gouvernement de la Seconde République, élu quelques mois auparavant parmi une coalition de Front populaire. Dans la capitale par intérim de Burgos, une Junta provisoire voit le jour dès la première semaine de la guerre civile. Elle supprime immédiatement tous les syndicats et partis politiques, ainsi que les droits d'autonomie des régions, et interdit les grèves.
Franco, auparavant connu de la droite espagnole pour avoir écrasé la Révolution de 1934, est aidé par une propagande efficace faite autour de la victoire à Tolède, et par le soutien particulier de Hitler, qui voit en lui le plus prometteur des généraux putschistes, pour prendre un rôle de leader dans cette Junta. Le 1er octobre 1936, la Junta et les représentants des forces fascistes amies — l'Allemagne nazie et l'Italie fasciste — nomment Franco Generalísimo (généralissime) de toutes les forces armées. De même, ce 1er octobre 1936, la Junta Técnica del Estado est fondée en vue d'installer un État provisoire. À partir de cette date, Franco est le dictateur sans limite du parti des citoyens nationalistes espagnols. C'est pourquoi le 1er octobre deviendra ultérieurement dans le calendrier franquiste le « jour du Caudillo ». Les rivaux possibles, les généraux Sanjurjo et Mola, se tuent en avion pendant la guerre civile (les 20 juillet 1936 et 3 juin 1937).
Tous les membres du frente nacional, le Front national, ne combattent pas — contrairement ce qui est rapporté de manière simpliste — sous les insignes et dans l'optique du fascisme. La coalition repose plutôt sur un plus petit commun dénominateur : celui du souhait d'une autre Espagne, issu d'un anticommunisme rigide, ainsi que l'aversion contre la démocratie en général, et en particulier contre le gouvernement de Front populaire au pouvoir (Frente popular). Les attaquants pendant la guerre civile consistent en une coalition entre des partis, des mouvements et des sympathisants des droites : à la fois radicale et plus modérée. Ceux-ci comprennent les gros propriétaires terriens (latifundistes), le parti catholique de droite (CEDA), le mouvement académique catholique laïc Acción Católica (Action catholique), comme aussi les monarchistes et les carlistes, jusqu'au seul groupe que l'on peut tenir à quelque bon droit pour fasciste, la Falange Española — étant entendu que les limites du fascisme sont floues dans certaines organisations, comme en particulier dans l'organisation de jeunesse de la CEDA, les Juventudes de Acción Popular (JAP).
Selon l'opinion de nombreux historiens, la guerre civile remet au premier plan, et de façon violente, de vieux conflits datant au moins de l'époque des guerres napoléoniennes. La société espagnole est divisée de manière irréconciliable (concept des dos Españas, des « deux Espagne »). La guerre civile n'est que peu reliée aux conflits politiques, idéologiques ou sociaux de l'Europe d'alors. « Pendant de nombreuses années, [l'Espagne a été] manœuvrée dans un état désespéré de chaos et d'anarchie, par des erreurs politiques et le déplacement de vieux maux sociaux et politiques (…) ».
Les putschistes n'ont pas de but politique ou de plan d'action clairs, comme le montre la tentative avortée de putsch de Sanjurjo de 1932. Les généraux participants s'attendent en effet à pouvoir étendre leur domination sur tout le pays en quelques jours, sans s'appuyer sur des alliés comme la Phalange (les carlistes ont, eux, pris part à la conjuration). À part quelques slogans, et des idées sur ce qu'il faudra faire, il n'y a pas pendant plusieurs mois de concept plus poussé sur un ordre à instaurer après la guerre, et qui pourrait réunir tous les membres du front national.
Dans le détail, les buts politiques des participants à la coalition sont presque totalement incompatibles. Franco voit le danger de l'échec, et s’efforce alors de réunir sous sa direction les forces participant à la guerre civile du côté nationaliste, et de porter la grandeur symbolique au-dessus du sens de la bataille contre la république.

### L'avancée en direction de la Phalange

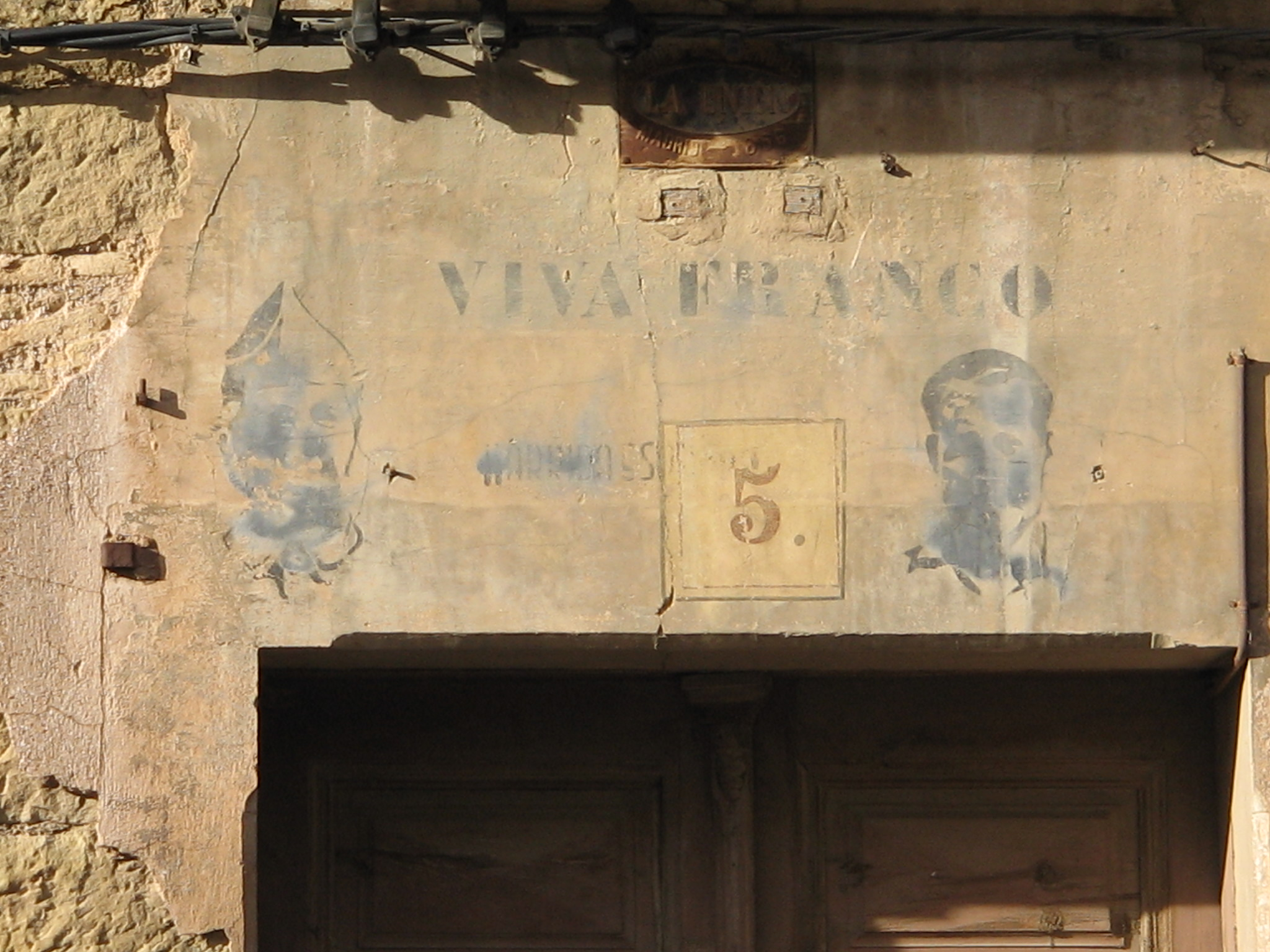
Ayerbe : peinture de l'époque de la guerre civile.

Francisco Franco ne peut pas se satisfaire à la longue du rôle de leader de la Junta. Selon son propre aveu, il veut éviter les fautes du dictateur espagnol précédent, Miguel Primo de Rivera dont la dictature entre 1923 et 1930 n'a jamais dépassé une « dictature militaire personnelle du style latino-américain », parce que sa domination n'avait jamais eu quelque inspiration politique, doctrine ou structure que ce soit. Pour réunir les droites espagnoles sous sa direction, il faut un creuset approprié. Il le trouve dans la Falange Española de las JONS, qui en raison de son principe de direction, caudillaje (leadership), paraît particulièrement approprié.
La Phalange espagnole, fondée en 1933, s'associe dès 1934, donc à l'époque de la Seconde République, avec la Juntas de Ofensiva Nacional Sindicalista (JONS : Unions des offensives national-syndicalistes) qui lui est proche d'esprit, pour former la Falange Española de las JONS. La même année, la nouvelle organisation s'accorde sur un programme politique en 27 points, prônant notamment la suppression de la démocratie et l'instauration d'un syndicalisme national. Ce dernier comprend l'enregistrement de la population dans des organisations professionnelles. Finalement, le phalangisme se limite à l'adhésion obligatoire de tous les travailleurs à ces syndicats. De plus, le programme contient des exigences sur la nationalisation des banques et une réforme agraire radicale.

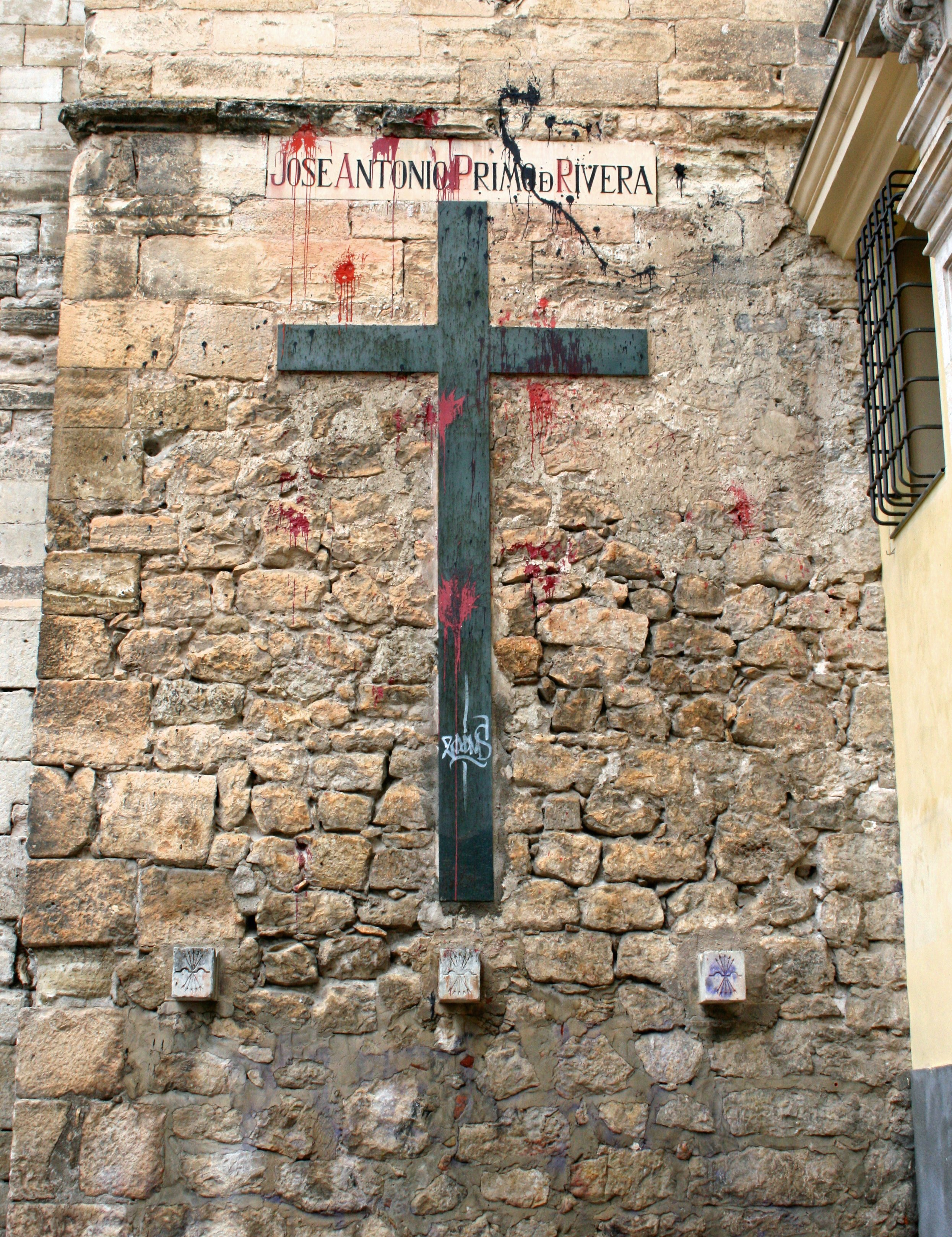
Croix mémoriale pour Primo de Rivera junior sur la Cathédrale de Cuenca.

Le chef de la Phalange, José Antonio Primo de Rivera, fils de Miguel Primo de Rivera, glorifie le métier des armes, comme Mussolini. Le chef des JONS, Ramiro Ledesma Ramos, qui sera exclu de la Phalange en 1935, est ouvertement un admirateur des chemises noires, qui ont répandu la terreur en Italie à l'époque de la marche sur Rome (automne 1922). L'influence de ce parti avec ses quelque 8 à 10 milliers d'adhérents reste négligeable pendant toute la Seconde République : ainsi en 1936, lors des élections, il n'obtient pas un seul siège. Il n'appartient pas non plus aux auteurs du pronunciamiento de juillet 1936. Bien que la Phalange soit informée des plans du putsch, elle n'en fait pas partie.
Le 20 novembre 1936, José Antonio Primo de Rivera, emprisonné depuis mars, est exécuté par la République espagnole après jugement : le parti se retrouve sans chef. Franco (qui dira à Beevor qu'il a personnellement empêché une tentative de remise en liberté, pour ne pas être exposé dans son propre camp à un rival charismatique) s'efforce de se placer à la hussarde comme caudillo (meneur) du mouvement phalangiste affaibli et contesté, à la place du chef par intérim Manuel Hedilla. Il n'a jamais appartenu précédemment à la Phalange, et ne se situe pas politiquement proche d'elle. Cette élévation de Franco à Caudillo est quelque peu due au hasard. S'il s'était présenté un autre mouvement de constitution comparable, et également utilisable pour la domination, Franco s'en serait aussi bien servi. De plus, Primo de Rivera junior avait averti ses adhérents :
« 
Faites attention aux gens de droite... La Phalange n'est pas une force conservatrice ; n'adhérez pas comme extérieurs à un mouvement qui ne va pas conduire à un État national-syndicaliste. » Apparemment il savait qu'une telle tentative se profilait à l'horizon […] Quelques jours seulement avant l'éclatement de la révolution nationaliste, le 12 juillet, il écrit à un ami : « Une des pires choses serait une dictature national-républicaine. Une autre tentative que je crains est... la domination d'un fascisme faux, conservateur, sans courage révolutionnaire et sans sang jeune. [...] » Ce qu'il craint est exactement ce qui est arrivé.
 »
— Carsten 1968, p. 237
Franco montre bientôt qu'il a capturé la Phalange principalement en vue de prendre le pouvoir, et comme attache pour les partis et mouvements du frente nacional. Ernst Nolte va jusqu'à dire que « le fascisme espagnol n'est pas seulement allié aux forces conservatrices, mais qu'il en est l'esclave ». Franco ne s’identifie que peu avec les buts proclamés de la Phalange : il change certains points et exigences du programme qui, composé maintenant de 26 points, est élevé au rang de doctrine d'État, bien que Franco le désigne comme un point de départ, qui devra évoluer selon les nécessités du temps. Et c'est pourquoi il reprend les points de la Phalange, et qu'il les laisse tomber quand cela lui paraît opportun.
« 
Le général Franco n'avait pas la moindre intention de reprendre les solutions révolutionnaires et les exigences de la Phalange, avec lesquelles il n'avait pas la moindre sympathie. Il était un conservateur de la vieille école et le soulèvement des généraux était un putsch, et non la révolution sociale et nationale dont la Phalange avait rêvé. […] Comme il [Primo de Rivera jun.] ne pouvait plus déranger les cercles du régime, il a été le martyr officiel et le saint protecteur de la dictature de Franco, une dictature dont il aurait certainement été un adversaire éclairé, s'il avait pu vivre plus longtemps »
— Carsten 1968, p. 237 sq

### La fondation du parti d'État franquiste

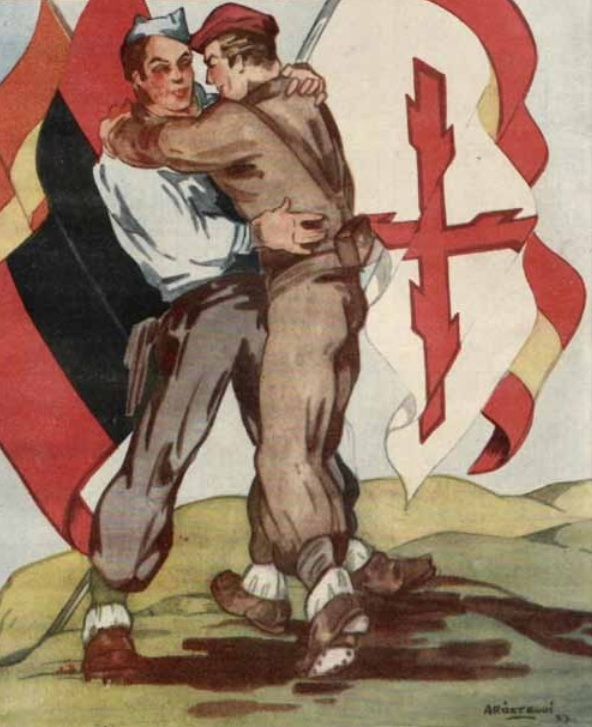
Unificación.
Propagande célébrant l'union des phalangistes et des carlistes en un parti unique.
Illustration publiée dans Flecha, revue pour la jeunesse, mai 1937.

Le 19 avril 1937 est la date exacte de naissance de l'État franquiste. Ce jour-là, la Phalange, révolutionnaire et antimonarchiste, est liée à la Comunión Tradicionalista carliste monarchiste et absolutiste, c'est-à-dire à l'exact opposé dans le spectre des mouvements de droite, pour former le parti unitaire Falange Española Tradicionalista y de las JONS. Cette union originale d'un mouvement révolutionnaire avec un réactionnaire arrive sous l'action du beau-frère de Franco, Ramón Serrano Súñer, qui lui-même n'appartient ni à la Phalange, ni aux carlistes, mais à la CEDA. Serrano a proposé l'union à Franco, car d'après lui, aucune des fractions participant à la coalition ne correspond aux « nécessités du moment ». Lui-même devient, sur le souhait de Franco, le premier secrétaire général du nouveau parti et s'occupe d'en coordonner les diverses parties. Il n'y arrive cependant pas complètement, parce que certains des phalangistes ne veulent pas suivre le nouveau cap. Néanmoins, les organisations précédemment indépendantes laissent l'union se constituer, parce que Franco leur met en perspective une participation au pouvoir après la fin de la guerre civile.
« Le mépris olympien que ressentait Franco pour les Espagnols, pour ses amis et ses ennemis, s'est exprimé dès le début dans la conception de l'État à la tête duquel il se désigna. […] Soutenu par un conglomérat confus de fascistes qui se nomment « phalangistes » (c.à.d. républicains et syndicalistes), « traditionalistes » (carlistes enracinés dans la religion) et Juntas de ofensiva nacional sindicalista (nazis sauce à l'ail), il pétrit tout ce monde comme une pâte à pain, l'âme en paix, pour faire une Falange Española Tradicionalista y de las JONS. Peut-on imaginer une plus grande vexation infligée à ces trois groupes aux idéologies fondamentalement différentes ? Mais ils l'ont écouté sans frémir, puis enthousiasmés, parce qu'il s'agissait pour eux de rien moins qu'un pouvoir politique, à usage exclusif et monopoliste. »
— Madariaga 1979, p. 450
Par cet engrènement des deux parties très différentes, Franco dispose les traits de base du système franquiste : d'une coalition lâche sort un mouvement sous la direction unique de Franco. Bientôt se joignent au mouvement les monarchistes légitimistes, tandis que d'autres organisations comme la CEDA sont à ce moment déjà dissoutes.

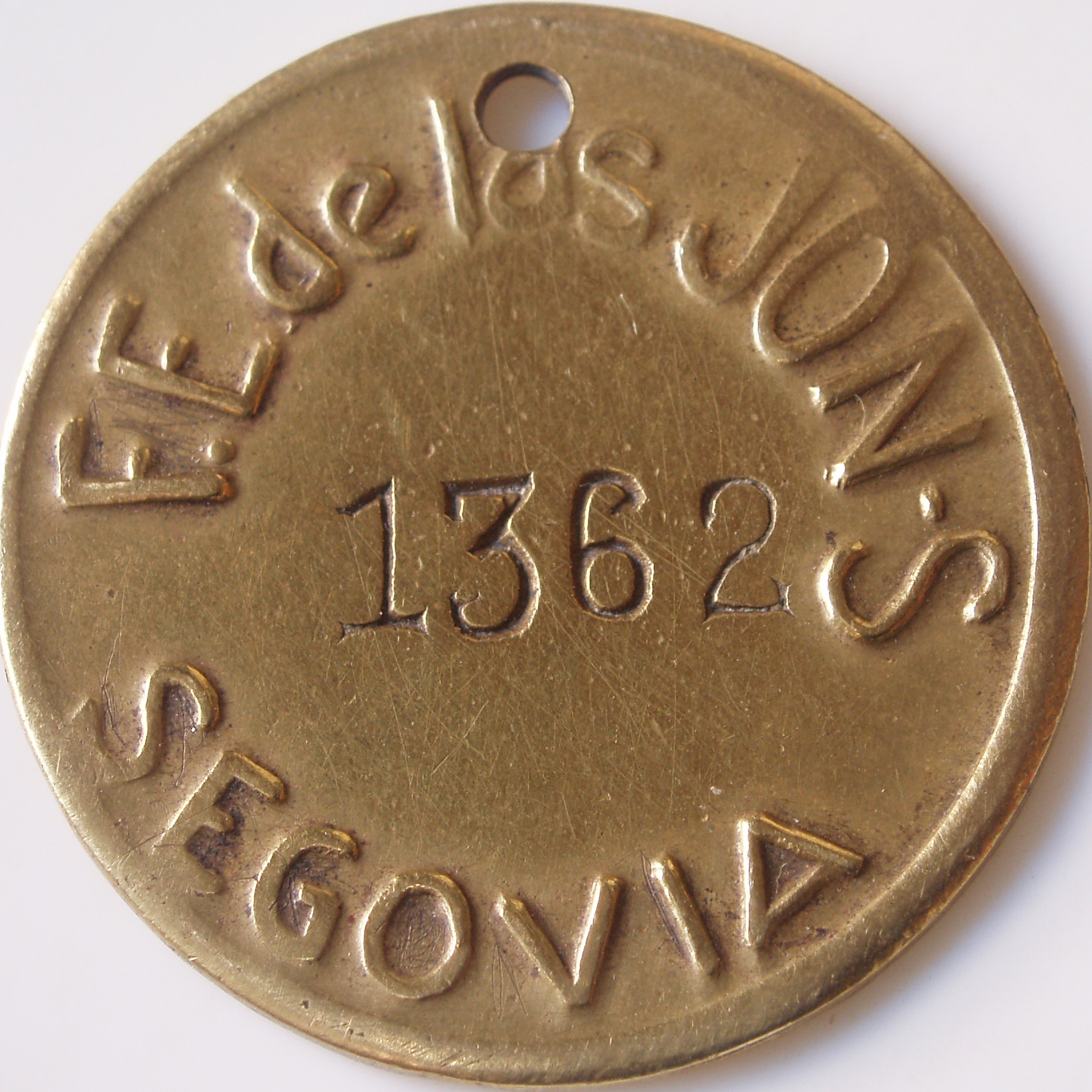
Médaille d'identification de la Falange Española de las JONS pendant la guerre civile.

La nouvelle organisation F.E.T. y de las JONS, appelée Movimiento Nacional se détache sous maints aspects de l'idéologie et des buts de la « vieille » Phalange : des buts conservateurs et monarchistes passent au premier plan, et on ne parle plus de réforme agraire. Par ailleurs, des points centraux du programme phalangiste, comme le syndicalisme, sont préservés. La F.E.T. y de las JONS représente, en raison de son hétérogénéité, un compromis qui offre quelque chose à tous : aux antimonarchistes espagnols aussi bien qu'aux fidèles du roi, de l'ancienne droite aux phalangistes fascistes, d'orientation parfois social-révolutionnaire.
C'est ainsi que peu à peu, toutes les forces politiques du parti nationaliste de la guerre se réunissent sous la direction de Franco, tandis qu'inversement le spectre politique du côté des républicains — encore plus hétérogène que le parti nationaliste — devient de plus en plus fissuré et (comme à Barcelone au printemps 1937) comporte des guerres civiles au sein de la guerre civile. « Tandis que la gauche se retrouve divisée sur presque toutes les questions importantes, la droite se retrouve de plus en plus resserrée ». À côté des livraisons d'armes par les Italiens, cette approche close est la base de la victoire de la cause nationaliste sur la République au printemps 1939. Le franquisme règne alors sur toute l'Espagne.
Le régime qui a pris forme à partir du 1er octobre 1936 s'appuie sur une idéologie conservatrice et nationale-catholique, qui va s'incarner dans des institutions autoritaires : (parti unique, censure, juridictions d'exception, etc.).
Une branche féminine est également créée, la Sección Femenina, qui défend une vision très conservatrice du rôle des femmes, estimant qu'elles se doivent de rester soumises aux hommes et de se consacrer à leur foyer. Elle s'oppose également à une participation directe des femmes dans la vie politique du pays : « La seule mission assignée aux femmes est le foyer ». Les organisations féministes sont dissoutes. Le droit de vote des femmes, qui avait été accordé en 1931, est toutefois maintenu par le régime franquiste.

## Évolution du régime

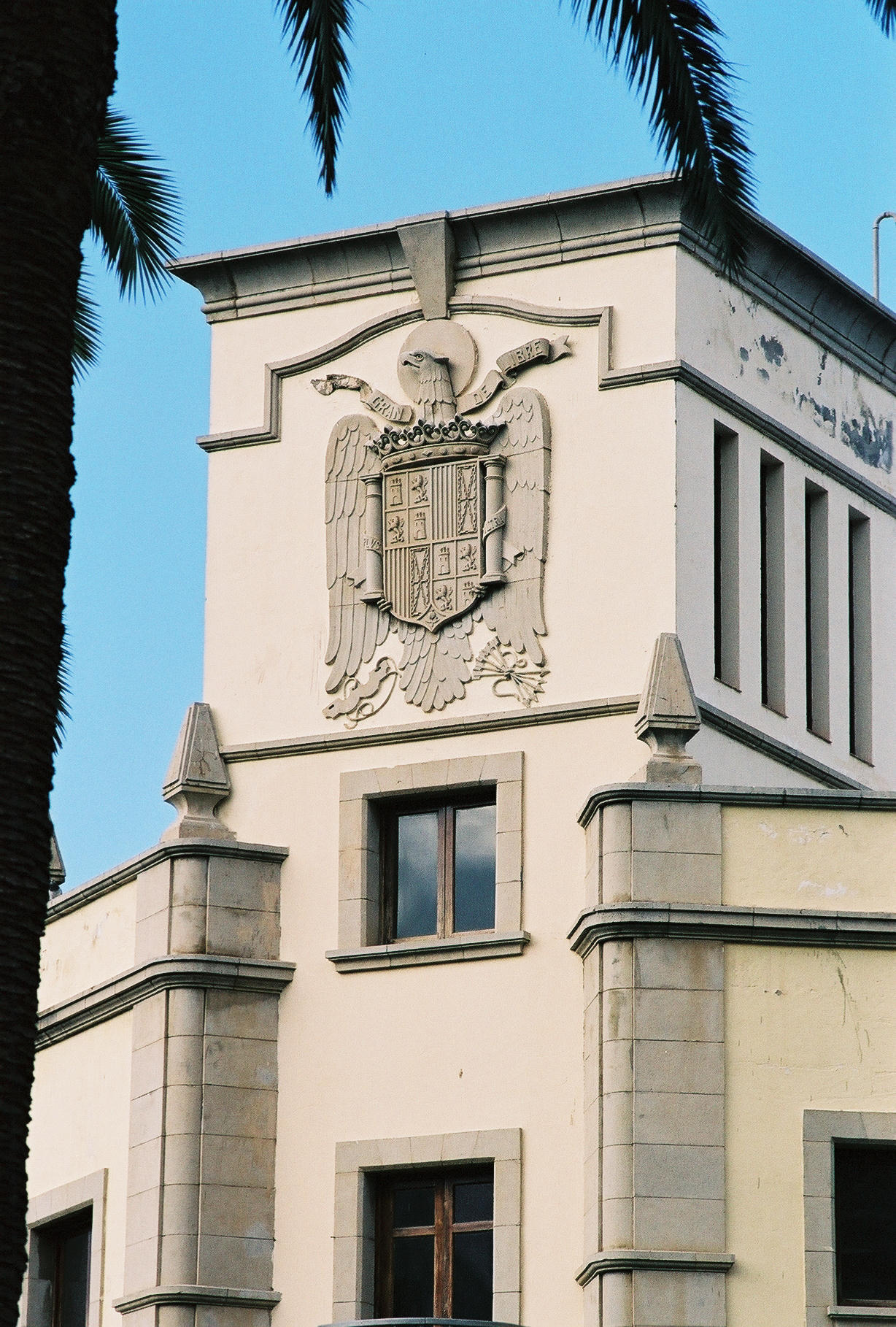
Bâtiment des postes de La Orotava frappé de l', emblème de l'État espagnol sous le régime franquiste.

Les principales caractéristiques de cette dictature évolueront en plusieurs étapes durant les 37 années de régime. Au franquisme triomphant de 1939, qui se nourrit des vertus martiales et des mythes impérialistes, succèdera une étape moraliste et pieuse qui fait du prêtre le héros espagnol par excellence. Avec le tournant de la Seconde Guerre mondiale, les phalangistes les plus radicaux sont progressivement écartés, au profit des conservateurs plus traditionnels. Après la guerre, les impératifs diplomatiques et économiques mettront un terme à l'autarcie, l'Espagne se plaçant aux côtés des États-Unis. Enfin, après quelques tentatives d'ouverture dans les années 1960, les années 1970 voient le régime se crisper pour se terminer finalement dans une nouvelle vague de répression.
Toutefois, bien que l'Espagne se rapproche des États-Unis et des Occidentaux, elle n'a jamais reconnu l'État d'Israël et s'est toujours opposée à sa reconnaissance.

## Les phases du régime franquiste

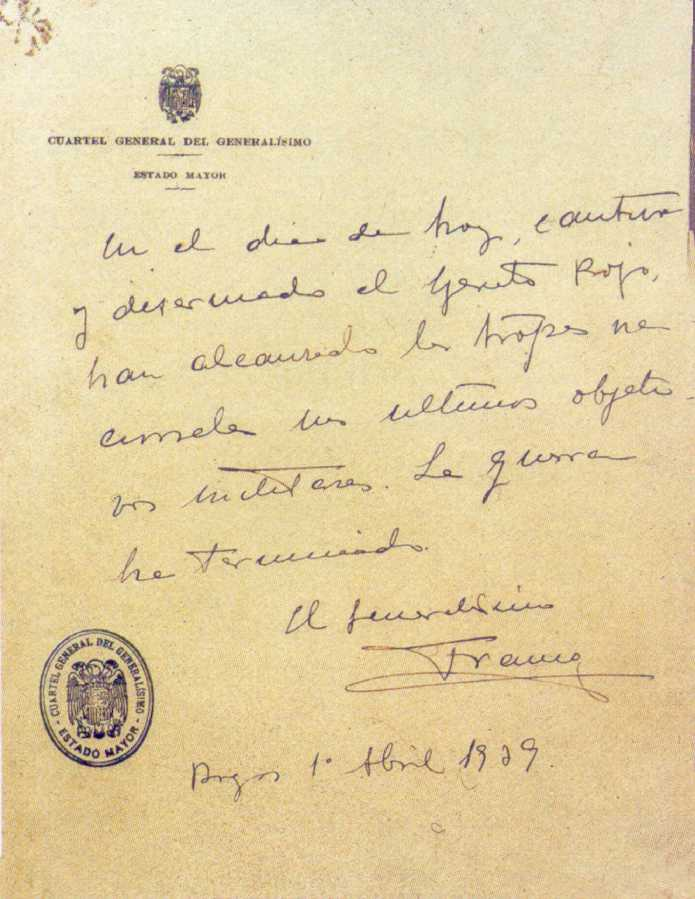
Le 1 avril 1939, Franco constate la fin de la guerre civile.

La dictature de Franco commence après la victoire militaire par une phase d'environ cinq ans de purges violentes, suivie par une ère idéologiquement marquée, où il essaie d'imposer les bases d'une économie planifiée. À partir de la fin des années 1950, jusqu'à la mort de Franco, suit une longue période de léthargie politique et sociale, qui contraste avec une reviviscence notable sur le plan économique.
Les circonstances qui font que le franquisme peut se maintenir presque quarante ans après les phases précédentes d'instabilité politique, peuvent être rapportées principalement au fait que Franco, après la guerre civile, se trouve dans une position qui lui donne une puissance pratiquement absolue et lui permet de former son système de domination comme bon lui semble.

### La «période bleue»
Incarné dans le soi-disant Estado Nuevo, le franquisme se montre pendant les années de guerre civile et dans l'immédiat après-guerre comme un despotisme brutal dans un pays dévasté, en banqueroute et économiquement à terre. Cette période de répression est appelée « terreur bleue » en référence à la couleur de la Phalange. Dès le début de la guerre, dans les régions contrôlées par le parti nationaliste, dominent la répression, la torture et la vengeance sur les opposants politiques. La société espagnole se partage entre vainqueurs et vaincus, et « les vaincus, qui ont incarné aux yeux de Franco le mal absolu, doivent payer et expier ». Dès le 13 février 1939 un décret sur la « conduite à l'égard des malfaiteurs politiques » est promulgué, qui soumet à une peine les activités considérées par Franco comme subversives, rétroactivement jusqu'en 1934.
Derrière les crimes du camp nationaliste, on peut voir, comme l'écrit l'historien Carlos Collado Seidel une « intention tendanciellement génocidaire », qui veut nettoyer l'Espagne par l'« anéantissement physique de toute vie considérée comme non-espagnole ». L'attaché de presse de Franco déclare sur procès-verbal qu'afin d'éradiquer le cancer du marxisme du corps espagnol dans une opération sanglante, il aurait fallu éliminer un tiers de la population masculine. Dans cette intention d'anéantissement, il faut, selon beaucoup d'historiens, faire une différence avec les répressions du côté républicain commises pendant la guerre (et quantitativement bien moindres),,. Dans ce programme de Reconquista, la mise au pas des femmes républicaines, qualifiées de « femmes pourries par le virus marxiste » passe, outre par les assassinats, par des campagnes de viol déléguées aux « Maures », les Africains professionnels enrôlés dans l'armée, et par de traumatisantes et humiliantes actions collectives de tontes de leurs cheveux, suivies d'expositions publiques et de tortures.
Le nombre d'exécutions à motif politique est estimé à plusieurs centaines de milliers. Bernecker situe le nombre de ceux qui ont perdu la vie entre 1936 et 1944 par meurtre politique et condamnation judiciaire à 400 000. De nouvelles estimations (notamment de Michael Richards) parlent d'une fourchette entre 150 000 et 200 000. Selon l'historien britannique Antony Beevor, le nombre total des victimes de la répression franquiste pourrait approcher les 200 000, compte tenu du fait que le bilan de la guerre civile dans plusieurs provinces espagnoles n'a pas encore été réalisé. Les victimes ont été en règle générale enterrées de façon anonyme dans des fosses communes, afin de les faire passer dans l'oubli. En Galice, la délivrance de certificats de décès aurait été refusée pour le même motif.
Au moins 35 000 soutiens de la République sont assassinés. Ils sont enterrés hors des villages et des villes, et se trouvent probablement actuellement encore dans des fosses communes, non référencées pour la plupart. Cette estimation a été revue à la hausse dans les derniers travaux de recherches. Dans la seule Andalousie, le nombre des républicains « disparus » est estimé à 70 000. Le recensement des personnes de la part des associations de rescapés, la première tentative d'un comptage détaillé, a donné un nombre provisoire de 143 353 (consulté mi-2008).
Le nombre de prisonniers politiques après la guerre civile est estimé le plus souvent à environ 1,5 million. Ceux-ci et leur famille sont par exemple systématiquement défavorisés dans la distribution de tickets de rationnement, ont à encaisser des humiliations constantes, et même après leur libération, vivent dans la crainte perpétuelle d'une nouvelle incarcération. Les enfants des républicains sont souvent séparés de leur famille et mis sous la tutelle de l'Église catholique. La recherche présente parle de 30 000 cas de soustraction d'enfants à motif politique. Avec le soutien des nazis, des études médicales ont été entreprises sur les détenus politiques enfermés dans les camps de concentration, afin de démontrer leur supposée infériorité intellectuelle et raciale reliée à leurs vues marxistes.
Après la consolidation du régime, l'usage de la violence pour la répression se fait progressivement plus discret. Les derniers camps de concentration franquistes ne sont toutefois fermés qu'en 1962. Ils existent auparavant au nombre de 190 environ, et sont répartis sur toute l'Espagne. Ils contiennent jusqu'à un demi-million de partisans de la République espagnole, et pendant la Seconde Guerre mondiale, également quelques dizaines de milliers de fugitifs de toute l'Europe. Les bataillons de punition (Batallones de Trabajadores, abrégé en BB.TT.), dont les membres sont affectés à la construction des routes et des voies ferrées, à la sidérurgie, aux mines, ou au travail à certains bâtiments de prestige du régime comme le Valle de los Caídos (Val des Morts), sont également un pilier de la répression. Rien que sur le territoire des Pyrénées orientales (Navarre) 15 000 prisonniers politiques de toute l'Espagne sont astreints au travail forcé pour la construction de routes.
Environ 500 000 personnes, notamment 150 000 Basques, s'enfuient à partir de 1939, principalement vers la France, où ils sont internés dans divers camps d'internement. Certains de ces fugitifs peuvent émigrer vers le Mexique, où le gouvernement républicain doit aussi s'exiler. Il s'agit là du plus grand mouvement d'exilés de l'histoire espagnole. Cependant les politiciens de haut rang de la République sont livrés par le régime de Vichy ou la Gestapo à l'Espagne où ils sont exécutés, comme dans le cas de Lluís Companys. Les chercheurs parlent de 13 000 « Espagnols rouges » qui sont rattrapés par les troupes d'Hitler après l'occupation de la France, et prennent le chemin des camps de concentration allemands, où pas moins de 10 000 d'entre eux trouvent la mort, dont 7 000 dans le seul camp de Mauthausen[réf. nécessaire]. On connaît sous ce rapport le bloc des interbrigadistes au camp de concentration de Dachau. Par la suite, environ la moitié des exilés rentre au pays dans les années suivant la Seconde Guerre mondiale en raison d'un certain nombre de mesures de suppression de peine, comme une amnistie partielle fin 1939 pour les plus petites fautes des « marxistes ». Il n'y a jamais d'amnistie générale, et c'est pourquoi beaucoup d'Espagnols attendront la mort de Franco pour rentrer d'exil.
Le franquisme est donc bien installé au sortir de la guerre en Espagne. Le régime est d’ailleurs soutenu par une partie des Espagnols marqués par l’exécution de 6 000 prêtres, favorisée par l'intransigeance de certains républicains durant la guerre civile. Certaines classes sociales appuient le Caudillo plus que d’autres : il s'agit des grands propriétaires terriens, de la haute bourgeoisie industrielle et financière, et d'une partie des classes moyennes. Mais le centralisme du régime franquiste induit aussi l'opposition des autonomistes de Catalogne, du Pays basque, etc., qui se voient interdire l'usage de leur langue.
Le Tribunal spécial pour la répression de la maçonnerie et du communisme est mis sur pied en mars 1940, condamnant des dizaines de francs-maçons, certains à plusieurs dizaines d'années d'emprisonnement. Il est remplacé en 1963 par le Tribunal de l'ordre public chargé des délits politiques, auparavant jugés en grande partie par les tribunaux militaires. Celui-ci condamna des milliers de citoyens, avec quelques grands procès comme le procès 1001 de 1972, visant la direction des Comisiones Obreras, un syndicat clandestin lié au parti communiste (également clandestin).

#### 1939-1945: autarcie et alignement partiel sur les puissances de l'Axe

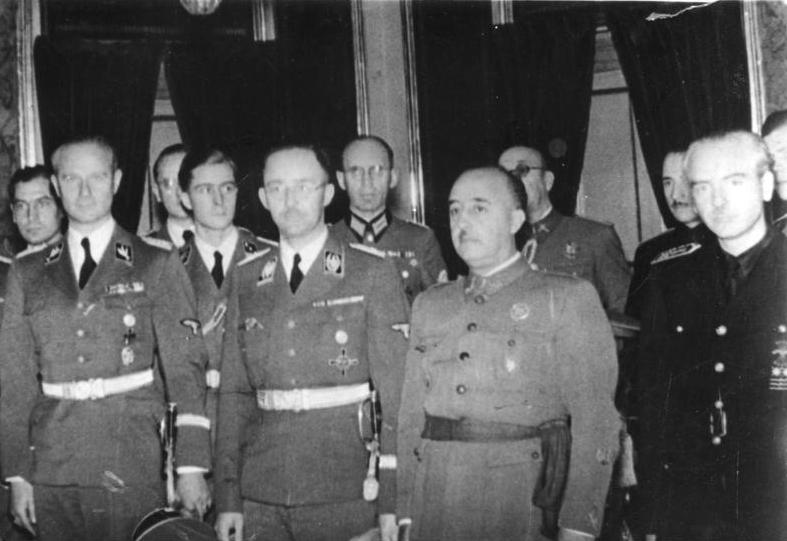
De gauche à droite : le général Karl Wolff, Himmler, Franco et le ministre des Affaires étrangères, Serrano Suñer. Derrière Franco, le général José Moscardó. Photographie du 25 octobre 1940 lors de l'entrevue d'Hendaye.

Le 25 février 1939, le cabinet Daladier signe, à Burgos, les accords Bérard-Jordana, reconnaissant la légitimité du gouvernement de Franco, signant ainsi l'arrêt de mort de la République espagnole ; en échange, il obtient la promesse de la neutralité espagnole en cas de guerre. C'est une neutralité de facto, qui prend la forme d'une non-belligérance, puis l'Espagne devient juridiquement neutre le 3 octobre 1943.
Pendant la Seconde Guerre mondiale, Franco passe de la neutralité à la non-belligérance en 1940 (entrevue avec Hitler à Hendaye). Appuyé en particulier par son ministre des Affaires étrangères, Serrano Súñer, qui n'est autre que son beau-frère, il envisage d'entrer en guerre en échange de Gibraltar, du Maroc français et de l'Oranie mais l'échec allemand dans la bataille d'Angleterre l'incite à la prudence. Il se contente de développer les échanges commerciaux avec l'Axe, d'offrir un relais radio aux sous-marins et aux services secrets allemands, puis d'envoyer une division sur le front de l'Est, la división Azul (50 000 hommes).
À la suite d'une visite de Himmler, le 13 mai 1941, Franco émet une circulaire visant à ficher les 6 000 Juifs d'Espagne en précisant leurs convictions politiques, modes de vie et « niveau de dangerosité ». La liste est ensuite remise à l'ambassade d'Allemagne. Selon Jorge Martínez Reverte, historien et journaliste à El País, plus qu'« un cadeau à Hitler », cette circulaire est « la preuve de ce que les phalangistes comptaient faire des Juifs » en cas de victoire nazie.
Les réfugiés politiques et les Juifs qui fuient l'occupation allemande sont internés, mais non livrés au Reich. À partir de 1943, ils sont autorisés à gagner discrètement le Portugal et l'Afrique française libre.
Par ailleurs, le régime sera accueillant aux collaborateurs des divers pays d'Europe, comme Ante Pavelić, Pierre Laval et Léon Degrelle, et sera au centre de l'organisation des mouvements néofascistes après-guerre.
Sur le plan économique, l'Espagne est un pays ruiné et décimé. La faim et la misère extrême marquent la réalité quotidienne d'une grande partie de la population. La solution que donne le régime franquiste à la pénurie économique est semblable à celle expérimentée par l'Italie fasciste, et perfectionnée par l'Allemagne nazie : l'autarcie, une politique économique fondée sur la recherche de l'autosuffisance économique et l'intervention étatique.
L’interventionnisme s'étend en grande partie sur l'économie nationale. L'État fixe les prix agricoles et oblige les paysans à donner les excédents de leurs récoltes. L'Instituto Nacional de Industria (Institut national de l'industrie, INI) est créé en 1941 pour mieux contrôler l'industrie espagnole exsangue, et établir un contrôle rigide sur le commerce extérieur.

#### 1945-1957: du boycott international à la consolidation du régime

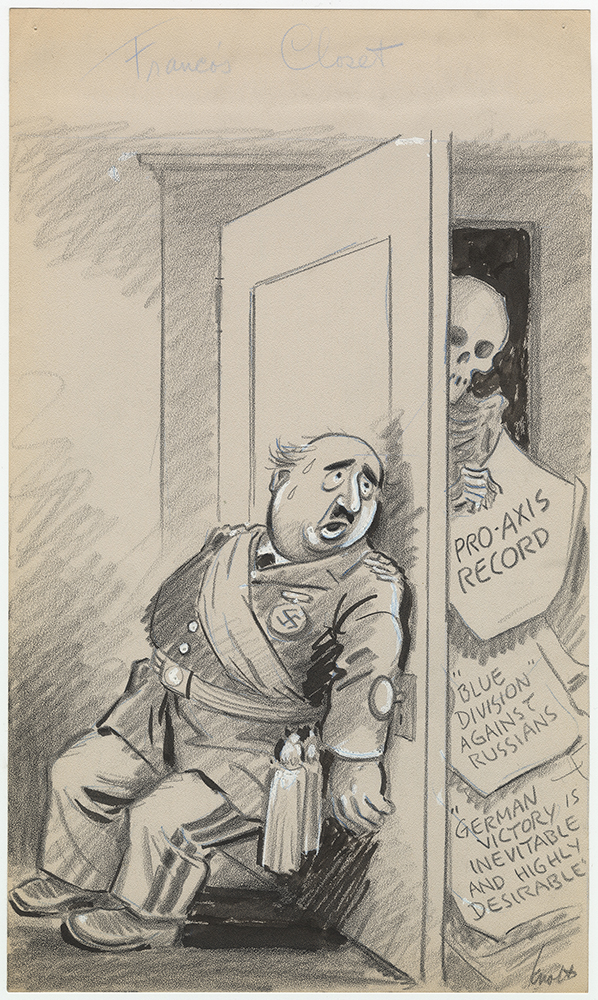
Arborant la croix gammée nazie, Franco s'alarme du squelette dans le placard qui rappelle sa position en faveur de l'Axe ainsi que la participation de la Division Bleue sur le front de l'Est.
Franco's Closet, caricature du dessinateur américain John F. Knott (1945).

En 1946, l'ONU décrète un boycott diplomatique contre l'Espagne. Après la Seconde Guerre mondiale, le régime de Franco est presque complètement isolé économiquement et sur le plan de la politique étrangère. En effet, l'Espagne est unanimement condamnée comme alliée de l'Axe. Cela conduit à de grands problèmes pour l'approvisionnement de la population. Ce n'est qu'en 1953 que Franco peut conclure un traité de stationnement de troupes avec les États-Unis. Un peu plus tard, un concordat est signé avec le Vatican. Le pays adhère finalement à l'ONU en 1955.
Les années d'après-guerre sont marquées par une régression importante en matière d'économie. Le naufrage de la production agricole et industrielle s'accompagne de bonds en arrière : le secteur primaire dépasse à nouveau les 50 % du revenu national. Dans un contexte de pénurie et d'intervention de l'État, le marché noir, et la corruption généralisée viennent étouffer l'économie du pays.
En 1944, des groupes d'exilés républicains, anciens maquisards en France, repassent les Pyrénées et tentent de lancer une guérilla contre le régime franquiste : c'est la période de la posguerra, une guerre larvée qui ne dit pas son nom à l'extérieur des frontières. Isolés, divisés (communistes contre anarchistes), probablement trahis, ils sont rapidement mis hors de combat.
Pendant cette période, le rôle de la Phalange, fusionnée dans le parti unique Falange Española Tradicionalista y de las Juntas de Ofensiva Nacional Sindicalista (FET y de las JONS), dans l’exercice du pouvoir est déterminant. Toutefois, les phalangistes les plus radicaux sont écartés après 1942 au profit des conservateurs (crise de mai 1941 (es) : remaniement ministériel de septembre 1942 qui écarte Serrano Súñer, etc.). Le parti unique FET y de las JONS contrôle la police politique, l’éducation nationale, l’action syndicale, la presse, la radio, la propagande et toute la vie économique et syndicale.
En 1947 est affirmé, dans la loi de succession du chef de l'État, le caractère monarchique de l'État espagnol. L'Espagne est un royaume sans roi dont Franco est le régent.

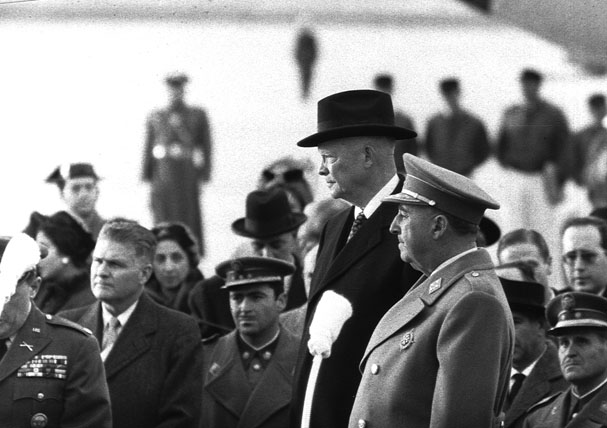
Franco et le président Dwight Eisenhower en 1959 à Madrid.

Après deux décennies de politique économique nationale-syndicaliste menées sous la conduite de Franco dans la lignée de l'idéologie phalangiste, l'État espagnol se trouve à la fin des années 1950 dans une situation financière proche de la faillite, avec des réserves de change très faibles et une inflation galopante. Les augmentations des salaires nominales décidées autoritairement par le gouvernement se trouvent ainsi de fait annulées en pouvoir d'achat par la réalité économique s'exprimant à travers l'inflation des prix, alors même que l'Espagne est encore un des parents pauvres de l'Europe. L'opposition communiste tente d'exploiter le malaise social induit en appelant à la grève générale. La nécessité de réformes économiques structurelles est évidente.
Les années 1950 marquent la fin de l'autarcie. L'échec évident du modèle isolationniste fait opter le régime franquiste pour un changement de cap en matière de politique économique, dès le début des années 1950. On assiste à une libéralisation partielle des prix et du commerce et une plus grande liberté quant au commerce des biens. En 1952, on met fin au rationnement des aliments. Ces mesures ramènent une certaine croissance économique, et en 1954, on dépasse à nouveau enfin le PIB/habitant de 1935, l'Espagne a donc perdu vingt ans en matière de développement économique. En avril de la même année, Juan Carlos est désigné comme successeur de Franco à sa mort. Il devra sa légitimité à l'investiture de Franco et non à l'hérédité dynastique : en effet, par cette désignation, Franco écarte du trône le prétendant légitime, Juan de Borbón, fils du dernier roi d'Espagne et père de Juan Carlos.
La guerre froide permet à Franco de bénéficier du plan Marshall en 1950, d'accueillir le président Dwight Eisenhower et de défiler triomphalement à Madrid avec lui, comme un des vainqueurs de la Seconde Guerre mondiale. En 1953, Franco conclut avec les États-Unis, le Tratado de Amistad y Cooperación (traité d'amitié et de coopération), qui confère à cette puissance un accès à plusieurs bases militaires et navales espagnoles (base navale de Rota, bases aériennes de Morón, de Torrejon et de Saragosse (en), etc.) en échange d'une aide militaire et économique faisant de l'Espagne un membre important du bloc de l'Ouest — bien que l'Espagne franquiste, contrairement au Portugal de Salazar, ne soit jamais officiellement membre de l'OTAN. En 1955, le pays est admis au sein de la communauté internationale lors de son adhésion officielle à l'Organisation des Nations unies (ONU), mais sa demande d'adhésion, en 1962, à la Communauté économique européenne (CEE) est refusée.

### Le franquisme tardif
Aucune liberté politique n'accompagne l'offensive de politique étrangère pour la consolidation du franquisme. Ce n'est que sous la pression d'un effondrement économique menaçant et sous celle de la population qu'il y a une libéralisation de la politique économique, à la suite d'un changement presque complet du gouvernement pour un régime de technocrates, porté par des élites conservatrices comme les membres de l'Opus Dei.
La phase du régime qui coïncide avec le redressement économique est désignée par tardofranquismo (franquisme tardif). Avec la guérison économique toutefois tardive de l'Espagne, et le bien-être croissant corrélatif de plus grandes couches de la population espagnole, Franco consolide sa domination encore une fois. Ce changement de paradigme économique, qui implique en politique intérieure une perte relative d'influence de l'armée et du Movimiento est rendu possible par le fait que Franco, sur la base de ses succès en politique étrangère, peut aussi stabiliser la situation intérieure.

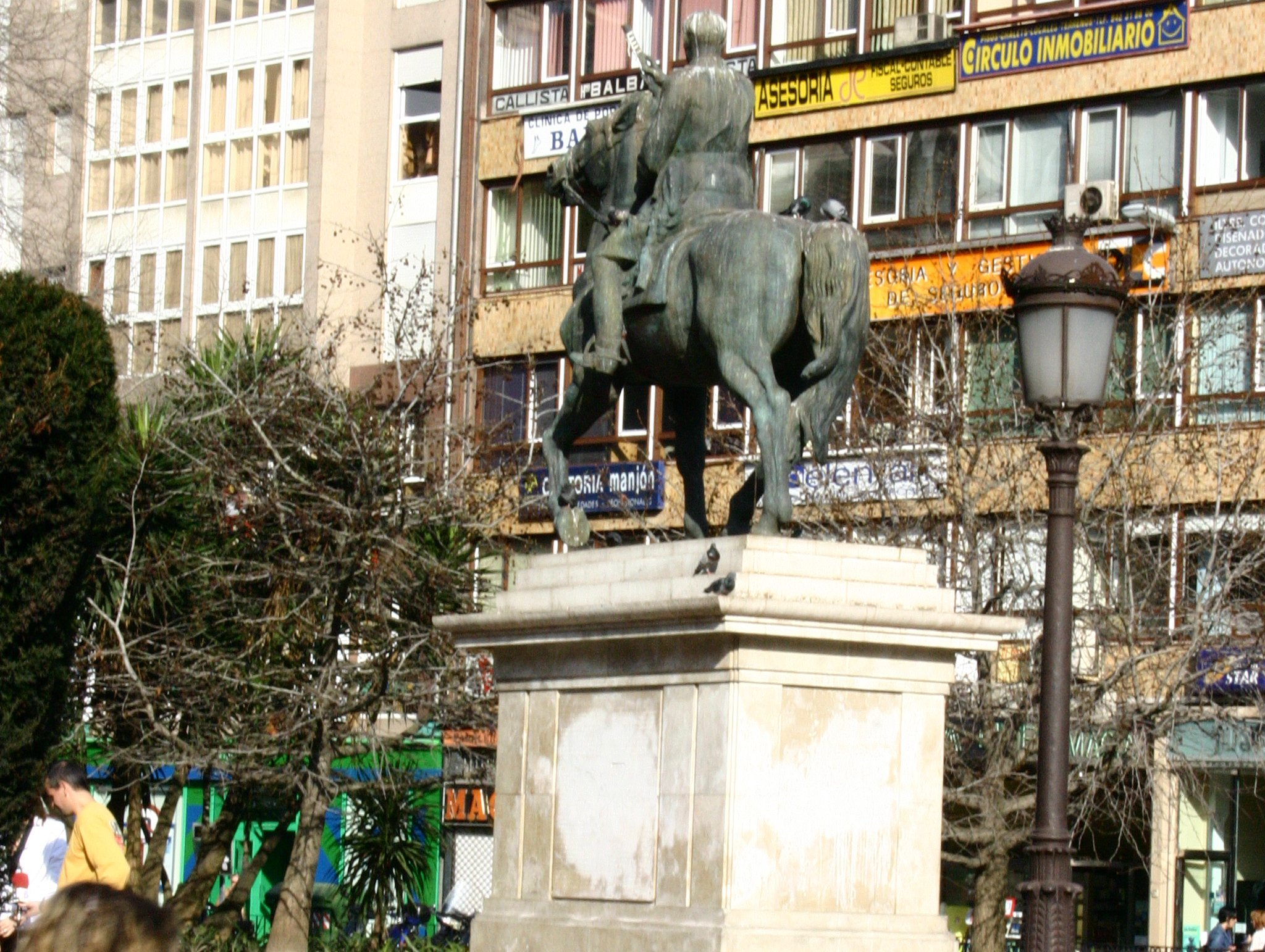
Statue de Franco à Santander.

Le franquisme se termine en un État resté certes une dictature autoritaire, mais ses citoyens restent tranquilles dans la vie de tous les jours — même si, dans les dernières années du franquisme, la répression envers les activités de l'ETA et d'autres groupes d'opposition reprend de l'ampleur. Franco défend jusqu'à sa mort des notions politiques antimodernistes. Il ne consent à la population presque aucun droit démocratique, aucune liberté d'association sauf celle des syndicats contrôlés par le système, et se réserve comme dictateur le droit d'utiliser tous les instruments d'oppression politique et sociale contre toute forme d'opposition. Les institutions d'État, du parti étatique Movimiento Nacional, jusqu'aux organisations professionnelles des Sindicatos verticales restent jusqu'au dernier moment les instruments d'exercice personnel de la puissance du Caudillo. L'État franquiste délègue à la police (y compris la Guardia Civil) et aux services de sécurité une puissance importante. Les services de sécurité internes sont à beaucoup d'aspects mieux équipés et organisés que l'armée espagnole. C'est surtout la Guardia Civil qui combat pendant des décennies avec une brutalité notable tous les essais de former des partis ou des syndicats indépendants, particularistes ou d'opposition, ou même d'exprimer des opinions personnelles allant dans ce sens.

#### 1957-1969: dégel économique, rapprochement avec l'Europe et désignation du successeur
Face à la nécessité de mener une autre politique économique, Franco permet l'entrée au gouvernement, en 1957, d'un groupe de technocrates de l'Opus Dei. Ces nouveaux ministres dessinent le Plan de Estabilización (Plan de stabilisation) de 1959.
Ce plan de stabilisation, conçu par le catholique libéral-conservateur Alberto Ullastres, membre de l´Opus Dei, est instauré le 21 juillet 1959. Il prévoit huit mesures simples : convertibilité de la peseta, suppression du contrôle des prix, élimination de la majeure partie des taxes douanières, ouverture aux investissements étrangers, ajustement des taux d'intérêt sur la préférence temporelle, gel des salaires, blocage des dépenses publiques et impossibilité faite au gouvernement de s'endetter auprès de la Banque [centrale] d’Espagne[réf. souhaitée].
L'Espagne connaît alors une période d'assainissement des comptes publics, d'ouverture économique et de forte croissance du PIB.
Emblématique de la nouvelle donne économique, le tourisme de masse voit une croissance spectaculaire, avec 1 400 000 visiteurs en 1955 et 33 000 000 en 1972. La production industrielle passe d'un indice 100 en 1962 à 379 en 1976. De 1964 à 1967 se déroule le grand plan de développement économique qui constitue une étape de plus. À partir de la fin des années 1960, le PNB augmente de plus de 7 % par an, porté par le secteur de la construction automobile qui fait encore de l'Espagne le premier constructeur européen. En effet, dès 1950 le gouvernement espagnol cherche à créer une industrie automobile nationale et, avec l'aide de Fiat, fonde SEAT. En 1954, Renault cède une licence à Fasa pour produire la 4 CV, puis s'installe à Valladolid (où sera créée la fameuse Renault Cuatro chère aux Espagnols). Des villes entières se dévouent maintenant à l'automobile (Valladolid avec Renault et Iveco, Suzuki à Linares, PSA à Madrid et Vigo, Mercedes à Vitoria ou Almendralejo, etc.).
Également, l'intelligence de ce plan de stabilisation réside dans le développement économique de l'intégralité du territoire espagnol (à une époque où, à l'inverse, la France pratiquait le centralisme) : chaque capitale de province doit avoir son usine et son unité de production, les sous-traitants s'installant dans les villages alentour. Ceci afin de fixer la population sur son sol et d'empêcher tout exode rural. Ainsi, par exemple : Cadix ou Illescas héritent de l'aviation, Pancorbo ou Miranda de Ebro des engrais, Aranda de Duero ou Albacete des pneumatiques, Huesca et les îles Canaries de l'informatique naissante, etc.
La décennie des années 1960 en Espagne est aussi marquée par une fissure interne progressive et croissante, qu'elle soit économique, sociale ou religieuse. En avril 1962 débute une grande vague de grèves dans les mines d’Asturies. Elles font école dans les provinces basques, celles de Barcelone et de Madrid. Le gouvernement réagit et proclame l’état d'exception dans les provinces industrielles des Asturies, de Biscaye et de Guipuscoa. Une opposition religieuse au régime s'organise à partir du 30 mai 1960 quand 339 curés basques signent une lettre dénonçant le manque de liberté confessionnelle et d’autodétermination du clergé. Cette opposition fait aussi tache d'huile en 1962, encouragée par le concile Vatican II et l'encyclique papale Pacem in Terris. Quant à l'opposition politique, elle se réorganise et se durcit notamment au Pays basque, où l'ETA s'érige en mouvement de libération nationale, et en Catalogne. Pour sa part, le Parti communiste espagnol (PCE) s'insère clandestinement au sein du Syndicat Vertical sous la forme de Comisiones Obreras, qui se définissent comme des mouvements de défense de la classe ouvrière.
Le 21 juillet 1969, Franco désigne Juan Carlos de Bourbon comme son successeur à la tête de l'État (en se fondant sur la Loi de Succession qui dispose que c'est lui qui désignerait son successeur, bien que selon l'ordre naturel de succession ce soit Juan de Bourbon qui doive être désigné), avec le titre de « prince d'Espagne ». Juan Carlos est ainsi proclamé successeur de Franco par les Cortes le 22 juillet 1969 lorsqu'il jure « fidélité aux principes du Mouvement National et aux autres Lois fondamentales du royaume ».

#### 1969-1973: le crépuscule du régime

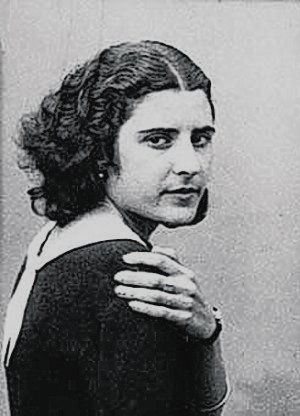
L'écrivaine Josefina Manresa, figure de la résistance intérieure antifranquiste.

Le 8 août 1969 éclate le scandale Matesa (Maquinaria Textil S.A., une des plus grandes sociétés multinationales espagnoles), qui porte sur une fraude de millions de pesetas au détriment de l’État espagnol. Ce scandale impliquant notamment l'utilisation illicite de fonds de crédit mène à une crise de régime où le Mouvement national, dénonciateur de la fraude, s'oppose aux ministres membres de l'Opus Dei qui s'étaient imposés face à la Phalange pour diriger le pays depuis la fin des années 1950. Les ministres du Commerce, des Finances et du Tourisme sont notamment accusés. Le 29 octobre 1969, Franco dissout son gouvernement et réalise le plus important remaniement ministériel depuis les années 1950. N’ayant plus la force et l’énergie pour arbitrer entre les différentes tendances politiques du régime, il met en place un gouvernement entièrement composé de membres de l'Opus Dei ou de l'Asociación Católica Nacional de Propagandistas (le Gobierno Monocolor, gouvernement unicolore). Les ministres qui venaient de marquer la décennie précédente, comme Faustino García Moncó, Juan José Espinosa San Martín ou Manuel Fraga Ibarne, sont limogés. Ce nouveau gouvernement, représentatif de la haute bourgeoisie financière, apparaît alors comme celui de Carrero Blanco et de Laureano López Rodó plutôt que celui de Franco et exclut un grand nombre de ceux qui formaient la colonne vertébrale du régime depuis 20 ans.
Le 8 juin 1970, Franco rencontre à Madrid Charles de Gaulle, qui racontera son entretien à Michel Droit : « Je lui ai dit ceci : en définitive, vous avez été positif pour l'Espagne. Et c'est vrai, je le pense. Et que serait devenue l'Espagne si elle avait été la proie du communisme ? ».

#### 1973-1976: de la lente agonie de Franco à la dissolution des institutions
Le 20 décembre 1973, un attentat de l'ETA coûte la vie au président du gouvernement espagnol, l'amiral Luis Carrero Blanco,,.
Franco vieillissant, il cède en juillet-septembre 1974 les fonctions de chef de l’État à Juan Carlos, puis il meurt le 20 novembre 1975. Juan Carlos est alors couronné roi d'Espagne conformément à la loi de succession de 1947 précisant notamment que l'Espagne est un État catholique et social constitué en royaume.
Après la mort du dictateur en 1975, l'État franquiste se transforme en quelques années dans le cadre de la transition démocratique espagnole (Transición) d'une façon particulièrement paisible — si l'on excepte la tentative de coup d'État du 23 février 1981 aux Cortes — en une monarchie constitutionnelle.

## Idéologie
Selon l’historien Jordi Bonells, dès ses origines, le franquisme se caractérise par sa « pauvreté doctrinale », l’absence de « densité idéologique », sa « rhétorique kitsch » et sa conception manichéenne d’une lutte entre la « nation » et ses « ennemis ». Il opère une identification totale entre l’État et une nation espagnole monolingue et catholique. « Le franquisme apparaît comme l’institutionnalisation de la version autoritaire et traditionaliste du discours espagnoliste, légitimée par la victoire de 1939 ». Cette « carence idéologique […] limite sa capacité de mobilisation collective […] mais […] a deux avantages considérables » : elle limite les conflits internes au franquisme et « facilite une adhésion a minima sans obligation doctrinale, sur la base d’un apolitisme national ». « La négation de la politique a été la clé de voûte de l’édifice idéologique franquiste en tant que triomphe de l’unité nationale face à la fragmentation partisane de l’« anti-Espagne » ».

### Les buts politiques du franquisme
Les éléments constitutifs du franquisme peuvent se trouver en première ligne dans les lois fondamentales de l'État franquiste, ou dans le testament du dictateur — connu seulement après la mort de celui-ci, quoique Franco mette quelque soin à donner à ces lois fondamentales des formulations qui ne limitent qu'aussi peu que possible sa liberté d'action. « Il [Franco] a à remplir sa mission pour l'Espagne, à peine définissable, mais qui d'après lui se tient bien au-dessus de la politique au jour le jour ». L'État franquiste reçoit en chemin, progressivement, par des lois fondamentales édictées pendant toute la durée de son régime, une sorte de constitution : Franco ne s'intéresse pas particulièrement aux questions de droit constitutionnel.
L'idéologie franquiste exalte une Espagne traditionaliste et antimoderniste, fondée notamment sur la religion catholique et le corporatisme. Elle doit beaucoup au départ à la Phalange fondée en 1933 par José Antonio Primo de Rivera dans la mouvance du fascisme italien. Elle se présente comme une relecture de la pensée traditionaliste qui a séduit la classe dirigeante après la Restauration bourbonienne de la fin du XIXe siècle. Quand le soulèvement franquiste éclate en 1936, ses chefs militaires ne sont pour la plupart ni fascistes ni monarchistes, plusieurs sont même républicains et francs-maçons, à tel point que l'historien Bartolomé Bennassar estime Franco « à peu près indifférent aux idéologies ». D'autres apports complèteront l'« idéologie franquiste » tels l'évocation mythique d'un passé glorieux (l'esprit de croisade reconquérante des rois catholiques), le réflexe anti-libéral hérité de l'absolutisme de Ferdinand VII ou encore l'hostilité viscérale qu'inspirent au Caudillo le marxisme, la libre pensée et la franc-maçonnerie.
La propagande franquiste met l'accent sur les valeurs traditionnelles nationalistes et religieuses, dont le sommet est le terme de « croisade » qui en est le leitmotiv. Le slogan franquiste España una, grande y libre insiste sur l'unité, la grandeur et l'indépendance de l'Espagne.

### Un fascisme?
La nature exacte du régime franquiste, en comparaison notamment avec l'Italie fasciste et l'Allemagne nazie, prête à controverses, celles-ci étant fondamentalement liées à des discussions théoriques sur la définition et l'étendue du concept de « fascisme » voire de « totalitarisme ». Si les tendances fascisantes sont indéniables, en particulier dans un premier temps, avec notamment un ensemble de traits caractéristiques du fascisme qui perdurent après la guerre (parti unique, culte de la personnalité, censure et non-respect des libertés individuelles, corporatisme, etc.), la majorité des historiens[évasif] met toutefois entre l'Italie fasciste et l'Espagne franquiste une différence de degré, sinon de nature. Par ailleurs, une grande partie des historiens[évasif] s'accorde pour faire du fascisme, au sens strict, essentiellement un phénomène de l'entre-deux-guerres. L'essayiste en histoire Jean Sévillia parle du franquisme comme d'un pur produit de l'Espagne catholique et conservatrice, indifférent aux questions raciales, et ne pouvant pas être assimilé au fascisme.

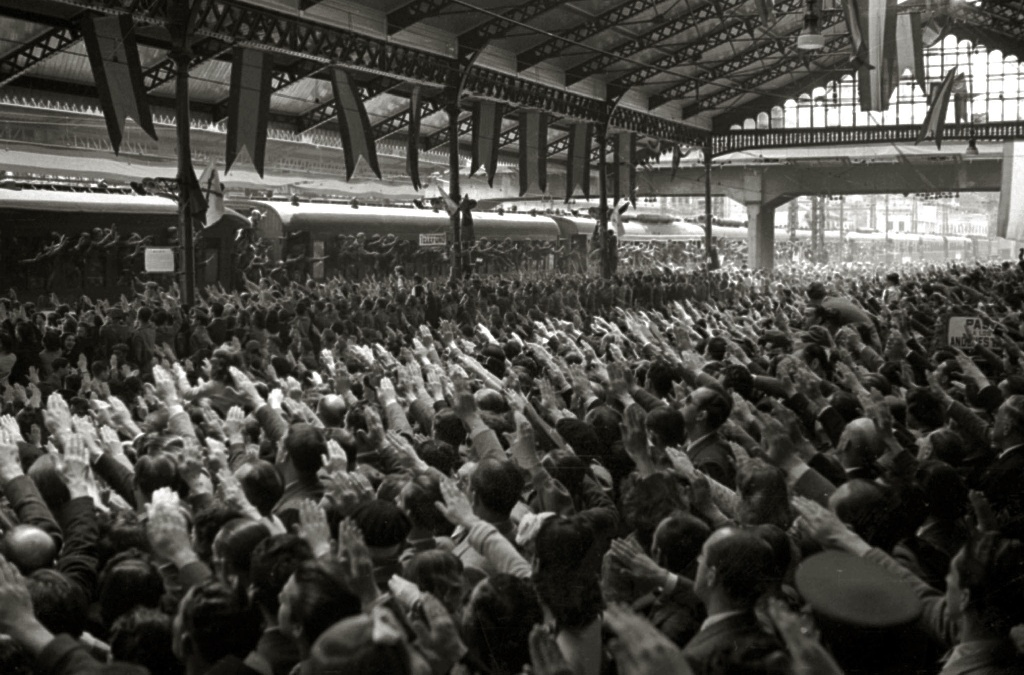
Saint-Sébastien en 1942.

Certains[Qui ?] préfèrent parler de « fascisme clérical », d'autres[Qui ?] parlent d'un régime autoritaire et dictatorial plus traditionnel et conservateur, empreint de national-catholicisme, davantage proche de l'Estado novo de Salazar au Portugal. Ces derniers insistent sur la mise à l'écart progressive et partielle des phalangistes les plus radicaux, qui voulaient mettre en place une « Révolution nationale », et sur l'abandon important du projet de créer un « homme nouveau », généralement considéré comme l'un des éléments de définition du totalitarisme. Toutefois, l'Espagne franquiste, dont les élites étaient souvent divisées entre plusieurs tendances (fascisantes, carlistes, technocrates liés à l´Opus Dei,[réf. nécessaire] etc.), a toujours laissé place à une composante proprement fasciste[réf. nécessaire], et fut très accueillante vis-à-vis des membres du mouvement néofasciste international, en particulier italien (notamment après le Golpe Borghese, tentative putschiste en 1970, après laquelle J.V. Borghese et des centaines d'autres néofascistes s'exilèrent en Espagne).
Le virage atlantiste de Franco a aussi jeté le trouble dans son propre camp. Ainsi, le 20 novembre 1956, le secrétaire général de la Phalange, José Luis de Arrese Magra, avait prononcé à la radio espagnole une allocution où il exprimait ses réserves à l'égard de la récupération par Franco de son mouvement : « José Antonio, es-tu content de nous ? Je ne le pense pas. Pourquoi ? Parce que tu as lutté contre le matérialisme et l'égoïsme, et que, les hommes d'aujourd'hui, ayant oublié la grandeur de ton message, en ont fait leurs idoles. Parce que tu as prêché le sacrifice, et que les hommes d'aujourd'hui le refusent ».
Les nostalgiques du franquisme qui se réunissaient pour commémorer la mort de Franco à son mausolée de la Valle de los Caídos (Vallée de ceux qui sont tombés) tous les 17 novembre y faisaient encore le salut fasciste, jusqu'en 2007 et le vote de la loi sur la mémoire historique.

### Idéologie du franquisme
La domination de Franco fut une dictature personnelle, et donc très fortement marquée par la personnalité de Franco. Salvador de Madariaga exprime ceci ainsi : 
« Francisco Franco a été le seul monarque despotique de l'histoire d'Espagne. Pendant tout le temps de sa domination, c'est toujours sa volonté suprême qui définit le bien commun, sans conseil ni recours. Ni les rois catholiques, ni les Habsbourg, ni les Bourbons n'ont atteint même de loin une identification entre la puissance étatique et la volonté personnelle, telle que celle que Franco réussit à faire pendant les 39 ans de sa domination. »
— Madariaga 1979, p. 448
C'est pourquoi il ne se manifeste pas d'idéologie formulée positivement au premier plan dans le système franquiste. La conception du monde de Franco et ses buts politiques se résument en réalité en négations. Dès son manifeste au début de la guerre civile, le futur dictateur n'ouvre que peu de perspectives idéologiques — outre l'énumération d'une série de mesures à prendre, comme l'interdiction de tous les syndicats et la formation d'un gouvernement de « spécialistes » — à part les formulations très courantes comme l'introduction des « fondements les plus stricts de l'autorité » ou l'incitation à l'« entière unité nationale ».
Le franquisme, du fait ou bien qu'il attribue à l'Église catholique et au socle idéologique catholique traditionaliste la qualité d'un élément porteur de l'État, n'est pas en soi une religion séculaire avec un tableau historique déterminé, comme le national-socialisme ou le communisme. Franco n'explique à personne l'histoire du monde, et ne postule pas de développements sociaux conditionnés par des schémas définis ; il s'intéresse à peine à ce genre de thèmes, hormis qu'il reproche régulièrement la responsabilité de ses insuccès à la « franc-maçonnerie internationale ». Dans la mesure où il faut comprendre une idéologie — selon François Furet — comme « un système d'explication du monde qui détermine le comportement politique des gens, tout en restant libre de toute influence divine », le franquisme n'est en rien une idéologie.

### Le national-catholicisme

#### Généralités
Franco s'intéresse dans l'ensemble — bien plus qu'à l'installation d'un État totalitaire fasciste — à la renaissance de la société conservatrice et catholique. Sa gestion politique peut être classée comme un paternalisme catholique, conservateur et autoritaire.
Le modèle étatique, pourtant détaillé, imaginé par la Phalange dans son programme politique formulé au début de la guerre civile, est complètement ignoré par Franco. Les parties sociales-révolutionnaires du programme sont mélangées avec le traditionalisme jusqu'au point où l'on ne peut plus les reconnaître, et il n'est plus question d'un contrôle du secteur bancaire, d'une réforme agraire ni de la nationalisation de l'industrie. Même les rapports du parti unique Movimiento Nacional avec l'État et le dictateur sont flous.
Dans les articles 2 et 3 de la Ley de Principios del Movimiento Nacional quelques principes de l'État franquiste sont inscrits de manière allusive, notamment le rapport étroit entre l'Église et l'État (nacional-catolicismo) ainsi que la propagation et l'encouragement de valeurs spécialement valorisées en Espagne (hispanidad) se développant à partir de la communauté des peuples hispanophones.
À ceci se rattache une organisation corporatiste de la vie publique, selon laquelle l'État espagnol est désigné dans le préambule du Fuero del Trabajo (dans la version valable jusqu'en 1967) comme « national et syndical » où — de façon caractéristique encore sous la forme d'une formulation molle et par des limitations négatives — on peut comprendre d'une part que l'État est un instrumento totalitario al servicio de la integridad patria (instrument totalitaire au service de l'intégrité de la patrie) ou alors que l'ordre espagnol se dresse aussi bien contre le « capitalisme libéral » que contre le « matérialisme marxiste ».
Dans son testament, Francisco Franco évoque une dernière fois la menace sur la civilisation chrétienne : une pensée qu'il formule dès la guerre civile sous le slogan de la cruzada (croisade). Ce mot polysémique comprend outre la pensée de l'hispanité et de la confession catholique vue comme partie intégrante de la culture espagnole, la lutte contre tout ce que Franco considère comme une menace pour la société espagnole, avant tout le parlementarisme, qui à ses yeux ne constitue qu'une chamaillerie continuelle et mesquine, et en particulier le marxisme. Ce n'est qu'en 1973, que l'Union soviétique peut ouvrir une ambassade en Espagne et inversement.
Dès le début de la guerre civile, une grande partie de l’Église catholique romaine se rallie et apporte son appui à Franco, mais l’attitude du Vatican demeure ambiguë à maints égards. Les massacres de religieux par le camp républicain, dont certains datent d'avant la guerre civile (Saints Martyrs de Turón) ou de son début immédiat (Carmélites martyres de Guadalajara, Marie Mercedes Prat, Manuel Medina Olmos, Maria Sagrario de Saint Louis de Gonzague, José Tristany Pujol) ont poussé l'Église catholique espagnole à donner son soutien officiel au camp national à partir du 1er juillet 1937, par la voix du cardinal Isidro Gomá y Tomás. Toutefois, ce soutien est la conséquence de l'anticléricalisme d'état de la Seconde République espagnole et n'en est pas la cause.
Franco reconnaît le catholicisme comme religion d’État (signature d'un concordat), rétablit le budget du culte, rétablit des aumôneries dans les écoles, les syndicats, l’armée et donne au mariage religieux une portée civile[réf. nécessaire].
Vers la fin de la guerre civile, la Phalange est progressivement écartée du pouvoir au profit de l’Église catholique. Ainsi, le franquisme s'oriente davantage vers un cléricalisme et l’Église catholique d’Espagne devient étroitement liée au pouvoir. Le clergé mène régulièrement des actions de dénonciation auprès des tribunaux franquistes à l'encontre des paroissiens restés fidèles aux idées républicaines ou des communistes[réf. nécessaire].
Elle collabore aussi étroitement en fournissant le personnel des établissements pénitentiaires, notamment pour les prisons pour femmes et les maisons de correction pour jeunes[réf. nécessaire]. Les ex-détenus accusent publiquement le personnel clérical d'appliquer des mauvais traitements sur les plans physique et psychologique[réf. nécessaire]. L’Église est représentée au début surtout par l’Action catholique, puis dans les années 1960 par l’Opus Dei, qui s'associe à une relance économique impulsée par l'État et le FMI[réf. nécessaire].

#### L'hispanité
Par hispanidad (hispanité) — un slogan forgé tout d'abord par le précurseur de la Phalange Ramiro de Maeztu — on entend aussi bien l'ensemble du monde hispanophone qu'un discours de louange à l'Espagne, parlant de la grandeur, de la mission et du sort de peuple élu du pays, désigné en espagnol par la vocación imperial (vocation à l'empire). Cette vision pousse Franco à un des principaux buts de sa politique étrangère, qui avait même rang constitutionnel : selon l'article 1 de la « loi sur les principes du Movimiento Nacional » de 1958, l'Espagne est à considérer comme una unidad de destino en lo universal (une communauté mondiale de destins), et se ressent selon l'article 3 comme raíz de una gran familia de pueblos, con los que se siente indisolublemente hermanada (origine d'une grande famille de peuples avec laquelle elle se sent en fraternité indissoluble). C'est ainsi que l'idée d’hispanidad vise à une revendication de direction du monde hispanophone par l'Espagne. À cette fin, en 1941, un « conseil de l'hispanité » est établi, qui se compose d'intellectuels espagnols et des ambassadeurs des États latino-américains, alors que reste totalement indéfinie la tâche à accomplir par ce conseil.
Cette prétention à la direction ne doit pas être comprise au sens d'un nationalisme agissant agressivement vers l'extérieur. L'Espagne de Franco ne rêve pas d'une « Grande Espagne », n'aspire pas à conquérir des territoires étrangers, et elle ne met pas la pression sur ses voisins, à part Gibraltar que l'Espagne continue à réclamer actuellement. Également, la pression sur les ethnies situées en bordure du pays, comme les Basques ou les Catalans, ne se rapporte pas tant à l’hispanidad, qu'il ne faut pas confondre avec un nationalisme castillan, mais bien davantage au centralisme franquiste.
L'idée d'hispanité se détourne néanmoins de ces aspects de politique étrangère, mis au premier plan, vers un aspect bien plus important de cette position politico-culturelle, un souhait de renaissance de l'Espagne, qui se promet une victoire de l'Espagne nationaliste sur la République, à mettre en œuvre après la guerre civile. C'est ainsi que le franquisme veut sous le vocable d'hispanité reculer du temps moderne vers une société qui porte comme traits idéaux le souci de valeurs chrétiennes considérées comme particulièrement espagnoles. Ces valeurs doivent, selon la conception des adeptes de l'hispanité, être partagées par l'ensemble du monde hispanophone. Une Espagne ressuscitée dans ce sens acquerra à nouveau la suprématie incontestée du monde hispanophone, non par la force militaire, mais parce qu'elle le dominera comme chef incontesté par la dignité et la majesté d'une patrie puissante, unie et forte.
L'époque révolue où l'Espagne était une puissance mondiale, sur l'empire de laquelle le soleil ne se couchait pas, était l'époque de l'ordre rigide d'une société médiévale, avec sa fermeture confessionnelle, son ordre permanent et l'autorité incontestée du roi et de l'Église. L'Espagne pouvait, dans le sens de sa mission, comme elle se voyait à la lumière de l'hispanité, accomplir de grandes choses : conquérir un empire mondial dans le cadre de la Conquista (colonisation espagnole des Amériques), et dans la foulée convertir des continents entiers au christianisme, et elle fut dans l'ancien monde le moteur de la Contre-Réforme en Europe. C'est l'hispanité qui fait un lien ici : l'Espagne était devenue une puissance « parce » qu’elle vivait ses valeurs « espagnoles ». Ce passé idéalisé de l'Espagne résonne aussi dans les affiches nationalistes de l'époque de la guerre civile, avec des expressions comme España, orientadora espiritual del mundo (Espagne, guide spirituel du monde) et des slogans comme celui de cruzada (croisade) le proclament. Le fait que pendant la guerre civile de nombreux régiments marocains, composés de descendants des Maures, soient venus prêter main-forte aux républicains, donne encore plus d'écho à cette expression.
Les groupements sur lesquels le franquisme s'appuie suivent l'idée d'hispanité avec des marques et des intensités variées. Le carlisme — un mouvement monarchiste absolutiste, qui a longtemps refusé la liberté de religion et demandé la restauration de l'Inquisition — est particulièrement impliqué. Cependant, même les antimonarchistes, et la Phalange inspirée clairement par le socialisme dans certaines parties de son programme, ont emprunté leurs symboles, le joug et le faisceau de flèches à l'époque des Reyes Católicos, qu'ils considèrent également comme la plus grande période de l'Espagne. La Phalange a même propagé explicitement le concept d'hispanité dans son programme d'octobre 1934.
Pour la droite espagnole, une telle gouvernance religieuse et morale n'est plus d'actualité pour l'Espagne. Elle a le sentiment que l'Espagne a perdu de sa superbe, sous l'effet des querelles partisanes et des agissements de la gauche, qu'elle accorde à l'hispanité. Le refus ferme du communisme est donc un des seuls dénominateurs communs des partis de la coalition nationaliste et sa véritable force motrice pendant la guerre civile. Aux yeux de la droite, la Seconde République symbolise les nombreuses humiliations que l'ancienne puissance mondiale a dû subir depuis Napoléon Ier : parmi lesquelles il faut souligner l'année 1898 (noventa y ocho) durant laquelle la guerre contre les États-Unis lui a fait perdre ses dernières colonies. La guerre civile étant le ciment du franquisme, il est essentiel pour lui de maintenir ce sentiment vivant et à chaque fois le jour de la Victoire vient donc rappeler cet événement.
Cette idée d'hispanité, caractérisée par son isolationnisme, et donc le franquisme ne sont pas exportables vers d'autres pays européens. Cependant, en Amérique latine, où l'hispanité est également populaire, Francisco Franco est un modèle pour de nombreux dictateurs, ainsi que pour Saddam Hussein,.

### Typologie du franquisme

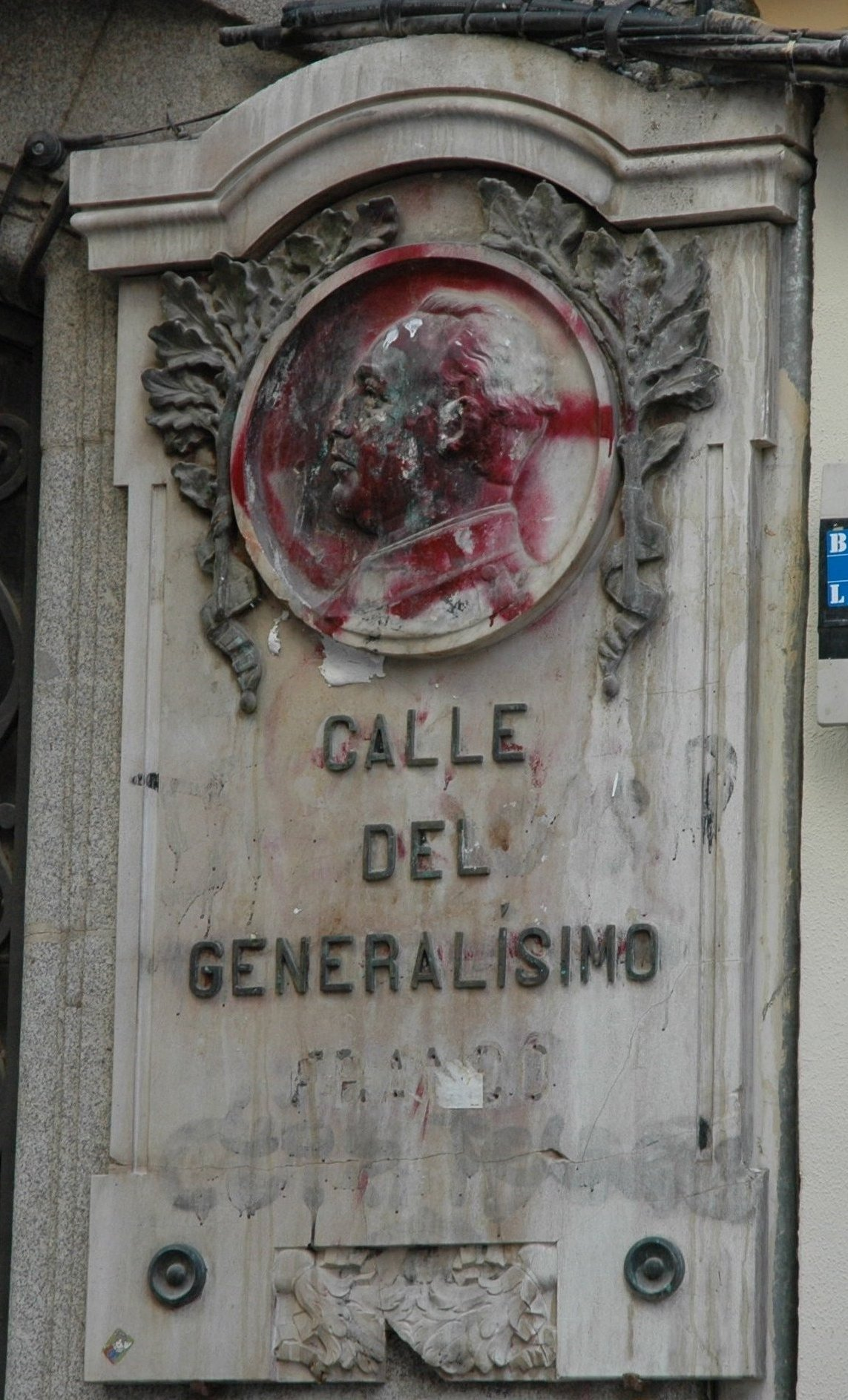
Écriteau de rue à Ávila.

Le franquisme a été et est encore parfois qualifié de « fascisme espagnol ». Cette définition provient d'un nombre de ressemblances apparentes incontestables ; mais d'après nombre d'auteurs, cette classification ne prend pas assez la mesure de la superficialité facilement constatable de ces ressemblances, et des différences souvent fondamentales sur le plan idéologique et organisationnel entre le système franquiste est celui d'autres États ou mouvements fascistes. En outre, il n'est pas toujours aisé de distinguer dans quelle mesure ces similitudes sont intrinsèques au système ou affaire de simple circonstance. Ainsi, Payne suppose que dans le cas de triomphe de l'Axe à l'issue la Seconde Guerre mondiale « le franquisme serait vraisemblablement devenu ouvertement fasciste. C'est-à-dire moins conservateur et plus radical ».
Aux yeux de nombreux historiens, le concept de fascisme s'applique très bien à l'époque du franquisme initial, totalitaire (ou selon Juan J. Linz plus exactement : incomplètement totalitaire), parce qu'en raison du « haut degré de terreur et de violence contre les opposants politiques jusqu'à la fin de la guerre civile », on peut tirer un « parallèle explicite avec le fascisme italien et avec le nazisme allemand ».
La classification du franquisme des débuts dans la catégorie « guerrière-totalitaire » n'est pas particulière à la recherche espagnole ; en Allemagne aussi cette désignation est fréquente : l'historien Walter L. Bernecker catégorise le franquisme initial comme « fascisme espagnol », qui en raison de l'histoire de la création de son parti unique est à classer parmi les « fascismes d'en-haut ». Le politologue allemand K. von Beyme constate aussi que l'on peut classer le franquisme « parmi les systèmes fascistes au moins jusqu'en 1945 » et que des éléments sont restés « à l'œuvre jusqu'à sa phase finale dans des éléments clérico-fascistes et corporatifs-fascistoïdes de sa politique ».
Cette classification n'est cependant pas unanimement acceptée : d'autres considèrent que le franquisme après sa consolidation d'après-guerre civile n'est pas complètement comparable au fascisme, qu'il n'en est qu'une version plus édulcorée. Ils admettent néanmoins que le début du régime fut de caractère fasciste sous maints aspects, ou tout au moins a montré des éléments fortement fascistes. Bernecker dans une autre publication désigne le régime dans la période suivant la guerre civile seulement comme « d'inspiration fasciste ». Payne considère la désignation « semi-fasciste » pour le régime franquiste des premières années comme la plus appropriée. Cela parce que le franquisme commençant y a, d'une part « une forte composante fasciste » mais, d'autre part, le régime de l'Espagne de Franco n'est « pas dominé ni construit par des fascistes génériques ou catégoriques », et la composante fasciste évoquée est « enserrée dans une structure de droite, prétorienne catholique et semi-pluraliste ». Payne renvoie par ailleurs à de nombreuses ressemblances entre l'État franquiste à son début et l'Italie mussolinienne et les développements politiques parallèles — à part le domaine de la politique étrangère — mais introduit l'idée qu'il s'agit d'un « modèle assez habituel pour des systèmes nouveaux ». Beevor décrit le système franquiste, comme « le régime cruel, réactionnaire, militaire et clérical au vernis superficiellement fasciste ».
En tous cas, il ne paraît pas approprié de catégoriser en bloc toutes les phases du régime comme un fascisme, vu sa capacité d'évolution et sa longue durée, depuis la période bleue de l'après-guerre immédiat jusqu'au tardofranquismo (la fin du régime). C'est pourquoi le tardofranquismo est classé par Juan J. Linz comme un régime autoritaire mobilisant, à la différence du franquisme des débuts.

Certes, l'Espagne franquiste a été aussi caractérisée dans son ensemble comme totalitaire et fasciste, comme le souligne Bernecker. Et 
« sans doute, le régime a présenté, surtout dans ses phases précoces, une série de caractéristiques qui apparaissaient comme fascistes : il se revendiquait, et dans la terminologie de certains propagandistes, comme totalitaire ; un parti unique était la seule organisation politique autorisée, dont l'aile fasciste sous la direction de Manuel Hedilla a tenté au début une dictature sur le parti, et ne voulait lier d'alliances que sous la direction de la Phalange ; les mouvements de travailleurs et leurs groupes d'intérêt ont été dissous, une Gleichschaltung (mise au pas) a été tentée dans de nombreux domaines, et la terreur a été massivement introduite comme moyen d'intimidation de la population civile »
— Walther L. Bernecker, (de) Spaniens Geschichte seit dem Bürgerkrieg, 1984, p. 75
.
Certes, on peut aussi faire valoir ces propriétés, comme Bernecker continue :
« pour les exprimer des doutes justement sur ce caractère « fasciste » du franquisme. Car : même quand la Phalange/Movimiento était un « parti unique », elle n'a jamais exercé de domination incontestée dans l'État ; elle n'a pas réussi à mobiliser les masses comme le parti nazi dans le « Drittes Reich » ; bien plus peut-on parler d'une apathie politique généralisée. De plus il manquait au régime une idéologie structurante, unitaire et obligatoire, car bien trop de forces politiques contraires étaient alliées dans le mouvement. [...] L'État se montrait incapable de contrôler entièrement le système éducatif : il l'abandonnait en majeure partie à l'Église [...] et en ce qui concerne l'utilisation systématique de moyens terroristes, ce n'est nullement une caractéristique des systèmes fascistes. Si ces restrictions font déjà apparaître que la caractérisation du régime franquiste comme fasciste est plus une habitude de langage de politique polémique qu'une terminologie analytique, la prise de distance des adhérents du régime avec les symboles ou gestes fascistes (comme le salut fasciste) marque au plus tard à partir de 1943 une distanciation avec le système politique des puissances de l'Axe [...] La caractérisation du franquisme comme totalitaire ou fasciste a été entretemps largement supprimée et ne se trouve utilisée que pour des buts d'accusation primaires [...] »
— Walther L. Bernecker, (de) Spaniens Geschichte seit dem Bürgerkrieg, 1984, p. 75 f.
Ce point de vue se heurte néanmoins à une contradiction. Beaucoup d'historiens soulignent l'existence d'un noyau du franquisme immuable à travers les diverses phases du régime. Ainsi, selon Torres de Moral le franquisme représente un régime fasciste même après sa phase initiale totalitaire : « Le régime de Franco Bahamonde a toujours conservé son identité d'origine et n'a pas hésité à la montrer pendant quarante ans, quand il le tenait pour nécessaire ou opportun ».
La plupart du temps, il est cependant souligné que bien des ressemblances avec l'Italie fasciste ou l'Allemagne nazie ne sont que superficielles : Bernecker indique ibid. que les expressions d'« État total » ou d'« unité entre l'État et la société » (comme dans le préambule du Fuero de Trabajo ne recouvraient en pratique rien d'autre que des formules creuses. Également les cris « ¡Franco! ¡Franco! ¡Franco! » étaient, selon l'opinion de Payne, comme la reprise de certaines institutions du parti ou de l'État (comme l’Auxilio de Invierno, atelier d'aide hivernale) n'étaient dans les premières années « que des imitations du fascisme italien ou à l'occasion du national-socialisme ».
L'adoption du titre de Caudillo peut avoir été inspirée par les titres de Führer (Hitler) et Duce (Mussolini), quoique Caudillo ne soit pas une traduction immédiate, mais remonte du point de vue étymologique au plus ancien chef d'armée.
Quoique Franco paraisse avoir cédé à une demande centrale de la Phalange en installant les Sindicatos verticales, une comparaison directe entre les corporations fascistes et franquistes montre quelques différences dans les buts. Les vues de Franco et de la Phalange sur la fonction de ces syndicats diffèrent notablement : tandis que la Phalange veut utiliser les syndicats, sur le modèle du Deutsche Arbeitsfront (front allemand du travail) comme outil pour réaliser la conversion idéologique et la révolution sociale, Franco avait à peu près l'idée opposée en tête : stabilisation, surveillance et apaisement de la population. Comme la Phalange n'a pas réussi là non plus à s'imposer, ceci a contribué au fait que les Phalangistes solidement attachés à l'idéologie, les soi-disant camisas viejas (vieilles chemises) se sont détournés de Franco et ont pris une position d'opposition orientée par le discours de Primo de Rivera jun.
Le système franquiste, restaurateur en soi, s'appuie essentiellement sur les élites et sur les institutions traditionnellement puissantes en Espagne, comme avant tout l'Église catholique. En revanche, le système, en Italie et encore plus en Allemagne, s'appuyait majoritairement sur les classes moyennes et le prolétariat — bien que des compromis et des alliances avec les élites ou certaines de leurs parties y aient été conclus en échange de contributions au soutien à Mussolini et Hitler. —
Le caractère le plus important de distinction entre les dictatures autoritaires et totalitaires postulé par Juan Linz — c'est-à-dire un pluralisme certes très encadré, mais toujours présent — se retrouve aussi dans l'Espagne de Franco dans la F. E. T. y de las JONS, qui n'est en fait qu'un ensemble de courants politiques épars, sans parler de corporations encore bien moins contrôlées par le régime comme l'Église espagnole.
Finalement, le régime franquiste n'a pas utilisé la méthode, pourtant très répandue dans les autres régimes fascistes, qui consiste à propager des images de l'ennemi toujours nouvelles pour déclencher l'enthousiasme du peuple. Bernecker attire l'attention sur le fait que l'historien espagnol Juan J. Linz constate « l'absence de mobilisation politique extensive et intensive des masses » ; « le consentement passif et l'apathie politique sont bien plus souvent rencontrées dans les régimes autoritaires que l'enthousiasme et l'ardeur des masses ».
Le biographe de Mussolini Renzo De Felice émet aussi en 1975 des doutes sur le fait que l'on puisse considérer le régime franquiste comme fasciste : « Aujourd'hui, le régime franquiste n'est indubitablement pas fasciste, et il faudrait discuter s'il l'a jamais été. Vraisemblablement, il s'agit d'un régime autoritaire classique avec quelques touches modernes, mais rien de plus que cela ». Laqueur comprend le régime franquiste « plutôt comme une dictature militaire conservatrice qu'un État fasciste », et comme un régime autoritaire. Dans ce contexte, Laqueur souligne que les différences entre États autoritaire et totalitaire ne sont pas seulement de nature académique. Il prend ainsi comme exemple la transition vers un régime démocratique qui a eu lieu en Espagne et en Union soviétique : « la facilité avec laquelle ce processus s'est déroulé dans la péninsule ibérique démontre de façon plus frappante que tout débat théorique que les différences entre régimes autoritaire et totalitaire sont réellement fortes ».
Des concepts intermédiaires comme « fascisme clérical » ou « semi-fascisme » sont parfois utilisés pour caractériser le régime. Sur ce point, il n'y a pas de consensus général : Manfred Tietz par exemple, considère l'expression « clérical-autoritaire » comme plus adéquate. Comme présenté, ci-dessus, Payne considère le franquisme des premières années comme « semi-fasciste ». D'ailleurs, Bernecker expose que l'expression autoritarisme s'est imposée pour décrire le type de système franquiste
Salvador de Madariaga pense que le seul pays dont le régime (contemporain) est comparable à celui de l'Espagne franquiste est la Yougoslavie, où un « général a conquis le pouvoir avec un drapeau à la main, puis est resté au pouvoir, avec ou sans le drapeau qui a permis sa réussite », tout en mettant certes la restriction que Tito a toujours laissé supposer une conviction idéologique.

## Organisation de l'État
Depuis les premiers décrets de son beau-frère et ministre, Ramón Serrano Súñer (1938-1942), jusqu'à la fin du régime, en passant par le règne censorial de Gabriel Arias-Salgado, (1951-1962), le régime met en place un kaléidoscope d'organismes plus ou moins concurrents mais unifiés dans le Movimiento nacional, qui se sont assignés pour tâche de contrôler l'éducation et toute forme culturelle ou artistique. Le régime organise l'épuration de la fonction publique. Dans le domaine de l'Université et de l'éducation, un tiers des 60 000 enseignants fait l'objet de sanctions pour motifs idéologiques.
Enfin sous l'impulsion d'Arias Salgado, une structure administrative qui devient peu après le ministère de l'Information et du Tourisme fait quadriller l'ensemble du territoire national par de vigilants « délégués » départementaux dévoués aux principes.

## Le système franquiste

Armes d'Espagne à l'époque franquiste.

Le système de Franco consiste principalement — comme le constatent indépendamment à la fois Hugh Thomas et Bernecker — en un compromis entre Armée, Movimiento Nacional et Église catholique. Sa caractéristique principale est de monter les uns contre les autres les groupements politiques d'importance qui le soutiennent. Selon Bernecker, d'autres groupes, qui comptent moins de membres, mais dont l'influence en Espagne ne peut pas être négligée, comme les latifundistes ou la grande finance, font également partie du système de manière plus secondaire. En outre, il faut nommer dans cette constellation l’Acción Católica et l’Opus Dei, qui devient très influente dans les dernières années. Enfin, il faut aussi nommer les corporations forcées, les Sindicatos verticales, qui jouent un grand rôle dans la mise en place de l'État franquiste.
Les soutiens de l'État comme leur importance pour le système ou le degré de leur loyauté envers Franco changent aussi au cours des diverses phases du régime : le dictateur seul est la véritable constante du système. Sur le long terme, non seulement les partisans de la République espagnole, mais aussi bien des groupes qui ont porté Franco au pouvoir pendant la guerre civile perdent leur influence au profit du despotisme d'un seul et de ses vassaux.
« Les buts pour lesquels on s'est battus en 1939 sont [...] plus ou moins morts. De conflits idéologiques passionnés n'est ressorti finalement qu'un bras de fer opportuniste pour la survie des combattants. Le libéralisme et la franc-maçonnerie furent éliminés, l'Église a été pratiquement dépourvue de son pouvoir par la Phalange. Les buts sociaux de la Phalange sont devenus presque aussi pâles que ceux des communistes, des anarchistes et des sociaux-démocrates. Les carlistes et les légitimistes ne peuvent pas imposer leurs vues. Sur cet ossuaire des idéologies trône en triomphe un homme froid, incolore, gris, qui a survécu à la guerre civile espagnole comme Auguste à la romaine. César, Pompée, Brutus, Antoine, Caton et Cicéron — à tous ces génies manquait le talent élémentaire qu'est survivre aux événements. Francisco Franco a été l'Auguste de l'Espagne. »
— Thomas 1961, p. 465

### Le dictateur: Francisco Franco
La prise de pouvoir de Franco dans les années 1936 et 1937 réussit dans le contexte politique d'une coalition de guerre extrêmement hétérogène. Il est prévisible que les divers groupes de cette alliance fragile, ne tenant ensemble en réalité que par la situation de crise de l'instant, retourneront leurs armes tôt ou tard les uns contre les autres. Cette coalition mal équilibrée peut se briser à tout instant dès qu'un groupement qui la compose recevra pour on ne sait quelle raison un avantage, et essaiera ainsi d'imposer ses buts à ses partenaires. Franco résout ce dilemme en ramenant sous son contrôle personnel tous ces groupes en lutte politique, en partie par la contrainte, en partie par la persuasion et les promesses ; il dirige leurs énergies politiques surabondantes vers des querelles secondaires dans le cadre du Movimiento Nacional. Dans le parti d'État, il maintient les diverses factions en équilibre par sa manière de les jouer les unes contre les autres. Jusqu'à la fin, Franco ne remplit délibérément pas le vide idéologique : la base et la source de sa légitimité sont, à côté du catholicisme traditionnel, pour l'essentiel la plénitude du pouvoir acquise pendant la guerre civile et dont il se sert d'après le principe : « diviser pour régner ».
À la différence d'autres dictatures de l'époque, l'Espagne est moins marquée par une idéologie définissant les buts de l'État, que par la personne même du dictateur, ce qui s'exprime par l'expression même de « franquisme », même s'il n'est pas donné au dictateur de savoir enthousiasmer les masses populaires. Ce Franco, de petite taille, n'a pas du tout une allure militaire par son aspect physique, et pendant son service militaire d'active il s'est attiré des surnoms comme « Franquito » ou « commandantin ». Payne parle de charisme de Franco à propos du fait qu'il a gagné la guerre civile, mais pas à propos de sa personnalité. Le Generalísimo, dont la voix de fausset donne « à ses ordres le son d'une prière » essaie de camoufler ce manque de charisme par une mise en scène du culte de la personnalité. Le système fonctionne aussi sans guide charismatique. Franco, qui par sa nature, son tempérament et ses manières plutôt réservées se distingue fortement de Mussolini et de Hitler, n'a pas d'imagination, est timide, retenu, introverti et tout autre chose qu'un homme d'action, mais il doit sa survie politique à ses précautions, à son talent d'organisateur et à sa capacité à surseoir aux problèmes et à ne rien précipiter. Bernecker rapporte une anecdote caractéristique dans laquelle se trouvent sur le bureau de Franco deux dossiers : un pour les problèmes qui ne sont pas résolus avec le temps, et un autre pour ceux qu'il faut encore résoudre avec le temps. Également, sur le fait que Franco réagit plutôt qu'il n'agit, évite de s'exposer trop ou, si possible, de prendre l'initiative et ne prend pas de risque, se montre — comme l'exprime Hugh Thomas — la « différence entre Franco et le dictateur impérialiste, avide de conquêtes du type typiquement fasciste » : Franco sait quand il faut s'arrêter. Selon Beevor, Franco a en tout cas avant la guerre civile malgré tout une passion, celle de lire avec curiosité tout ce qu'il peut trouver sur le « danger bolchevique ».
Quoique Franco ne paraisse pas en public dans une mesure comparable à celle des dictateurs de son temps, sa position dans l'ensemble de l'État est à beaucoup d'égards plus indépendante que ces autres despotes. Certes, il a profité du fait que pendant toute sa période de gouvernance aucun concurrent sérieux ne s'est jamais présenté. Toutefois, cela est avant tout dû au fait que Franco, à part quelques rares slogans et lignes directrices, ne formule jamais d'idéologie cohérente et n'est donc pas gêné par celle-ci dans sa liberté de décision. En plus, il faut considérer qu'aucune des fractions du Movimiento Nacional, ni aucun des autres appuis du régime comme l'Église ou l'armée ne peut faire valoir que Franco est l'un des leurs. Franco règne en jouant de tous ses soutiens les uns contre les autres, et cela lui évite de s'attacher à l'un des groupes. Le dictateur se maintient largement à couvert en ce qui concerne sa propre position par rapport aux questions de la direction de l'État et de la politique de la société, et se garde le rôle d'arbitre concluant le débat. Il ne fait vraiment confiance qu'à un tout petit nombre de personnes, en dehors de sa famille.
Ceci va si loin que de nombreuses institutions de l'État franquiste et beaucoup des éléments de l'édifice idéologique franquiste doivent être attribués moins à Franco lui-même qu'à l'action des colonnes du pouvoir franquiste — comme en particulier le Movimiento Nacional dominé par la Phalange et l'Église. — La force de l'État n'est pas sans intrications avec ces centres de pouvoir, mais largement inimaginable sans les concessions que Franco fait aux soutiens du système quand le besoin se fait sentir. Certains points de base idéologiques se montrent en outre négociables quand cela apparaît utile à Franco pour ses propres fins. Salvador de Madariaga présente Franco comme un égoïste ambitieux sans idéal :
« Il [Franco] est un possédé, possédé par ce don de régner, et jusqu'à sa fin, l'ambition de régner a dominé en lui de sorte qu'il a ne veut jamais permettre à la mort de la lui disputer [...] Ce mépris pour tout et tous, qu'il ne se donne que rarement le mal de cacher (sauf dans le domaine religieux, et encore, même là, sans trop se fatiguer), provient du fait qu'il n'est animé que par une idée : Franco ne sert que Franco. Les théories politiques et les idéologies le laissent indifférent. Il soutient Hitler, parce qu'alors toute la puissance provient de Hitler. [...] Quand il doit passer dans le camp américain, il jette ses discours antidémocratiques à la corbeille. Franco ne soutient jamais une idée désintéressée, qu'elle vienne de la logique, de la raison, de l'orgueil, de l'amour du prochain ou du sens du droit ; toute interprétation de ses actes qui admet comme explication la religion doit être erronée. Franco ne croit jamais qu'en Franco. »
— Madariaga 1979, p. 449 sq
Selon les idées de Franco, sa propre forme de domination dictatoriale n'est pas destinée à durer, même si le caractère autoritaire-conservateur de l'État espagnol doit se poursuivre. De son vivant, il se préoccupe de ce qu'après lui, personne ne puisse réunir pour lui cette plénitude de pouvoirs. Il donne ainsi l'office de chef du gouvernement tout d'abord à Luis Carrero Blanco, puis après l'assassinat de celui-ci par l'ETA en 1973, à Carlos Arias Navarro. Dès 1947, Franco a ancré la monarchie en Espagne par la loi, mais laissé le trône vacant de son vivant. Mais Franco voit cette réintroduction comme une institution et non comme une restauration, puisque la monarchie devra rester à l'avenir en plein accord avec les principes du Movimiento Nacional. Franco se voit comme administrateur du royaume, qui veut préparer le retour de la monarchie. Cela ne l'empêche pas de s'entourer en attendant de l'éclat monarchique. Ainsi, il porte un uniforme en soi réservé au roi. En outre, il fait frapper son portrait sur la monnaie et s'attribue même la grâce de Dieu : son titre personnel est por la gracia de Dios, Caudillo de España y de la Cruzada (par la grâce de Dieu, Caudillo d'Espagne et de la Croisade). En outre Franco jouit des droits honorifiques liturgiques précédemment consentis au roi. Il prend en main et conduit l'éducation de Juan Carlos Ier, qu'il nomme finalement son successeur en 1969 , après avoir repoussé pendant des décennies toute prise de décision concernant la nomination de son héritier royal, et joué les uns contre les autres tous les prétendants possibles, y compris ceux des carlistes.

### La figure du Caudillo, un nouveau culte de la personnalité

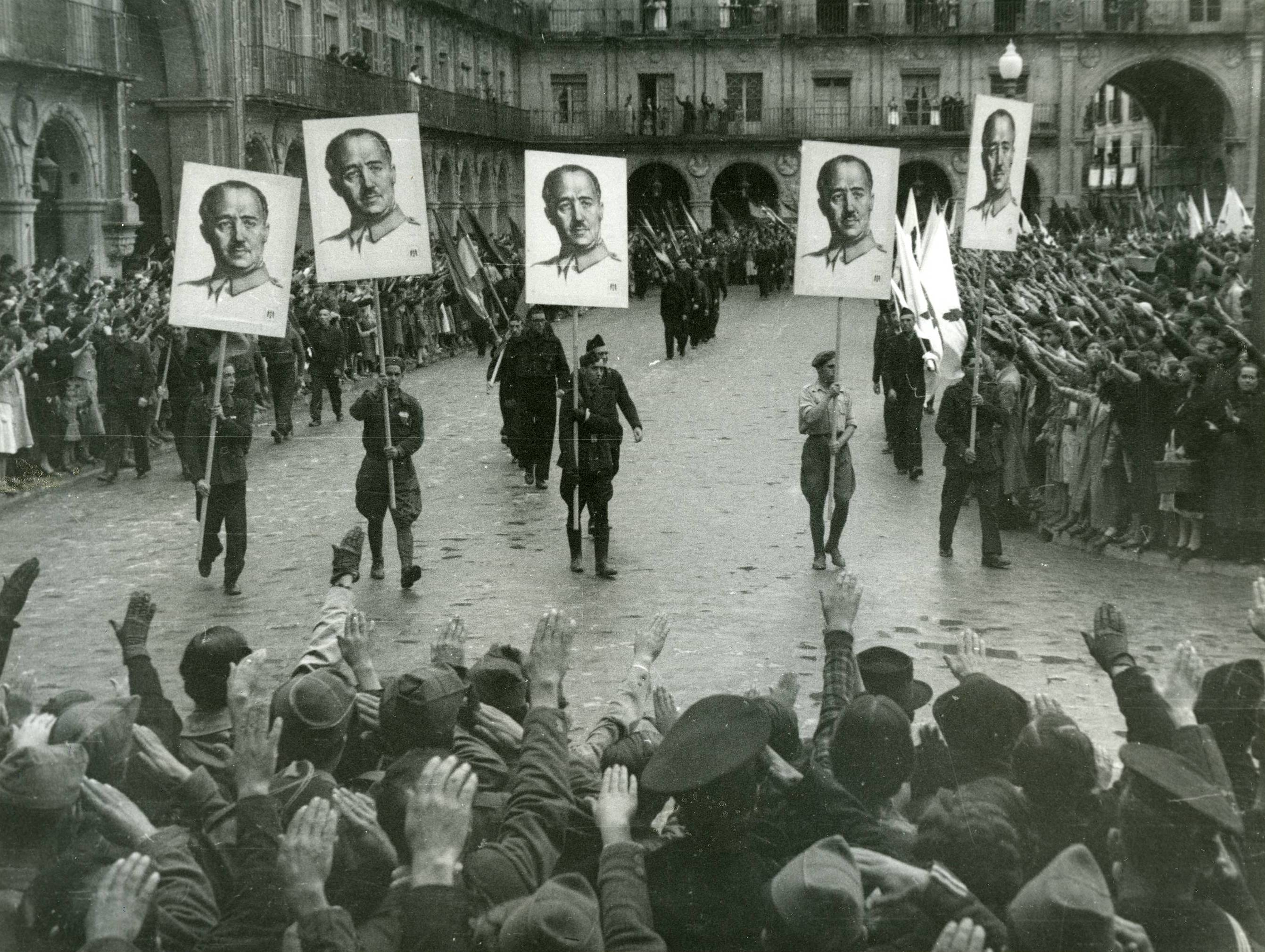
Manifestation franquiste en 1937 à Salamanque.

Proclamé chef de l'État, Franco est responsable seulement devant Dieu et la nation, chef du conseil suprême de la défense. Appelé Caudillo, les monnaies frappées sous le régime affirment que Franco est « Caudillo d’Espagne par la grâce de Dieu ». Ce qui lui confère un pouvoir de droit divin. Par ailleurs il renforce par ce biais en Espagne le mythe de l'hispanité et celui du ¡Viva Cristo Rey!
La loi du 8 août 1939 concentre tous les niveaux de pouvoir (législatif, exécutif et judiciaire) entre les mains du dictateur. Le Caudillo dirige le pouvoir militaire jusqu'à la fin de la dictature. Beaucoup de généraux sont présents dans les gouvernements de Franco. Il arbitre cette armée grâce à son habileté à ménager les différents courants sans en favoriser aucun en particulier.
En 1945, Franco proclama une « Déclaration des droits de l'homme » (Fuero de le los Españoles), qui tout en assouplissant une loi de 1937 oblige militaires et fonctionnaires à faire le salut fasciste lors des cérémonies officielles.

### Le Movimiento Nacional

Les drapeaux de la Falange Española de las JONS (haut) et de la Comunión Tradicionalista (bas) sont hissés simultanément par la F.E.T. y de las JONS de 1936 à 1977, encadrant le drapeau de l'État espagnol.

Le parti d'État du système franquiste est au début la Falange Española Tradicionalista y de las Juntas de Ofensiva Nacional Sindicalista (litt. : Phalange traditionaliste espagnole des unions de l'offensive national-syndicale) en abrégé F.E.T. y de las JONS, une « organisation aussi lourdaude que son nom ». Les composantes de son nom font allusion à la Comunión Tradicionalista carliste, (communauté de foi traditionaliste) , ainsi qu'à la Falange Española de las JONS fasciste. Elle est aussi nommée Movimiento Nacional, ou tout simplement Phalange, d'après sa fraction qui a longtemps dominé . Son drapeau (voir ci-contre) est la paire de bannières : l'une phalangiste , l'autre carliste, placée de part et d'autre de celui de l'État espagnol, de même que leur chant national Triple Himno comprend outre l'hymne national Marcha Real, le phalangiste Cara al sol et le carliste Marcha de Oriamendi.
Depuis avril 1937 (date de dissolution des partis politiques), la Phalange traditionaliste et de las J.O.N.S. (FET-JONS) et différents groupuscules de droite sont regroupés au sein d'un parti unique et unificateur, le Movimiento, permettant à Franco de s'approprier les arcanes du pouvoir.
Le Mouvement national est le seul parti autorisé en Espagne à partir de 1937. Franco préside son bureau politique et nomme environ le quart des membres de son conseil national.
Son influence cependant est déterminante au cours du conflit et pendant l'immédiat après-guerre, bien que le radicalisme pur et souvent sincère de ses premiers leaders ait péri avec eux dans les combats. Quoique que les phalangistes aient siégé dans la plupart des gouvernements de Franco, il est difficile de percevoir dans ce mouvement un défenseur efficace du régime. Par ailleurs, beaucoup des anciens phalangistes de l'époque Primo de Rivera étaient des hommes assez âgés ou des hommes d'affaires, habiles qui tirèrent profit de l'expansion industrielle et économique mais aussi de la corruption et du mercantilisme que connut l'Espagne sous le régime franquiste.
Bernecker désigne la dominance de ce mouvement pendant la guerre civile et dans les premières années d'après-guerre par « période bleue ». La plénitude de la puissance du Movimiento Nacional est particulièrement importante quand Franco essaie, pendant la Seconde Guerre mondiale, de conserver l'équilibre entre partis, puis après la fin de la guerre, de briser l'isolement en politique étrangère. Dans les premières années et jusqu'à la Seconde Guerre mondiale, le mouvement marque de façon décisive l'idéologie du franquisme. Cependant, Franco affaiblit l'influence du Movimiento durant tout son règne. Certains historiens parlent même d'une « défascisation » de l'État franquiste par Franco lui-même. C'est ainsi que les remaniements gouvernementaux de 1957 et 1969 coûtent à chaque fois au Movimiento une partie de sa puissance qui est transmise à d'autres groupes, avant tout l'armée puis, plus tard, à l’Opus Dei. Comme de nombreux phalangistes de la vieille garde (camisas viejas, vieilles chemises) se détournent de la voie de Franco, qui tente de se débarrasser d'eux, il y a dans l'Espagne franquiste même des groupes d'opposition de droite. Francisco Herranz, un cofondateur de la Phalange, va jusqu'à se suicider en 1969 en protestation contre la « trahison à la Phalange »,.
À partir de 1958, les textes officiels de l'État ne mentionnent plus la dénomination de « Phalange » et, à partir de 1970, le mouvement est renommé officiellement Movimiento Nacional. Le Movimiento ne remplit les fonctions d'un parti d'État que de façon toujours plus limitée. Déjà pendant la guerre civile, le parti d'État ne soutient qu'approximativement la comparaison avec les organisations des partis de régimes totalitaires . Dès la guerre civile, en raison de la diversité des organisations adhérentes, son orientation idéologique manque de clarté et, après l'afflux de nouveaux membres en 1939, elle est devenue encore plus diffuse. Le Movimiento ne se compose plus alors que de courants : on peut à peine y reconnaître un centre idéologique ou une ligne du parti. Pour cette raison, il est loin de la fermeture idéologique d'un Partito Nazionale Fascista (Parti national fasciste) ou d'un Nationalsozialistische Deutsche Arbeiterpartei (Parti national-socialiste des travailleurs allemands, ou parti nazi). Même si les composantes du Movimiento sont exclues de l'exercice direct du pouvoir, réservé à Franco, elles ne sont pas pour autant complètement sans influence. Leurs chefs sont nommés par Franco sur la base de relations de confiance, ce qui conduit à ce qu'aucun de ces groupes ne soit ignoré complètement ou même temporairement.

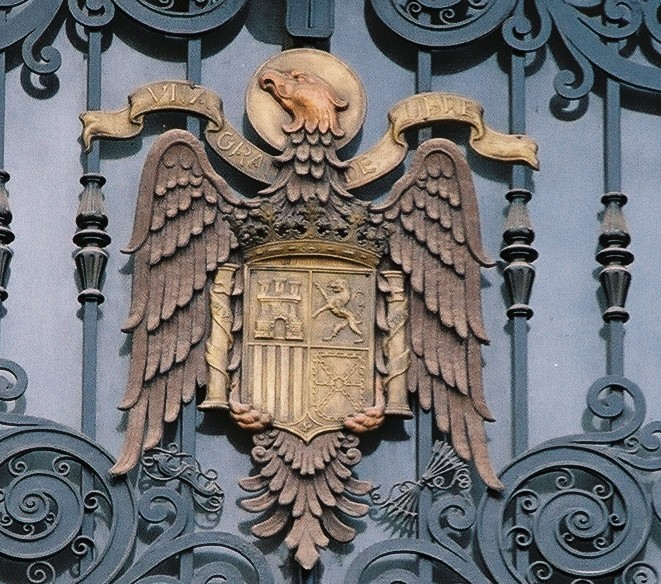
Blason de l'Espagne franquiste à Madrid en 2005.

Le Movimiento a donc dans la pratique, grâce à sa composition complexe, un pluralisme très limité. Le régime autoritaire de Franco ne l'empêche pas, alors que cela est inenvisageable dans les systèmes totalitaires — pour s'en convaincre il suffit de penser à Gregor Strasser ou à Ernst Röhm. —
Parmi ces groupuscules et partis de droite aux différentes tendances idéologiques et sociologiques, on distingue : des anticommunistes, des « petits bourgeois », des fascistes, des anticléricaux, des conservateurs, des réactionnaires, des nationalistes, des conservateurs-libéraux, des démocrates-chrétiens, des carlistes, des monarchistes, des républicains conservateurs... Franco saura parfaitement manœuvrer au sein du Movimiento tous ces courants opposés.
Franco apporte une grande attention à ce que ce pluralisme très relatif des diverses fractions ne dérive pas, par exemple en positions d'opposition. Quand le prétendant du mouvement carliste, Francisco Javier Ier exprime sa compréhension pour les tendances autonomistes des Basques et des Catalans et que son fils Carlos Hugo désigne son père à juste raison comme un opportuniste en raison de cette position, aux adhérents du mouvement carliste dans la ligne du plébiscite de 1966 sur la loi d'organisation de l'État (Ley Orgánica del Estado), Franco fait exiler le prétendant et tous les princes de la seconde dynastie carliste.
Le Movimiento, amorphe et hautement bureaucratisé, n'exerce pas le monopole du recrutement de toutes les élites du pouvoir, comme les organisations de parti d'Allemagne ou d'Italie, simplement parce que Franco s'appuie volontiers dans la composition de ses gouvernements sur des clercs ou des militaires qui n'ont pas l'habitude d'appartenir au parti d'État. Ainsi, il n'est qu’un élément de l'architecture de l'État franquiste. Il est — selon Bernecker — un « instrument de politique intérieure de Franco », qui l'utilise pour jouer les forces de droite d'Espagne les unes contre les autres. Avec l'antimonarchisme de la fraction phalangiste, il lui est possible de créer un contrepoids aux groupes monarchistes, et avant tout aux carlistes. Pour la même raison, la Phalange, avec son penchant socialiste est utile contre les conservateurs et la vieille droite. Également, des parties de l'armée, qui sympathisent avec la Phalange, se laissent mettre en opposition contre d'autres fractions au sein de l'armée.
Cependant, le Movimiento garde jusqu'à la fin une position inébranlable par l'organisation professionnelle de l'État, par sa représentation dans les Cortes Generales ainsi que par son influence sur le système universitaire et les médias de masse : la radio et la télévision sont complètement contrôlées par le parti d'État, la presse en grande partie.

### «Démocratie organique»
Dans la « démocratie organique », la volonté populaire est représentée par la famille, la municipalité et le Sindicato Vertical (en), seul syndicat autorisé. La désignation des représentants devant les Cortes ne se fait pas au suffrage universel mais par désignation du gouvernement ou élus par des corporations économiques et culturelles (système du corporatisme). Le régime du parti unique est instauré avec la Falange Española Tradicionalista y de las Juntas de Ofensiva Nacional Sindicalista (FET y de las JONS), sous lesquelles est placé le « syndicat vertical ».

### Les Sindicatos verticales
L’Estado Nuevo présente des signes clairs d'organisation corporative, qui cependant n'englobe pas toute la société. Le modèle d'État corporatif — connu dans l'État franquiste sous la dénomination de « démocratie organique » — est inscrit dans la loi sur les principes du Movimiento Nacional de 1958. L'article VI voit à côté des familles et des communes les syndicats comme entidades de la vida social (éléments de la vie sociale) et estructuras básicas de la comunidad nacional (structures de base de la communauté nationale). Les organisations politiques qui se tiennent à l'écart de ces structures de base, et d'autres corporations érigées à cette fin, notamment à l'écart des syndicats, sont interdites d'après l'art. VIII (Toda organización política de cualquier índole al margen de este sistema representativo será considerada ilegal : toute organisation politique de quelque nature au dehors de ce système représentatif sera considérée comme illégale).
Le système des syndicats « permet aux dominants d'empêcher la naissance de groupes dont les souhaits pourraient ne pas coïncider avec la ligne définie par le sommet, à canaliser l'opinion publique et à la diriger depuis le haut dans la direction souhaitée. Ce système a été désigné comme organique, parce qu'il dérive de l'affirmation que tous les groupes ayant un intérêt commun se rassembleront : toutes les personnes qui s'occupent de métal dans le syndicat des métaux, tous ceux de l'agriculture dans le syndicat agraire, tous les diplômés en droit dans la chambre des avocats. Ce faisant, il est omis qu'un gros propriétaire terrien a d'autres intérêts que ses journaliers, un ouvrier d'autres que son directeur général, un avocat qui défend des prisonniers politiques d'autres que le magistrat débutant auprès du ministère du travail, et un éclairagiste d'autres que le directeur du théâtre ».
Les syndicats sont revenus à José António Primo de Rivera. Celui-ci a déjà demandé en 1935 la transformation des syndicats et des associations d'employeurs en syndicats corporatifs, regroupant selon les branches de production les employés, ouvriers et patrons dans une seule organisation sous la supervision et la direction de l'État. Les autres organisations aux fonctions analogues aux syndicats sont dissoutes avec interdiction de reconstitution. Cette interdiction n'est pas suivie sans défaut, parce que les militants de la Hermandad Obrera de Acción Católica (Confrérie ouvrière d'Action catholique, HOAC) continuent leur action et se présentent ouvertement comme des alternatives aux Sindicatos verticales. En raison de son itinéraire de confrontation de plus en plus virulent, l'équipe de direction de la HOAC est finalement destituée sous la pression du régime.
Les syndicats ont une fonction politique et représentative, mais ne disposent en fait que de peu de délégations de pouvoir réelles. Ce n'est qu'en 1958 que les délégations d'établissement établies en 1947 reçoivent le droit de représenter les intérêts des ouvriers dans les accords d'établissement. Comme Bernecker l'expose, malgré ce renforcement relatif des compétences, dans les années suivantes, le manque de représentativité de la direction du syndicat, l'irresponsabilité de la chaîne de commandement, et la dépendance du syndicat vis-à-vis de la direction politique ont été critiqués.

#### Les syndicats verticaux (sindicatos)
Ces derniers sont responsables devant le ministre de la Phalange en tant que tel. Ils constituent une sorte d'alternative au front du travail de la Phalange, réunissent les travailleurs, les employeurs et le gouvernement dans des groupements par branche (selon le type de métiers ou d'industrie). Le chef de chaque syndicat est nommé par Franco.
Formalisé dans le Fuero del Trabajo, ce national-syndicalisme bureaucratisé et officiel est fondé sur le principe du corporatisme et de la collaboration de classes. Toutes les questions relatives au travail relèvent d'une commission tripartite. Si un employeur n'a pas le droit de licencier un travailleur ni de le payer au-dessous d'un seuil de salaire minimum, ce dernier ne peut user du droit de grève. Lorsqu’un conflit de travail se produit, il est réglé au siège local du syndicat par une commission mixte. On peut ainsi mesurer le courage qu'il fallut aux mineurs de charbon asturiens pour mener une grève aussi efficace que celle de 1962. Ils ont dû assumer sur le plan financier le coût de la non-indemnisation de leur action, tandis que plusieurs grévistes furent soumis à comparution devant les juridictions militaires.
Le système syndical est resté pour l'essentiel identique jusqu'à la mort de Franco, mais a fini par être noyauté et vidé par des groupes d'intérêt illégaux comme les Comisiones Obreras (CC.OO).

#### Le système judiciaire
Nommés à la discrétion du ministre de la Justice, les juges dépendent entièrement de celui-ci. Les juridictions civiles peuvent être également dessaisies au profit de tribunaux militaires compétents pour la plupart des délits politiques. Ces derniers sont directement issus de l'autorité des forces armées dont Franco est le chef suprême. Leur mission consiste , chaque fois que le gouvernement souhaite qu'une affaire soit jugée rapidement et secrètement, à ce qu'ils décident qu'elle engage la sécurité de l'État, la renvoyant ainsi devant la justice militaire.

### L'armée
Franco, qui vient des rangs de l'armée, lui accorde au début — quasiment comme prix de la victoire — une puissance importante et de nombreux privilèges. Mais il lui retire peu à peu son influence politique et pourvoit surtout les postes d'administration gouvernementale avec des civils. Pendant toute sa dictature l'armée, qui pour l'essentiel lui garde sa fidélité, reste une puissance qu'il ne peut pas négliger, à cause de son influence sur les forces de sécurité et de sa position dans l'administration publique et dans la vie économique. Elle se montre un soutien fiable pendant la « défascisation » des années d'après-guerre, quand elle prend temporairement — jusqu'à l'appel aux nouvelles élites modernes — les places tenues jusqu'alors par la F. E. T. y de las JONS, surtout dans le domaine de l'administration publique.
Cette influence de l'armée ne devrait pourtant pas donner l'illusion de ce que la domination de Franco — en tous cas après la fin de la guerre mondiale — est une dictature militaire au sens propre. Ceci s'observe d'une part à la fraction constamment faible des dépenses d'armement après 1945 et, d'autre part, au fait que les représentants de l'armée ne jouent pas de rôle décisif sur les décisions politiques importantes et que pendant le franquisme tardif ne sont même pas consultés.
L'image de soi de l'armée se transforme pendant le règne de Franco. Sa perte d'influence sur le plan politique la conduit à se dépolitiser et à se discipliner. La conséquence est qu'après la mort de Franco, l'armée — à part le coup d'État avorté, terminé par le roi (voir 23-F) — n'est pas intervenue dans le processus de la transición, mais a laissé se produire un changement de pouvoir légal sur la base d'élections libres. Cette retenue n'était nullement évidente, lorsque l'on considère qu' elle était renommée pour son prétorianisme avant la guerre civile, et avait mis en œuvre environ cinquante putschs et tentatives de putsch au cours du XIXe siècle.

### L'Église catholique

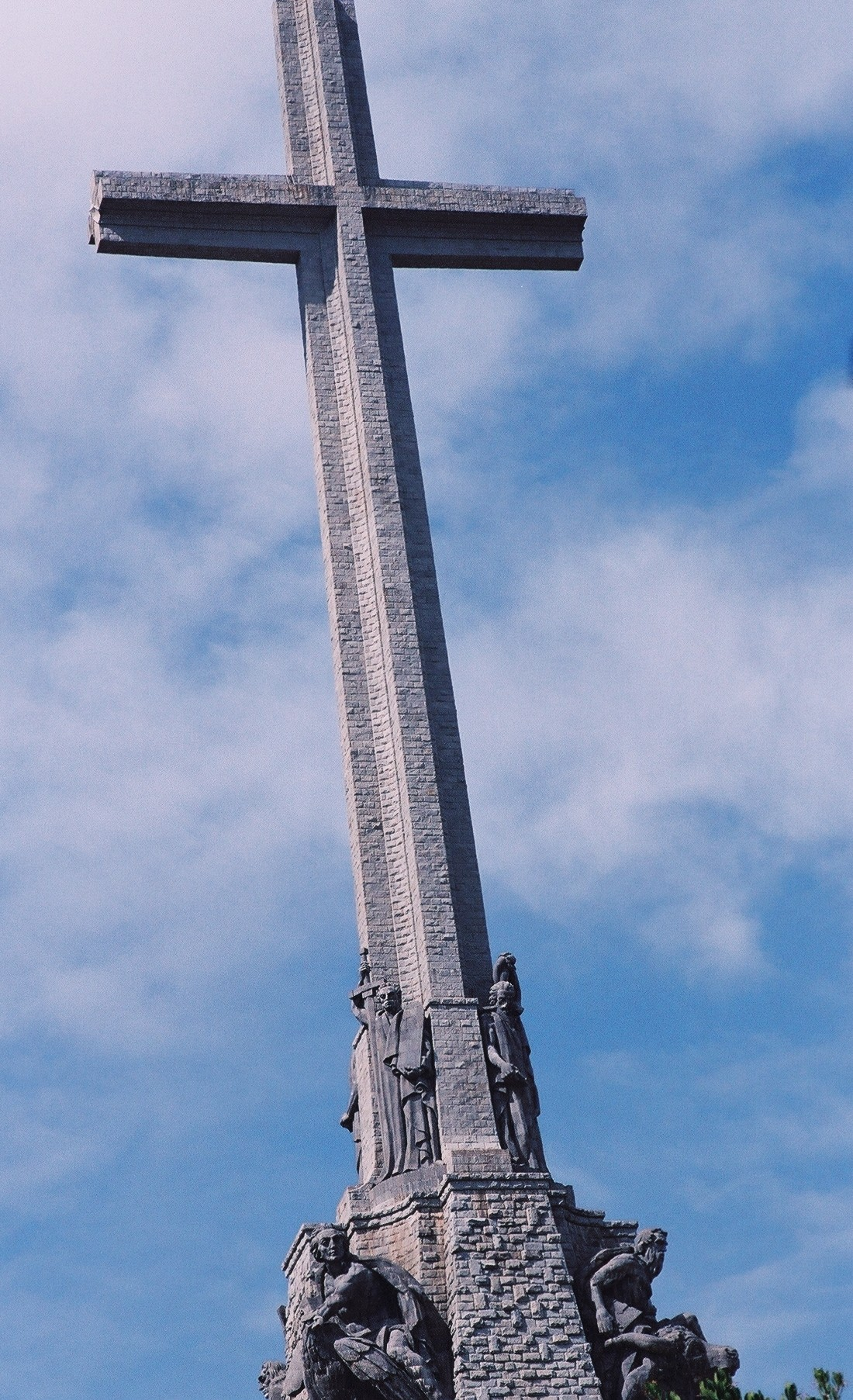
Croix sommitale du Monumento Nacional de Santa Cruz del Valle de los Caídos (Monument national de la Sainte Croix du Val des Morts).

Pendant les deux premières décennies environ de la domination de Franco, marquées par le cléricalisme, l'Église catholique est un des appuis les plus efficaces de l'État franquiste. En contrepartie, afin de légitimer la dictature, elle reçoit une large influence dans le domaine de la politique sociale espagnole. Ce nacional-catolicismo de l'époque de Franco restera selon Manfred Tietz un lourd passif de l'Église espagnole après la démocratisation.

#### Le catholicisme national
Francisco Franco déclare son mandat comme clairement catholique. Il recherche la proximité des institutions ecclésiales auxquelles il demande une légitimation, qu'il obtient. Ainsi, l'Église reconnaît à Franco notamment une grâce de Dieu qui devient partie constitutive de son titre officiel. Ce rapport particulier entre l'Église et le dictateur a été désigné par nacional-catolicismo (catholicisme national).
Le nacional-catolicismo prend déjà forme pendant la guerre civile. D'une part, il s'agit pour l'Église espagnole, en prenant parti pour les nationalistes, de récupérer les privilèges perdus sous la Seconde République, marquée par l'anticléricalisme. D'autre part, à la base de cette décision, il y a le nombre incalculable d'attaques violentes contre le clergé, les laïcs et les bâtiments de l'Église pendant la Seconde République et la guerre civile. En 1937, paraît une lettre pastorale de tous les évêques espagnols, à deux exceptions près, destinée à tous les évêques du monde, dans laquelle la lutte contre les républicains est justifiée comme une « croisade » et un « mouvement national ». Franco s'assure le soutien de ces puissants alliés en représentant son putsch comme une lutte pour l'ensemble de la chrétienté sous la forme de la civilisation occidentale dans son ensemble et de l'hispanité (hispanidad) en particulier, et comme une cruzada (croisade) pour la défense de la religion. Cette lutte pour la religion devient un mythe fondateur du régime franquiste (voir infra).
Cependant, la position du Saint-Siège diffère radicalement de celle de l'Église espagnole. Depuis l'ouverture en septembre 2006 des archives vaticanes sur son règne, on attribue à Pie XI, selon les recherches de l'historien Vincente Cárcel Ortí « une distance […], sinon une opposition du pape à l'égard du Generalísimo ». Il serait en tous cas « faux […], de faire passer le pape Ratti pour un complice de Franco ». Certes, Pie XI a pris parti dans son encyclique Divini Redemptoris de 1937 contre « les atrocités du communisme en Espagne ; après avoir consacré dans Dilectissima nobis toute une encyclique à la « persécution de l'Église en Espagne » sous la Seconde République ; sans toutefois approuver Franco lui-même.
Après la guerre civile, Franco rétablit les anciens privilèges des institutions ecclésiastiques, et les garantit au niveau constitutionnel dans la loi fondamentale des Espagnols. Le catholicisme devient la seule confession autorisée à célébrer des cérémonies et manifestations publiques. L'Église est directement représentée dans les Cortes, les clercs sont représentés au sein des postes politiques les plus élevés. La loi fondamentale franquiste de plus haut rang, la loi sur les principes du Movimiento Nacional de 1958 formule (art. II) le rapport étroit entre l'Église et l'État comme suit : « La nación española considera como timbre de honor el acatamiento a la Ley de Dios, según la doctrina de la Santa Iglesia Católica, Apostólica y Romana, única verdadera y fe inseparable de la conciencia nacional, que inspirará su legislación » (à peu près : « La nation espagnole se glorifie de sa crainte de la loi divine selon la seule vraie doctrine de la sainte Église catholique, apostolique et romaine et de la foi inséparable de la conscience nationale, qui vont inspirer sa législation »). Dans le cadre du nacional-catolicismo, on en arrive à une fusion entre Église et État. Symboliquement le régime franquiste attribue le rang de général honoraire de l'armée espagnole à la Vierge Marie.

#### Le concordat de 1953
En 1953, Franco signe avec le Vatican un concordat très avantageux pour le Saint-Siège. Hormis le fait que l'État espagnol et l'Église catholique se favorisent ouvertement mutuellement, la signature du concordat est liée aux efforts du régime de Franco pour briser la proscription internationale. Cela explique les longues hésitations du Vatican à signer cet accord. La tactique d'atermoiement du Saint-Siège ne trouvera son terme avec les négociations avec des États-Unis sur la conclusion d'un accord de stationnement de troupes en Espagne.
Outre la confirmation des prérogatives déjà existantes, le concordat assure à l'Église une emprise encore plus large sur la vie publique, en particulier par la délégation de domaines de la formation et de l'éducation, ainsi que par des pouvoirs en matière de censure dans le domaine dogmatique et moral. Le concordat prévoit notamment des cours de catéchisme obligatoires de l'école primaire jusqu'à l'université et qui doivent rester entièrement à l'unisson de l'enseignement dogmatique et moral catholique.
D'autres parties du concordat accordent de larges exonérations d'impôts pour les institutions ecclésiastiques et des dédommagements pour les confiscations survenues pendant la Seconde République. En outre, l'État espagnol doit contribuer au salaire des prêtres et à l'entretien des bâtiments de culte. La possibilité du divorce civil est abolie. Jusqu'en 1979, il n'y a pas de possibilité de mariage civil. En contrepartie, l'État reçoit un droit de proposition pour la nomination des évêques espagnols, et par là une possibilité d'influencer les têtes de l'Église espagnole. Ce n'est qu'en 1967 qu'une loi sur la liberté des cultes (Ley de la libertad de cultos) apportera une amélioration de la situation des confessions non-catholiques, qui néanmoins est loin de représenter une égalité de droits.
À la fin du franquisme, l'Église s'efforce d'obtenir une révision du concordat, car l'entrelacement étroit avec le régime lui paraît alors plus comme une charge. Le Vatican ayant demandé en vain à Franco d'abandonner son droit de participation à la nomination des évêques, il laisse les sièges épiscopaux vacants et ne nomme que des évêques auxiliaires, un poste pour lequel selon le concordat Franco n'a pas de droit de regard. Les premières modifications du concordat surviennent à la fin du franquisme, en 1976. En 1979, environ les deux tiers des clauses sont supprimés.

#### Mouvements d'opposition au sein de l'Église
À partir de 1960 environ, un mouvement d'opposition au régime se développe dans l'Église, et surtout à sa base. C'est un phénomène courant dans les États autoritaires : le clergé y offre des espaces de liberté et remplit un rôle de corporation comme les syndicats, qui est refusé au peuple. Ainsi l'Église devient — tout d'abord au pays basque — un germe et un asile pour l'opposition au régime et s’écarte du rôle qui lui est imparti de légitimation du régime. C'est un processus rampant qui dure de nombreuses années. Les curas rojos (curés rouges) et les prêtres ouvriers (également décriés comme communistes à la base de la hiérarchie de 'Église travaillent dans ce sens. Avec des institutions comme l’Acción Católica et avant tout avec sa fraternité ouvrière, HOAC, l'Église espagnole offre beaucoup d'espaces de liberté aux espagnols auxquels il est interdit de se regrouper. La puissance étatique réagit à cette activité avec les répressions habituelles et arrête des prêtres sans l'accord de leurs évêques et les incarcère dans une prison spécifique (près de Zamora). Ce type de mesure change l'attitude de la hiérarchie de l'Église et amène à une prise de distances avec Franco, ce qui conduit après le concile de Vatican II à la présentation à Franco des demandes de la communauté laïque de l'Église par la Conférence épiscopale espagnole.
En outre, une partie de l'Église s'engage en faveur de la population non-castillane, ce qui atteint un sommet quand l'archevêque de Bilbao, Antonio Añoveros postule vers 1974 pour le droit des Basques à leur langue et à leur culture au prix d'un conflit sérieux avec Franco.
Dans ce contexte l'abbaye de Montserrat où des messes sont dites dans la langue catalane interdite trouve un certain renom. Le chant de louanges à la Vierge Virolai de Montserrat a remplacé pendant l'ère franquiste l'hymne catalan interdit Els Segadors.

### Restriction de libertés

#### Espagne franquiste et droit de la presse
C'est durant la guerre civile (1938), dans les zones conquises, que les militaires promulguent, la loi (abrogée en 1966), rédigée par le ministre de la Presse et de la Propagande, Serrano Súñer, établissant une censure préalable à toute publication et encadrant des journalistes, avec notamment la création de l'agence EFE. Seule la presse dépendant directement de l'Église catholique échappe au contrôle de cette censure.
En 1966, une nouvelle loi promulguée par Manuel Fraga tend à libéraliser le droit de la presse. Toutefois, le régime applique des sanctions sous forme de fortes amendes, voire de saisie de certains périodiques ou ouvrages, ce qui favorise l'autocensure. Après avoir bénéficié d'une grande liberté, la presse catholique dissidente fera à son tour l’objet d'un contrôle des fonctionnaires du ministère de l'Information.
L'Eglise catholique espagnole exerce dès cette époque une forme de censure sur l'ensemble des médias[réf. nécessaire]. Elle prend le contrôle des réseaux radiophoniques, notamment la chaîne COPE, et des publications des Éditions catholiques, actionnaire de la presse périodique de Madrid comme Ya. L'Église catholique institue en son sein la formation et la formation continue des journalistes à l'université Menéndez-Pelayo et dispense les cours à l’Instituto del Periodismo.

#### La production artistique
Le désintérêt artistique personnel de Franco peut expliquer l’absence de législation spécifique au milieu culturel. Ainsi, pendant le franquisme, on ne peut évoquer l'existence d’un style officiel. Cependant, avec les écrits d’Ernesto Giménez Caballero, théoricien de l’art, et José María Junoy, critique d’art, qui écrivirent l’Art et l’État, 1936-1951 et Sens de l’Art Espagnol, 1944, respectivement il y a un essai de codification. Ces deux ouvrages évoquaient des modèles pour les artistes voulant servir l’État. Ils fondent l’Académie Breve de Critica de Arte (ABCA), dont paradoxalement, le but est de promouvoir l’art contemporain (1942-1951). En plus d’impulser l’art franquiste, il exposera des artistes d’avant-garde. En compensation de ce manque d’art franquiste on trouve grand nombre de portraits de Franco qui étaient exposés autant dans les endroits publics que dans des lieux privés, attestant d'une forme de culte du Caudillo.
Pendant le premier tiers du franquisme, l’État rend responsable l’avant-garde artistique de la perte d'identité de l’art national. Cette idée se fonde sur le fait que l’avant-garde est éminemment contestataire. Ainsi, l’avant-garde russe cherche à créer une manière de contestation, non pas en s’opposant directement au pouvoir mais, en montrant qu’un futur meilleur était possible. Ce courant artistique éprouve en Espagne des difficultés d'expression du fait de la situation politique du pays. À la fin des années 1940, l’État va vouloir finir avec l’isolement du pays provoqué en grande partie par la défaite de ses alliées de l’Axe. Cette ouverture est illustrée par l’impulsion d’une politique d’échanges culturels. Le régime a un double but, montrer à l’extérieur une modernisation du pays, pendant qu’à l’intérieur il garde un art académique promoteur du national-catholicisme. Une fois mis en place ce double jeu, le gouvernement légitime sa décision par le fait qu’il constate l'incapacité de l’art abstrait à véhiculer un message politique clair. Il existe des contre-exemples comme dans les figures de Millares et Tàpies qui suggèrent , par le travail de la matière, la violence infligée par le régime sur le peuple. Un autre contre-exemple est constitué par l’École d’Altamira (1949-1950) qui organise la Première Semaine internationale d’art contemporain qui pose la question de la liberté en art.
Cette instrumentalisation de l’art par l’État provoquera une réflexion sur la pratique artistique et des réactions des artistes pour allier art et contestation. Le nouveau réalisme ouvre la voie. En Espagne, il apparaît d’abord dans le domaine de la littérature, milieu le plus opprimé par le régime franquiste. Vergniolle-Delalle ainsi indique : « La réponse au discours grandiloquent du pouvoir, au travestissement d’un quotidien dramatique en bulletins de victoire, à l’impudence, à l’hypocrisie et au mensonge ne peut nécessairement être que le réalisme dans le sens de la recherche de l’expression objective d’une réalité que les vainqueurs s’emploient à masquer ». Il sera suivi ensuite par la peinture où le nouveau réalisme ne s'attachera plus au mimétisme, mais au primat du contenu sur la forme. En 1959, Estampa Popular, un collectif d’artistes, est fondé à Madrid d’où elle se répand dans le reste du pays : Séville, Cordoue, Pays basque et Valence. Les principes de ce mouvement sont la création d’« un art accessible à tous, socialement utile, qui exprime la réalité social et politique de son temps, un art de la plus haute qualité plastique ». Désormais l’artiste et son œuvre doivent s’impliquer dans le destin de la société.

### Grands propriétaires et haute finance
Il faut aussi évoquer comme appuis du système les grands propriétaires et la bourgeoisie de la haute finance. Ces cercles profitent considérablement du système, avant tout lors de la phase d'autarcie qui débute en 1939. Ils parviennent à conserver leur influence après la fin de cette phase, et même après la mort de Franco.
Les grands propriétaires terriens soutiennent Franco dès le début, idéologiquement et avant tout financièrement. Ils sont les véritables soutiens du système clientéliste ou caciquisme (caciquismo) qui contrôle le comportement électoral de la population des campagnes. Le dictateur les remercie par des prix d'achat garantis par l'État.
La bourgeoisie de la haute finance est étroitement intriquée avec la grande propriété foncière. Les banques déjà existantes en 1936 reçoivent la garantie d'un monopole par la loi du status quo bancario. Elle interdit la formation de nouvelles banques et reste en vigueur jusqu'en 1962. Il y a donc formation d'un oligopole bancaire. Franco met une fois de plus à mal le programme du parti de la Phalange de 1934, qui prévoyait une nationalisation des banques. Le résultat de cette loi est un important processus de concentration du secteur bancaire où sept grandes banques voient le jour, tandis que le nombre des banques diminue presque de moitié par acquisitions ou fusions. Ces grandes banques constituent encore après la réforme bancaire de 1962 et pour longtemps encore une « fortification imprenable », tenue par un petit nombre de clans aux parentés et alliances multiples.
Jusqu'à la réforme, les banques se soustraient de fait au contrôle de l'État. Par ailleurs, elles le financent et peuvent donc exercer des pressions. Elles tiennent aussi pratiquement le monopole sur le marché des devises, et se rendent indispensables à l'économie espagnole. En outre pour accorder des crédits, elles exigent de l'emprunteur l'attribution d'actions ou de sièges au conseil d'administration.

### L’Opus Dei
L’Opus Dei arrive sur le tard parmi les forces et organisations qui soutiennent l'État. Comme pour l'Église catholique, le terme de soutien doit ici être pris avec précaution, des meneurs de l'opposition faisant aussi partie de l'Opus Dei. Cet ordre laïc a été fondé et dirigé par un admirateur de Franco, Josemaría Escrivá de Balaguer.
À la fin des années 1950, la domination de Franco est sérieusement mise en danger quand la politique d'autarcie du régime conduit au bord de la catastrophe économique. En 1957, Franco change de cap et nomme un cabinet de technocrates, dont les portefeuilles-clés du commerce et des finances sont confiés respectivement à Alberto Ullastres et Navarro Rubio, tous deux membres de l’Opus Dei. L'organisation peut alors accroître sa puissance aux dépens de la Phalange. Dès 1962, des membres de l’Opus Dei occupent tous les portefeuilles du gouvernement importants sur le plan économique.
Derrière l'Opus se tient son soutien Luis Carrero Blanco, qui passe pour une éminence grise de l'État franquiste, mais qui n'appartient pas lui-même à l'ordre. Son attention se serait portée sur l'Opus alors qu'il cherchait à se séparer de sa femme. Son avocat, Lopez Rodó, membre de l'ordre, parvient à grand-peine à ressouder le couple en crise.
L'Opus Dei est parfois comparé au mouvement des francs-maçons, pour le secret exigé de ses membres ainsi que pour son action au service de l'idéal du mouvement dans la vie de tous les jours, et dans le comportement professionnel. Ses membres, parmi lesquels les laïcs dominent largement, ne forment pas d'assemblée, mais restent actifs dans le monde et dans leur métier. L'Opus Dei est un mouvement d'élites de formation académique et, comme tel, un réseau partageant les mêmes idées, même s'il est conduit de façon assez rigide et construit hiérarchiquement. Selon Manfred Tietz, l'idéologie et l'action de l'Opus Dei se présentent largement comme « un catholicisme militant, un conservatisme autoritaire, un intégrisme clérical et un élitisme socio-politique ». Bernecker par contre souligne que la doctrine de l'Opus Dei donne « par un fort accent sur l'éthique du travail et du devoir […] une grande importance à la superposition de structures et attitudes précapitalistes avec une mentalité économique capitaliste. En d'autres termes — comme Bernecker le laisse entendre par la suite » — le développement que l'économie espagnole prend dans les années 1960 et 1970 n'est peut-être possible que grâce à une organisation de la trempe de l'Opus Dei.
En Espagne, l'environnement est particulièrement favorable pour l'Opus Dei. Après la guerre civile, il y a de nombreux étudiants des couches sociales élevées qui ne se sentent attirés, ni par la Phalange, ni par les ordres traditionnels. Après la chute brutale de la Phalange, ce réseau de jeunes hommes, ayant pour la plupart reçus une bonne éducation et qui travaillent déjà depuis des années pour s'ouvrir des portes, s’efforce d'attirer vers des positions d'influence des individus partageant ses idées, ce qui conduit à une concentration de pouvoir et de moyens économiques et politiques entre ses mains. L'Opus Dei permet à Franco de donner à l'Espagne un élan de modernisation très large, sans que la congrégation soit obligée par là d'introduire une libéralisation politique, même si Bernecker souligne que « au sein de l'Opus Dei il est resté constamment un pluralisme d'opinions relativement large, notamment en ce qui concerne la forme de l'État ou les concepts économiques ».
En 1957, la communauté obtient l'occasion de s'établir tout d'abord dans la banque puis dans de larges secteurs de l'industrie espagnole, et ainsi mettre fin à la politique autarcique de la Phalange et au dirigisme d'État, en réorganisant l'économie selon de manière libérale. Les membres obtiennent ainsi des succès notables : le soi-disant « miracle économique espagnol » après de longues années de stagnation est réellement dû à leurs réformes. L'Opus Dei se concentre tout d'abord sur le secteur bancaire, le financement des investissements, dans le cadre des produits financiers modernes, étant essentiel pour le développement de l'industrie espagnole.
L'influence de l'Opus Dei est sensible au premier plan dans les domaines de l'économie et de la politique économique, mais dans une moindre mesure dans le domaine de la politique générale. La prise d'influence directe sur la politique espagnole ne doit donc pas être surestimée : en réalité parmi les 116 ministres nommés par Franco pendant son règne, seuls huit appartiennent à l'Opus Dei. Là-dessus, il faut compter un nombre de personnalités à des postes politiques importants, qui certes n'appartiennent pas à l'Opus Dei, mais qui en sont proches et le poussent, au premier rang desquels , Luis Carrero Blanco. Jusqu'après la fin du régime franquiste le réseau de l'Opus Dei exerce une grande influence sur la politique économique espagnole, en particulier dans le domaine bancaire et dans le secteur de la formation. Avec le scandale Matesa en 1969, concernant une affaire de détournement de subventions et d'impôts, avec l'implication de membres influents de l'Opus Dei comme Juan Vilá Reyes, Laureano López Rodó et José Gonzalles Robatto, la crédibilité de l'intégrité de la congrégation est fortement endommagée et sa puissance politique diminuée en conséquence. Cette affaire serait révélée par la Phalange, qui souhaite par là dépouiller de son pouvoir son encombrant concurrent. D'immenses crédits ont été accordés à une firme minuscule d'où l'argent s'échappait vers une destination inconnue... La Phalange soupçonne l'Opus Dei d'en être la destination finale. Ce scandale — un tissu complexe de népotisme, de corruption et de politique — n’est jamais clarifié, car Franco décrète de toute son autorité personnelle d'arrêter les enquêtes, après que des ministres en exercice sont menacés d'être aspirés dans le tourbillon.
Avec la mort de son protecteur Carrero Blanco en 1973, la possibilité pour l'Opus Dei d'exercer une influence directe sur la politique espagnole diminue substantiellement.

### L'Acción Católica
Le mouvement laïc catholique et académique de l’Acción Católica (Action catholique) — plus tard Acción Popular — forme un courant politique en 1931, après l'abandon des anciens partis monarchistes. Il se présente comme une réaction catholique à la Seconde République. Ce parti accepte la République, mais refuse sa législation anti-cléricale. Sa revendication principale est le rétablissement de l'ancienne Constitution. Son chef José María Gil-Robles y Quiñones se donne comme modèle le corporatisme de l'État autrichien sous le chancelier fédéral Engelbert Dollfuss. Avec quelques groupes plus petits de semblable orientation, l’Acción Popular construit la Confederación Española de Derechas Autónomas (Confédération espagnole des droites autonomes, CEDA), qui figure pendant deux ans au gouvernement de la Seconde République. Comme tous les autres partis, la CEDA disparaît sous Franco en 1936 et devient une composante de la coalition nationaliste. L’Acción Católica continue quant à elle d'exister.
À côté de l'Opus Dei, l’Acción Católica installe nombre de ses membres à des positions importantes, en particulier au ministère des Affaires étrangères, surtout après le recul de la F.E.T. y de las JONS à partir de 1957. C'est la seule organisation laïque à laquelle le concordat attribue une grande liberté d'action. Cela n'empêche cependant pas nombre de ses membres de se détourner du régime franquiste pendant de sa dernière décennie.
Certaines parties du mouvement, comme le HOAC développent soit à côté, soit avec le mouvement illégal des syndicats libres des CC.OO les traits d'un syndicat, cela bien que l'action syndicale hors des Sindicatos verticales soit interdite.
Dans l'environnement de l'HOAC, au début des années 1960, se développe également le syndicat indépendant illégal USO (Unión Sindical Obrera, ligue syndicale des travailleurs) avec un programme de gauche catholique, qui s'allie temporairement avec le mouvement syndical tout aussi illégal des CC.OO. Gil-Robles, et essaiera de fonder après la mort de Franco un parti chrétien démocrate, qui cependant n'aura pas de succès aux élections de 1977. Il meurt en 1980.

### L'Université
Dès 1943, la « Ley de Ordenación de la Universidad española » (loi d'ordonnance de l'université espagnole) initie un processus d'épuration dans les universités espagnoles, tout particulièrement à l'université de Madrid. La suppression définitive de postes dans l'enseignements universitaire dégrade le tissu scientifique. Des écoles scientifiques comme celle d'histologie, de psychiatrie et de neurologie ont été démantelées.

## Politique étrangère
La politique étrangère du régime franquiste est caractérisée par les relations qu'il entretient avec les fascistes italiens et les nazis, pendant la guerre civile. Par la suite, la déroute des deux régimes totalitaires place l'Espagne dans une situation d'isolement, qui ne s’adoucit relativement que plus tard.

### L'appui décisif des pays totalitaires lors de la guerre civile
Adolf Hitler et Benito Mussolini sont pour Franco des alliés de la première heure. Dès les premiers jours, les Italiens fournissent un appui aérien pour transporter des troupes nationalistes du Maroc espagnol sur le continent. Le but de Mussolini est d'étendre l'influence de l'Italie fasciste en Méditerranée et en Espagne, car il ne considère pas Franco, ce militaire de carrière catholique et conservateur, comme compatible idéologiquement avec le fascisme. Son objectif est également économique, à travers la vente d'armes aux rebelles. L'aide italienne se traduit ainsi très vite par l'envoi de matériel de guerre, des chars, des avions, et d'un important contingent (le Corps des troupes volontaires, le Corpo Truppe Volontarie).
Afin de contrebalancer cette intervention italienne, Franco, par l'entremise de son beau-frère Serrano Súñer, admirateur de Göring, demande l'aide de l'Allemagne nazie. Cela permet aux Allemands de tester leurs nouveaux matériels, notamment leurs chars et leurs avions. Hitler en profite pour prendre le contrôle de certaines entreprises espagnoles.
Cette aide étrangère fut décisive pour les rebelles, d'autant que malgré les Brigades internationales, le camp républicain ne bénéficia d'aucun appui comparable. Les démocraties et l'URSS n'aidèrent que très marginalement la République. Allemands et Italiens purent au contraire étendre leur influence sur l'Espagne, mettre la main sur des ressources importantes pour la guerre et mettre diplomatiquement en échec la France et la Grande-Bretagne.

### Franco et les puissances de l'Axe
À beaucoup d'égards, le national-socialisme allemand et le fascisme italien sont des modèles pour l'État franquiste, par leur rupture complète avec tout fonctionnement démocratique et leur militarisme : c'est pourquoi certaines structures du parti nazi et aussi diverses institutions d'Italie sont reprises, par exemple la loi de fondation de l’Instituto Nacional de Industria (Institut national de l'industrie), en partie recopiée mot à mot de celle de l’Istituto per la Ricostruzione Industriale (Institut de reconstruction industrielle) de Mussolini.
Bien que Franco ait incontestablement des sympathies pour le régime fasciste d'Italie et le régime nazi en Allemagne, la solidarité de pensée avec ses alliés reste en pratique limitée. Ce sont plutôt des relations d'affaires qui s'établissent avec ces régimes qu'une communauté de destins idéologiques. En mars 1939, l'Espagne adhère au pacte anti-Komintern. En juillet 1940, Franco explique que son pays n'est pas neutre, mais qu'il ne fait pas la guerre, et constate dans une lettre adressée à Hitler en février 1941 « que nous trois, le Duce, vous et moi sommes liés l'un à l'autre par le lien le plus fort de l'histoire ». Plus caractéristique de l'attitude de Franco envers les puissances de l'Axe est son comportement déjà évoqué à Hendaye en 1940 (au sommet de la puissance nazie en Europe) pendant son unique rencontre avec Hitler, quand Franco exige pour son entrée en guerre non seulement des territoires coloniaux français, mais refuse de laisser entrer des troupes allemandes sur son sol. Selon ses propres indications, Franco aurait exprimé à Hitler que l'Espagne lutterait jusqu'au dernier homme contre tout envahisseur, d'où qu'il vienne. En outre, Franco demande la livraison de matières premières comme du coton et du caoutchouc, que l'Allemagne ne peut qu'à peine livrer. Finalement, malgré son penchant initial, Franco refuse de céder à la demande de Hitler d'occuper Gibraltar, pourtant revendiqué depuis longtemps à la Grande-Bretagne — car ceci aurait signifié l'entrée de Franco dans la Seconde Guerre mondiale. — Son aide se limite finalement à envoyer la División Azul constituée de 47 000 volontaires phalangistes sur le front de l'Est, sous le général Agustín Muñoz Grandes. Mais il la retire en 1943 après la bataille de Stalingrad. Par ailleurs, Franco met à la disposition de l'Allemagne notamment des points d'appui de sous-marins et du matériel de transmissions.
L'Italie fasciste reçoit de sa part encore moins de soutien. L'intervention italienne, qui coûte à cette puissance de l'Axe environ 10 000 hommes et 4,5 milliards de lires n'est soutenue à son tour par Franco que par 100 000 tonnes de fer et une assurance protocolaire que les relations entre l'Italie et l'Espagne seront « encore développées ».
Payne voit déjà des mouvements de retrait de l'Espagne par rapport à l'Allemagne et l'Italie, encore avant que la page ne se tourne en Union soviétique, car à cette époque un article d'un leader de la Phalange est publié et fait une distinction entre l'Espagne et les régimes totalitaires. « En 1943 cela devient un lieu commun que, alors que la seconde Guerre mondiale va à sa fin, l'Espagne est bien avancée sur la voie de la transition d'un État en partie mobilisé et semi-fasciste, vers un régime autoritaire, catholique et corporatiste et de plus en plus démobilisé ». Quand, vers 1943, leur défaite se dessine, Franco prend ses distances avec les puissances de l'Axe. Il déclare alors l'Espagne neutre et, en échange de livraisons de pétrole des Alliés, abandonne largement le soutien matériel et idéologique de l'Allemagne. En outre, il limoge les membres de son gouvernement sympathisant avec l'Axe, notamment son beau-frère Ramón Serrano Súñer. Ce renversement d'alliances peut apaiser quelque peu les Alliés vis-à-vis de Franco. Par ailleurs, pendant la Seconde Guerre mondiale, des symboles extérieurs comme le salut fasciste sont abolis. Pour Franco, Hitler et Mussolini n'ont un intérêt que dans la mesure où ils sont puissants et qu'il peut en attendre quelque chose. Un autre aspect est toutefois que l'Espagne, encore très affaiblie par une guerre civile dont elle sort à peine, ne peut pas se permettre la moindre participation à une autre guerre.
L'Espagne est une station sur ce qu'on a appelé la route des rats, voie de fuite des nazis haut placés, ou de leurs alliés idéologiques, qui conduit jusqu'en Amérique du Sud. Certains trouvent cependant l'asile en Espagne même, comme Léon Degrelle, leader des rexistes belges.

#### L'Espagne et l'Holocauste
Les discours racistes entretenus particulièrement par les nazis trouvent moins d'écho en Espagne. Quand l'Espagne fonctionne comme voie de transit vers le Portugal, on estime qu'environ de 20 000 à 35 000 Juifs européens ont pu être sauvés des persécutions nazies.
L'Espagne se montre cependant si peu hospitalière que pour l'entrée, il est exigé un visa de sortie français, que les réfugiés ne peuvent que rarement présenter, si bien qu'il ne leur reste que l'entrée illégale. En outre, les diplomates allemands, puis la Gestapo opèrent dans l'arrière-pays espagnol. En règle générale, l'Espagne est considérée comme un pays de transit qu'il vaut mieux quitter dès que possible. Le fait que la fuite par la péninsule ibérique ait sauvé la vie de nombreux réfugiés est dû en premier lieu à l'attitude du Portugal, qui supprime pratiquement la poursuite des réfugiés à partir de 1941.
Un engagement plus avancé en faveur du sauvetage des Juifs menacés, que Franco avancera plus tard en sa faveur, ne reflète, selon des sources nouvelles, que la propagande franquiste d'après-guerre et doit être réfuté. Certes Franco s'est peut-être mis du côté d'une partie des communautés séfarades de Grèce. Certains de ces sépharades ont pu acquérir la nationalité espagnole en tant que descendants des Juifs espagnols exilés en 1492. L'engagement de Franco se limite à ces séfarades de nationalité espagnole qui forment avec 4 500 personnes sur 175 000 une faible minorité ; et il ne saisit pas l'occasion de sauver du territoire allemand de nombreux autres séfarades. Même les cas de ces 4 500 citoyens ne sont traités qu'en traînant les pieds et avec une dureté tout administrative.
De nouvelles trouvailles des archives à Madrid attestent que Franco est informé en détail au plus tard à partir de 1944 de l'anéantissement des Juifs au camp d'Auschwitz et qu'il connaît l'étendue de cet anéantissement avec la plus grande précision.
L'attitude du régime est, surtout à ses débuts, extrêmement antisémite. Franco expose en décembre 1943 à l'ambassadeur allemand Dieckhoff la position officielle espagnole par ces paroles : « […] La prise de position du gouvernement espagnol contre le bolchevisme et le communisme ne changera pas, et cette lutte sera poursuivie aussi bien à l'intérieur qu'à l'extérieur, comme aussi contre la juiverie et la franc-maçonnerie ». Dès 1938, la synagogue de Madrid est fermée, les communautés juives érigées dans de nombreuses villes espagnoles du temps de la Seconde République sont dispersées, et les objets du culte confisqués. Ce n'est qu'avec la fin de la Seconde Guerre mondiale que la position répressive du régime à l'égard des communautés juives se détend ; les communautés interdites sont à nouveau autorisées et les synagogues profanées — au moins à Barcelone — sont rouvertes.

### L'après-guerre
Le régime franquiste est presque totalement isolé immédiatement après la guerre : l'Espagne est considérée comme l'alliée des vaincus. Le 29 avril 1946, le Conseil de sécurité condamne le régime (Résolution 4) et débute une enquête. En juin, il renouvelle sa condamnation dans la Résolution 7, et le 4 novembre, dans la Résolution 10, se dessaisit de l'affaire et transmet le dossier à l'Assemblée générale. En 1946, après une résolution des Nations unies, presque tous les États retirent leur ambassadeur de Madrid. La manière dont voit le jour cette résolution, proposée par l'URSS et la Pologne, laisse entrevoir que les États-Unis et la Grande-Bretagne ne l'approuvent pas. Par ailleurs, la France ferme sa frontière pyrénéenne. Franco passe cette crise avec patience, et avec d'importantes livraisons de blé du président argentin Juan Perón.
Le régime franquiste refusa de reconnaître l'État d'Israël et accusa celui-ci de l'avoir écarté de l'ONU.
Mais bientôt, la situation tourne en faveur de Franco Avec le début de la guerre froide, l'OTAN ne peut plus se permettre de continuer à ostraciser l'Espagne qui est stratégiquement importante. En 1950, les Nations unies lèvent leur ban contre l'Espagne. Il s'ensuit l'échange d'ambassadeurs et, en 1951, le paiement de soutiens américains, qui mettent fin aux años del hambre, les années de la faim.
Bien qu'il ne soit pas question d'une adhésion de l'Espagne franquiste à l'OTAN, Franco peut atteindre à un statut proche grâce au traité sur « les points d'appui » conclu avec les États-Unis (Tratado de Amistad y Cooperación, traité d'amitié et de coopération). L'Espagne obtient cependant peu de soutien de la part des États-Unis,. Ce qui rend l'Espagne particulièrement intéressante pour les États-Unis est le fait que ses terrains d'aviation sont situés hors de portée des avions soviétiques. À partir des centres près de Séville, Saragosse et Madrid, le Strategic Air Command, avec ses avions-citernes et sa protection par la chasse, peut entrer en action. L'approvisionnement se fait par le point d'appui de Rota près de Cadix. Le traité sur les points d'appui apporte 1,5 milliard de dollars à l'économie espagnole pour l'installation de l'infrastructure militaire. Cela a une influence profonde sur le pays. Les effets entraînés par ces crédits de soutien auraient contribué au changement d'opinion des élites, qui découvrent que de plus hauts profits et un développement plus soutenu sont possibles, au lieu de la politique d'autarcie suivie jusqu'alors.
Avec le traité avec les États-Unis et la signature d'un concordat avec le Vatican en 1953, l'isolement international est brisé. Certes, le régime franquiste n'a toujours que peu d'alliés idéologiques (principalement en Amérique du Sud et le Portugal voisin), mais il est respecté. Une intégration plus profonde du régime franquiste dans le monde politique occidental se heurte rapidement aux critiques d'une partie de la gauche en Europe qui, suivant la propagande soviétique, reproche à l'Occident de s'allier avec des États fascistes.
En 1955, l'Espagne devient malgré tout membre des Nations unies. À partir des années 1960, Franco s'efforce de signer un traité d'association avec la Communauté européenne. Il soumet sa demande le 9 février 1962. Ce n'est qu'en 1966 que commenceront les négociations qui, à cause des réticences politiques des six États membres, traîneront jusqu'à la signature d'un premier accord, en 1970.

## Économie

Évolution de la population en Espagne entre 1950 et 1981 (de bleu à rouge)

Sur le plan économique, on peut aussi distinguer deux phases — comme en politique étrangère — tout d'abord la politique d'autarcie pendant et après la guerre civile et, plus tard, les réformes d'économie libérale de la fin des années 1950 (désignées par Bernecker comme « phase technocratique ») qui en quelques années provoquent le miracle économique espagnol.
La politique d'autarcie a plusieurs causes. Dans ses débuts, elle naît comme un palliatif, car l'Espagne est considérée comme un paria par les autres pays et le ressent durement. Bien que les alliés occidentaux n’acceptent pas la proposition de Staline de porter les armes jusqu'à Madrid, l'Espagne est tenue à l'écart de l'adhésion aux Nations unies et avant tout de la participation au plan Marshall, ainsi que, plus généralement des crédits à bon compte de l'étranger. Les années d'après guerre immédiat sont pour la population espagnole une période de rationnement et même de faim (les soi-disant años del hambre, années de la faim). Jusqu'en 1951, les nourritures de base restent rationnées à de très petites portions, parfois au-dessous du minimum vital.
Outre l'interventionnisme d'État, une autarcie protégée par des droits de douane élevés reste le point central du programme idéologique de la Phalange, qui pense que l'économie doit se soumettre à la politique et se mettre au service de la patrie. Franco, conformément à cette économie politique à la motivation idéologique, vise à rendre l'Espagne indépendante des importations et pour l'essentiel à ne produire que pour la consommation intérieure. Il soumet dans ce but l'économie espagnole à un nombre de mesures incisives, comme la direction étatique et la fixation de prix maxima. Un important instrument de cette politique est l’Instituto Nacional de Industria (Institut national de l'industrie, INI). Cette politique conduit, outre le fait que l'Espagne reste un pays agricole avec une économie incapable d’affronter la concurrence internationale, à une stagnation durable, avec des salaires diminuant constamment en valeur réelle et les symptômes typiques d'une économie de carence, comme le marché noir, le chômage élevé (quoiqu'inexistant officiellement), le népotisme et la fabrication de marchandises de mauvaise qualité. Pendant toutes les années 1950, l'État espagnol frôle la banqueroute.
Vers 1957, la crise s'accentue quand l'inflation atteint des taux records qui ne sont pas rattrapés, et de loin, par les augmentations de salaire. Les grèves qui ne se laissent pas calmer par les augmentations de salaires décrétées, amènent l'économie espagnole au bord de l'effondrement. Franco se voit obligé de changer de cap. Derrière, il y a aussi la pression américaine, car les États-Unis ont intérêt à maintenir leurs points d'appui dans un paysage relativement stable et pressent l'Espagne de s'ouvrir à des capitaux étrangers, et de mettre fin à la politique d'autarcie poursuivie jusqu'alors. La politique économique phalangiste est abandonnée au profit d'une stratégie opposée ouverte au libéralisme économique. La nouvelle politique est connue sous le slogan de desarrollo (développement). À l'occasion d'un remaniement du gouvernement en 1962, où les deux tiers du cabinet sont changés, Franco installe une équipe de technocrates dans laquelle des membres de l’Opus Dei occupent des postes importants.
L'autarcie franquiste est instantanément remplacée par le libéralisme économique. Dans l'élan de cette politique de réforme, d'antiques institutions sont abandonnées. De plus, l'Espagne entre au FMI, à la Banque mondiale et à l'OCDE, qui élaborent avec les technocrates espagnols un programme « classique » de stabilisation et de libéralisation mis en œuvre à partir de 1959. Vers 1962, les membres de l'Opus Dei sont déjà en position de contrôler très profondément l'économie espagnole.
L'élan économique rapide des années suivantes sauve le régime et légitime également la domination de Franco sur le plan économique. L'industrialisation a un succès rapide : en 1974, la part du secteur agricole dans l'économie nationale tombe au-dessous de 10 %. La proportion d'agriculteurs dans la population active chute de 50 % à 28 % dans le même temps. Ce phénomène conduit à une rapide urbanisation : nombre de paysans déménagent vers les grandes villes comme Barcelone ou Madrid dont la population double en vingt ans, de 1,6 million à 3,2 millions d'habitants. L'Espagne, qui offre pendant des années le deuxième taux de croissance du monde occidental après le Japon, se hisse au rang de dixième nation industrielle du monde. De plus, l'Espagne devient une destination touristique de premier ordre — les 35 000 touristes en 1951, et 1,4 million en 1955 deviennent 6 millions en 1960 et 33 millions en 1972 — et entre bientôt en concurrence avec l'Italie pour le tourisme méditerranéen.

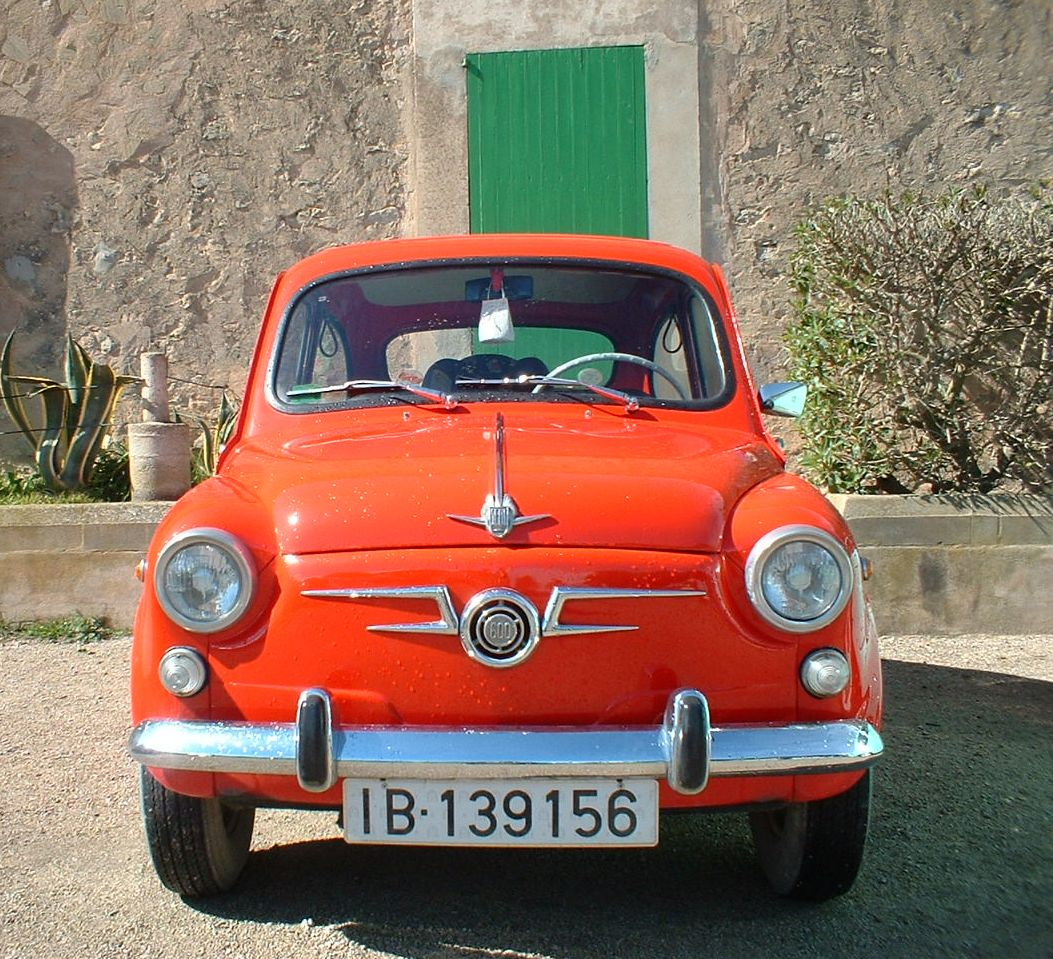
Une SEAT 600.

Le symbole du miracle économique espagnol est la Seat 600, copie conforme de la Fiat 600 italienne, la première voiture pour beaucoup d'Espagnols. Le revenu moyen par tête des Espagnols peut être augmenté de 315 dollars en 1960 à 827 dollars en 1971. Ce revenu moyen est cependant réparti de manière très inégalitaire, en pratique que de nombreux Espagnols doivent avoir plusieurs emplois. Le contraste est encore plus marqué entre la campagne et les territoires en expansion, ainsi qu'entre l'Espagne du nord et celle du sud. À cela s'ajoute le fait que de nombreux Espagnols — au début des années 1970, ils sont un million — sont partis travailler à l'étranger. Le retour de leur épargne est, avec environ 700 millions de dollars par an, très important pour la balance des paiements espagnole.
Le résultat de ces réformes est une libéralisation économique, qui ne correspond certes pas à quelque ouverture politique. Dans ce sens, l'Espagne a suivi le chemin d'un nombre de pays aujourd'hui désignés par nouveaux pays industrialisés.

## Lois fondamentales du franquisme

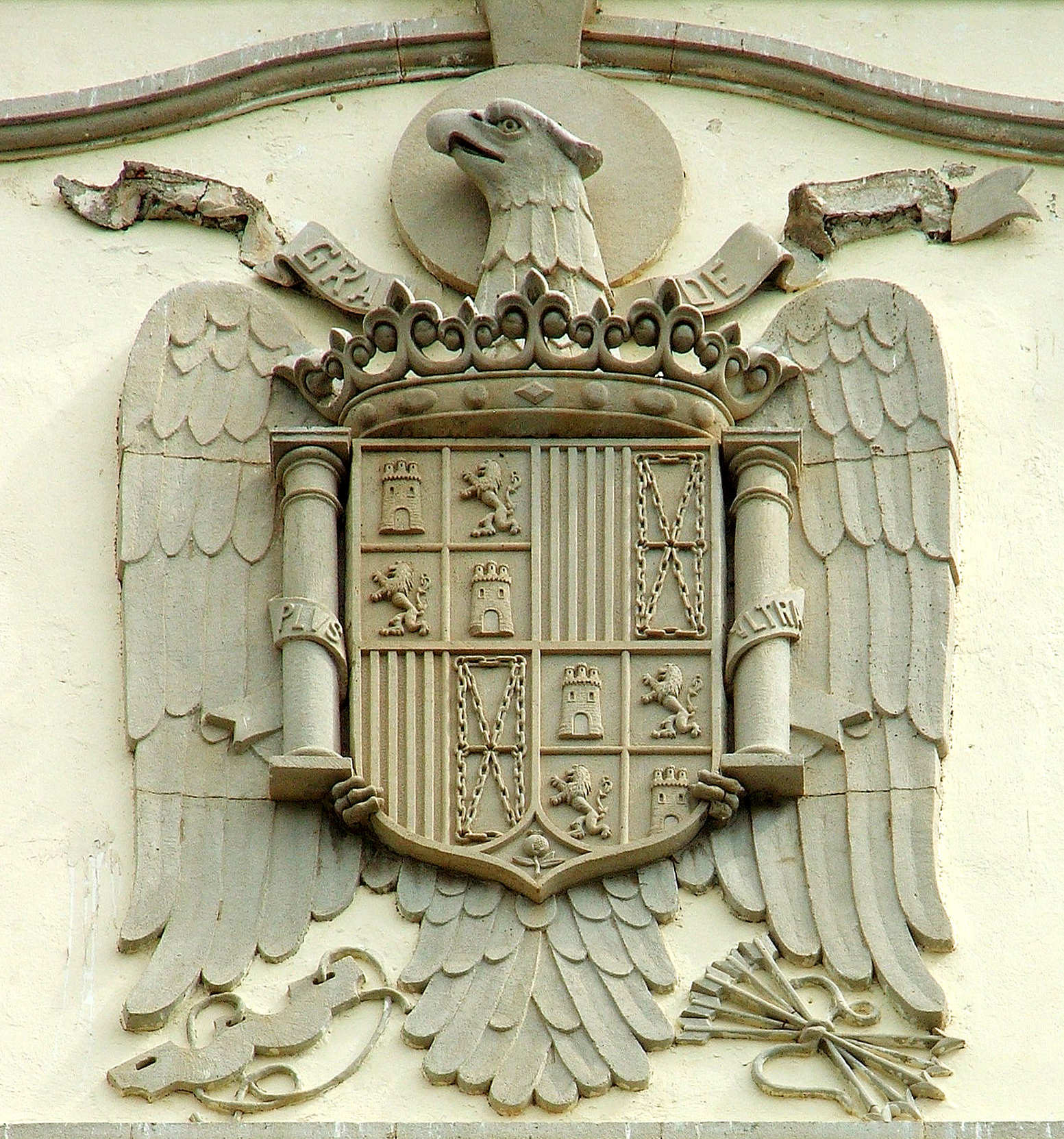
Armes sur la façade de la poste de La Orotava sur Ténérife. Les armes ont été remplacées par la marque de la poste (Correos) en 2007.

L’Estado Nuevo tire sa légitimité de la guerre civile et du catholicisme traditionaliste, et n'a pas besoin, du point de vue de son élite, de quelque constitution démocratique ou de séparation des pouvoirs. Jusqu'à sa fin, l'État franquiste ne possède pas de constitution cohérente ; à la place, le droit constitutionnel espagnol consiste en sept lois fondamentales du royaume d'Espagne ou Leyes Fundamentales del Reino, édictées au fil du temps. Plus que d'une constitution, il s'agit d'une charte accordée, puisqu'elles n'ont pas été ni élaborées ni approuvées par des représentants populaires. On peut les diviser selon leur contenu en lois idéologiques ou de philosophie de l'État et en lois organiques et de droit national. Les lois fondamentales de l'État franquiste seront abrogées par la constitution de 1978.
« Franco triomphe parce que les circonstances lui offrent les pleins pouvoirs, qu'il définit de son côté dans les lois fondamentales, formulées avec un soin extrême, afin de ne pas restreindre sa toute-puissance. L'appareil juridique, entièrement sorti de la tête de son auteur, annonce la paralysie totale de la nation et la toute-puissance totale du despote »
— Madariaga 1979, p. 449
.
Dans l'État franquiste, la justice n'est pas indépendante. Les grèves sont assimilées à des révoltes et punies comme telles. En plus, il y a une autorité de censure compétente pour les médias de masse de toute espèce. La loi contre le « banditisme » et la « terreur » du 18 avril 1947, dirigée contre les adversaires politiques, est transformée par les tribunaux militaires qui peuvent prononcer leurs jugements dans le cadre de procédures sommaires.

### Loi sur les principes du Movimiento Nacional (1937/1958)
La loi des principes du Mouvement national de 1958 établit des principes directeurs de l'ordre juridique franquiste.
Selon l'édit du 19 avril 1937, la Falange Española Tradicionalista y de las JONS s'entremet entre le peuple et l'État. Le chef de cette organisation est Franco lui-même. Le 17 mai 1958 est édictée la loi sur les principes du Movimiento Nacional (Ley de Principios del Movimiento Nacional), qui n'est pas seulement valable pour le Movimiento en tant que tel, mais qui a des conséquences bien au-delà. Ainsi, tout l'État doit reposer sur les principes du mouvement que la loi définit comme « communauté de tous les Espagnols dans la foi dans les idéaux pour lesquels la croisade est menée ». Cette loi est prééminente sur les autres lois fondamentales de l'État franquiste car aucune ne doit enfreindre les principes du Movimiento Nacional. Ces principes immuables sont : le confessionnalisme de l'État, sa forme monarchique et la représentation corporatiste.

### Loi sur l'organisation de l'administration centrale (1938)
Selon la loi sur l'organisation de l'administration centrale du 30 janvier 1938, les décisions du chef de l'État ont force de loi dans la mesure où il s'agit de questions de droit administratif. Tous les autres pouvoirs dérivent de cette compétence première. Les ministères sont établis au vu de cette loi fondamentale. L'État espagnol lui-même n'a aucune base juridique propre : il ne repose que sur Franco qui n'est responsable qu'envers « Dieu et l'Histoire ». Sa puissance n'est soumise à aucune limite. Non seulement les ministres, mais aussi les occupants de tous les postes importants dans l'État, jusqu'aux gouverneurs de province, sont nommés et révoqués à sa discrétion. Franco se réserve dans le cadre de sa « magistrature » personnelle et extraordinaire les offices suivants :
- chef de l'État ;
- chef du gouvernement (plus tard transféré à Luis Carrero Blanco et après sa mort à Carlos Arias Navarro) ;
- Generalísimo c'est-à-dire chef des armées ;
- chef du parti d'État F.E.T. y de las JONS, renommé plus tard Movimiento Nacional.

### Loi fondamentale sur le travail (1938)

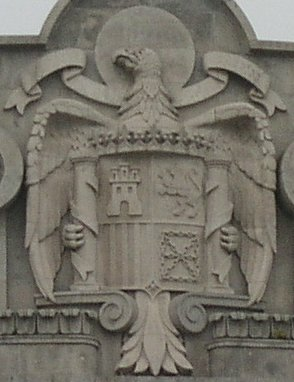
Emblème franquiste, appelé Águila de San Juan (Aigle de Saint Jean)

La charte du travail de 1938 fut influencée par la Carta di Lavoro italienne. Elle régule et organise le travail et la vie économique. On y établit les limites d'une journée de travail et les rétributions minimales, mais toutes ces concessions sont soumises à l'intérêt de la nation.
En 1938, la loi fondamentale sur le travail, ( Fuero del Trabajo) est édictée, mais elle n'est promulguée comme loi fondamentale que le 26 juillet 1947. Cette loi est dirigée, comme expression de l'ordre syndical phalangiste, aussi bien contre le capitalisme que contre le marxisme. La Ley de Unidad Sindical (loi sur l'unité syndicale) de 1940 — élaborée selon les idées de José Antonio Primo de Rivera et qui s'appuie sur des modèles italiens — crée une sorte de syndicat unitaire comprenant travailleurs et employeurs, l’Organización Sindical dont le président a rang ministériel. Cette organisation regroupe les sindicatos verticales (syndicats verticaux) rangés par branches de production dans lesquels travailleurs et employeurs sont obligés de se regrouper. Les syndicats doivent par définition être un outil de l'État avec lequel celui-ci peut exercer une influence sur l'économie. Celle-ci s'exerce par des enlaces (personnes de liaison) et jurados de empresa (conseils d'entreprise). Ces structures se révèlent inefficaces, d'abord à cause de la répartition peu claire des responsabilités, et, déjà avant la mort de Franco, parce qu'elles sont largement contournées par les CC.OO. Ces syndicats trouvent leur fin définitive en 1977 avec la suppression de l'adhésion obligatoire.

### Loi sur la création des Cortes (1942)
La loi constitutive des Cortes de 1942 est élaborée dans la perspective de la victoire des alliés. Des Cortes sont créées comme instrument de collaboration et d'auto-limitation, pour préparer et élaborer les lois.
En 1942, Franco édicte la loi sur la création des Cortes (Ley de la Creación de las Cortes), par laquelle les Cortes Generales sont réinstituées et reçoivent un droit de proposition de loi qui sont adoptées ou rejetées par Franco directement. Les Cortes se réunissent deux à trois fois par an sur convocation de leur président nommé par Franco. Il revient aussi à Franco de nommer directement deux tiers des Cortes, et, indirectement, le troisième tiers — par des élections de cercles corporatistes et communaux laissant peu de place au hasard. — En 1967, une réforme réduit substantiellement le nombre de députés nommés et donne plus d'importance aux élections. Cependant les obstacles à l'exercice du droit électoral indirect sont si importants que les candidats autres que les fidèles du régime n'ont que peu de chances de pourvoir se présenter.

### Loi fondamentale des Espagnols et loi sur les plébiscites (1945)
- Charte des Espagnols de 1945. Fixe les droits et les devoirs des Espagnols. On essaye par là d'envoyer un message de démocratisation à Potsdam.
- Loi du référendum national de 1945. Établit l'utilisation du référendum pour les affaires importantes.
- La loi de Succession du chef de l'État rendra obligatoire le référendum pour modifier les lois fondamentales.

En 1945 sont édictées : le 17 juillet la loi fondamentale sur les Espagnols (Fuero de los Españoles), et le 22 octobre la loi sur les plébiscites (Ley del Referendum) — une expression des efforts de Franco pour adoucir l'isolement politique de l'immédiat après-guerre, quand l'Espagne a été explicitement exclue par les puissances victorieuses de la participation aux Nations unies et au plan Marshall. Dans ce contexte de fortes contraintes extérieure, la première loi vise à garantir quelques droits fondamentaux afin de casser la dynamique des opposants du système. La reconnaissance de ces droits fondamentaux n'aurait lieu que si leur application était conforme au système. En outre, des clauses générales imposant par exemple la « fidélité au Chef de l'État » sont présentes. Il est donc très aisé de bafouer ces droits fondamentaux et Franco ne se prive pas d'utiliser cette possibilité. La loi fondamentale des Espagnols autorise certes l'activité politique, mais explicitement limitée à la famille, à la commune et au syndicat.
La seconde loi, sur les plébiscites sert à donner aux décisions de Franco un semblant de légitimité démocratique par acclamation, car lui seul peut organiser de tels plébiscites et il ne le fait que quand il peut être sûr de son fait Lorsqu'ils ont lieu, rien n'est prévu pour permettre un déroulement transparent. Ainsi la consultation sur la Ley Orgánica del Estado de 1967 est entachée de nombreuses irrégularités. Selon les indications de Manfred von Conta, après une propagande massive, des bulletins de vote préimprimés « oui », et deux millions de voix données en plus du nombre d'électeurs inscrits, a été adoptée avec une majorité supposée officiellement de 95 %.

### Loi de succession (1947)
La loi de succession du chef de l'État de 1947 régit la succession. L'Espagne se définit comme un royaume. Franco est chef d'État à vie. Le Conseil du royaume et le Conseil de régence sont créés.
La loi de succession du 28 juillet 1947 (Ley de Sucesión a la Jefatura de Estado) détermine l'Espagne comme un État catholique et social qui se « définit en accord avec sa tradition comme une monarchie ». Avec cette loi, la monarchie est réintroduite — après une décennie où Franco laisse consciemment en jachère la question de la forme de l'État, en raison du caractère antimonarchiste de la Phalange. Cependant, le trône reste vacant pendant la vie de Franco — un signe clair que la période de domination de la Phalange touche à sa fin. L'article suivant prévoit déjà que le pouvoir dans l'État revient à Franco lui-même. À la place d'un monarque, un conseil de régence est prévu dans cette loi.

### Loi sur la presse (1966)
En 1966 est édictée une loi sur la presse réformée (connue dans le langage courant d'après le ministre de l'information Manuel Fraga sous le nom de loi Fraga). Elle abroge celle de l'époque de la guerre civile. La censure est quelque peu assouplie. Bien que la liberté de la presse n'y soit pas accordée, elle a des retombées certaines sur la société espagnole : on peut lire dans les journaux pour la première fois depuis des décennies sous forme d'articles, des informations sur les grèves et les troubles, preuve que tout ne se passe pas dans le pays aussi calmement que veulent le faire croire les médias contrôlés par la Phalange. Il est rapporté que des forces s'élèvent contre le régime — étudiants, Basques, Catalans, clergé des dernières années — et quelles sont leurs revendications : par exemple les droits d'association et de grève pour les travailleurs.

### Loi d'organisation de l'État (1967)
La Loi organique de l'État de 1967 énumère les fins de l'État, fixe les pouvoirs du chef de l'État et déclare sa responsabilité politique.
La loi organique (Ley Orgánica del Estado) du 11 janvier 1967 vient remplacer la constitution franquiste. À part quelques retouches dans l'organisation de l'État, qui règlent à nouveau les compétences de diverses autorités telles que le Conseil national et le Conseil du royaume, l'apport essentiel consiste en la séparation du chef de l'État et du chef de l'exécutif (le Premier ministre). Franco reste chef de l'État, le poste de Premier ministre restant tout d'abord vacant. La loi introduit surtout des changements pour la succession de Franco. La règlement de la succession au poste de chef de l'État intervient cependant que deux années plus tard, quand Juan Carlos Ier est choisi comme successeur de Franco.
Postérieurement à la mort de Franco, une autre loi sera approuvée avec rang de loi fondamentale, la loi pour la réforme politique de 1976 qui, en réalité, établit les conditions minimales pour choisir des Cortes par le suffrage universel et les habilite par la même procédure à la réforme constitutionnelle des lois fondamentales. Celle-ci est l'instrument juridique qui a permis d'articuler la transition espagnole.

## Opposition à Franco

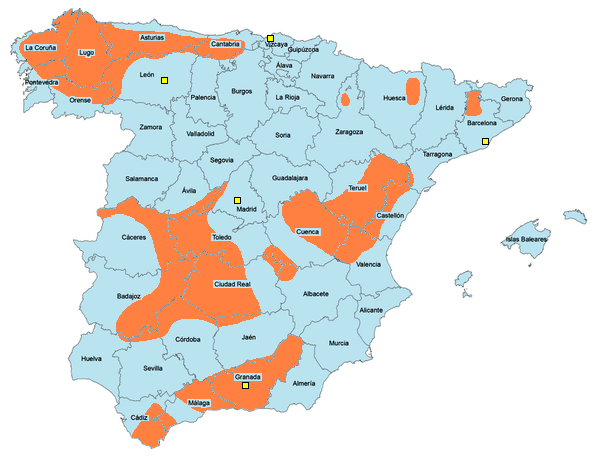
Hauts lieux du maquis en Espagne.

Dans le système franquiste, il n'y a certes pas d'opposition légale mais, en particulier dans les premières années du régime, des groupes de résistance de la gauche traditionnelle entreprennent une guerre de guérilla contre Franco. Cependant, au plus tard à l'époque de la dé-fascisation des années 1950 il leur faut complètement rendre les armes, d'une part à cause du manque de soutien de la population et d'autre part, à cause de leur répugnance à une nouvelle lutte armée. Quand il est établi que le régime ne paraît plus renversable ni de l'intérieur, ni par des interventions extérieures, ces groupes réfléchissent à de nouvelles formes d'intervention que Franco ne considère jamais comme vraiment dangereuses.
Pendant toutes les années du franquisme, il existe un gouvernement de la République en exil au Mexique, qui ne se dissout qu'immédiatement après les premières élections libres de 1977. Dans la foulée de la crise économique de la fin des années 1950, qui a porté l'Opus Dei au pouvoir, l'opposition hors d'Espagne se voit appelée à quelques actions. Elle donne un signe de vie très remarqué quand tous les partis d'opposition — sauf les communistes — tiennent congrès à Munich.
Dans les années ultérieures du régime franquiste, il se forme à partir de ces partis et mouvements traditionnels des groupes d'opposition largement indépendants. La résistance est surtout localisée parmi les alliés officiels de Franco. On a déjà mentionné l'opposition ecclésiastique dans les dernières années de son régime, ainsi que la position d'opposition des « vieilles chemises » phalangistes.

### Les Comisiones Obreras (CC.OO)
Une nouvelle forme d'opposition, qui n'a pas d'action politique au sens large, et qui est soutenue par la gauche traditionnelle et des parties de l'Église catholique, est constituée en particulier par les syndicats libres illégaux. Ces syndicats sont d'autant plus dangereux pour le régime qu'ils s'attaquent à l'une des colonnes du régime franquiste : les syndicats verticaux.
À côté du HOAC et de l'USO, il faut ici souligner les Comisiones Obreras (CC.OO, commissions de travailleurs). À partir de 1956, quand le système franquiste est paralysé par des grèves et une crise économique, elles deviennent, en tant que syndicat libre, l'un des groupements d'opposition les plus importants. On y trouve des socialistes, des communistes et le mouvement des travailleurs catholiques, la plupart du temps sous la responsabilité de communistes. Elles réussissent à un plus haut degré que les autres syndicats illégaux à contourner l'adhésion obligatoire des travailleurs aux corporations sous autorité étatique et à soustraire largement le monde du travail au contrôle par l'État franquiste. Les CC.OO utilisent d'une certaine manière les principes de guérilla dans le domaine des luttes du travail : elles organisent les travailleurs pour la lutte pour des buts chaque fois matériels et bien délimités, sous forme de groupements qui sont ensuite immédiatement dissous[pas clair]. C'est pourquoi les CC.OO restent invisibles aux yeux de la hiérarchie. Cependant, il arrive que dans les dernières années du régime, les membres font l'objet de condamnations à de longues peines de prison, comme dans le cas des « 11 de Carabanchel » ou en 1972-1973 au « Procès 1001 » contre l'équipe de direction des CC.OO.

### Le franquisme et les territoires non castillans d'Espagne

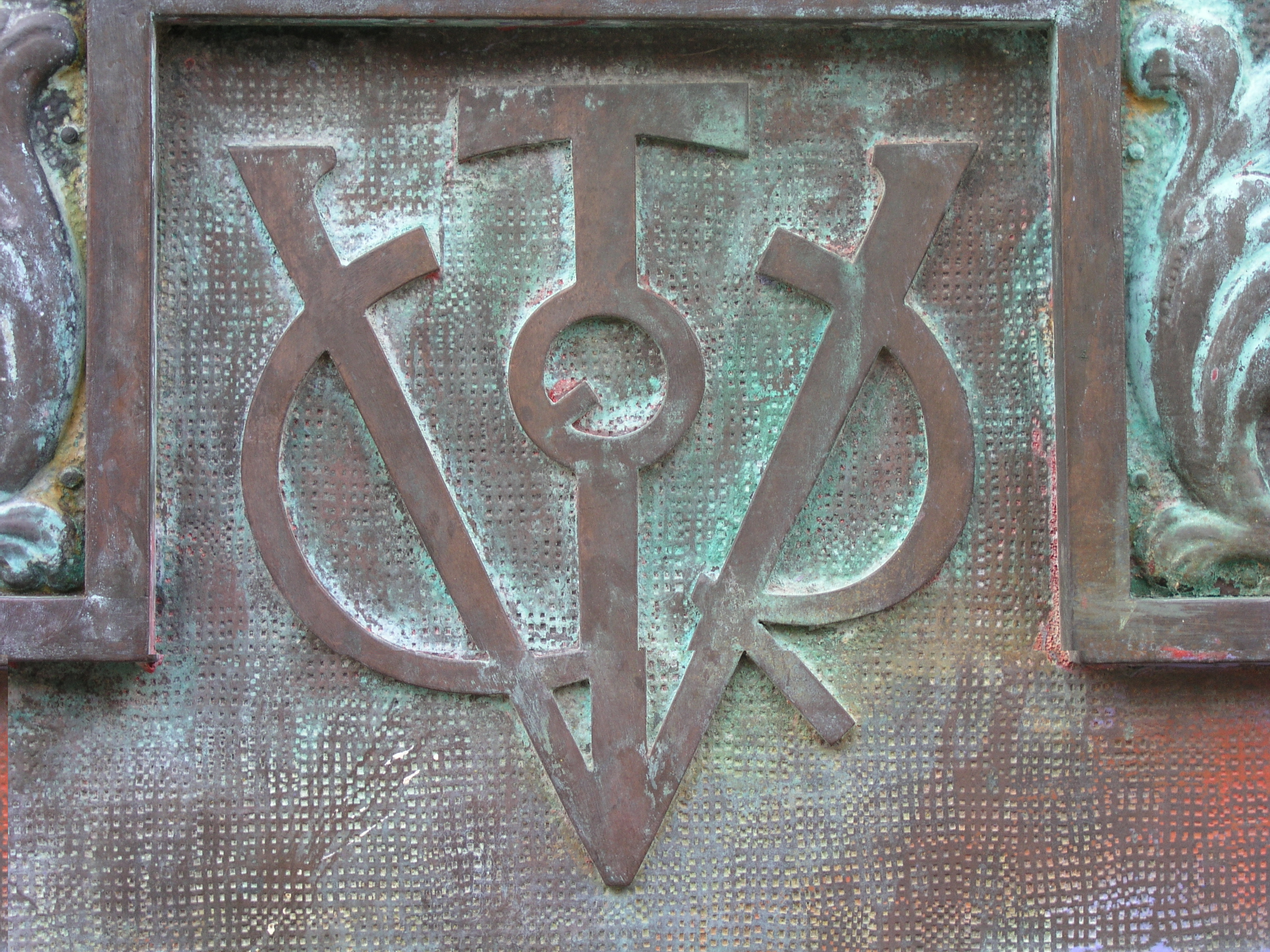
Emblème de la période franquiste, qui se compose des lettres VICTOR (vainqueur).

Le franquisme a été établi sur une base strictement centralisée et montre une grande méfiance vis-à-vis des demandes d'autonomie des territoires qui depuis longtemps n'ont pas été correctementt intégrées à l'État espagnol, en particulier la Catalogne et le Pays basque. En outre, ces territoires ont soutenu la République pendant la guerre civile, si bien que les mesures de répression y sont appliquées avec une particulière fermeté —  c'est le pays basque qui est le plus visé s, celui dont Franco appelle les trois provinces « provinces traîtresses » en raison de leur rôle pendant la guerre civile. — Sous Franco, une danse populaire catalane, la sardane, ou le fait de montrer le drapeau basque l’Ikurriña, peuvent être pris pour un signe de subversion.
La répression concerne aussi les usages publics de la langue locale. Les enseignements en langues non-castillanes sont abolis, si bien que seules les leçons en langue « catholique » (castillane) sont autorisées. Les toponymes sont hispanisés, l'usage des langues catalanes, basques et galiciennes est interdit dans les administrations et en public, avec l'introduction du slogan : « Si tu es Espagnol, parle espagnol ! ». Ceci va si loin que le chanteur susnommé Joan Manuel Serrat ne peut participer au Concours Eurovision de la chanson 1968 parce qu'il veut exécuter la chanson « La la la » en catalan. Les régions commencent par réagir en cultivant leur culture spécifique dans le domaine privé, puis en s'abstenant massivement aux votes populaires de toute sorte.
En Catalogne, cette résistance passive persiste de façon majoritaire jusque dans les années 1970, ayant trouvé au début des années 1960 son expression dans la Nova Cançó (la nouvelle chanson). Les compositeurs de chansons tout d'abord anonymes trouvent leurs modèles dans le folk anglo-saxon, dans la chanson ou dans leur patrimoine de chansons populaires.
En Catalogne, l'usage est né de chanter dans les arrière-salles de café des chansons en catalan, interdites dans l'espace public. Les compositeurs écrivent eux-mêmes leurs œuvres et en raison de la répression toujours menaçante, ne se produisent que dans des cadres modestes. Les chants ont souvent pour sujet le sentiment d'allégeance à un groupe. Parmi les représentants connus de la Nova Cançó, on compte Lluís Llach (notamment avec sa chanson L'Estaca, le pieu, avec laquelle il faisait allusion au régime franquiste), Francesc Pi de la Serra, Maria del Mar Bonet et Raimon. En Catalogne, l'entrée en scène de Raimon le 18 mai 1968 (connue comme le 18 de maig a la villa) est légendaire, avec les centaines de milliers de spectateurs affluant malgré les policiers distribuant des coups de matraque autour d'eux. À la fin du franquisme, la Nova Cançó est prématurément écartée, mais s'impose ensuite quand Lluís Llach s'y rattache dans les années 1980 avec des chansons comme No es aixó (on ne pensait pas à une telle Espagne).
Au Pays basque, à partir d'environ 1960 — l'année de fondation de Euskadi ta Askatasuna (ETA) à Bilbao —, il commence à se former une résistance active qui se traduit à partir de 1967 par des attaques à la bombe. La méthode d'attaques violentes pour atteindre progressivement une autonomie, voire une indépendance de l'État national, ne passe pas alors sans opposition parmi la population basque. Les mesures de répression appliquées par le régime contribuent à rendre la haine de Franco encore plus vive au Pays basque.
À l'occasion du procès de Burgos en 1970, dans lequel seize etarras sont traduits en justice, le régime franquiste est mis en défaut, autant au plan intérieur que sur la scène internationale, quand les accusés stigmatisent sans crainte le régime devant le tribunal en raison de sa politique antibasque et de ses méthodes de torture.

## Mythologie du franquisme
La victoire militaire de Franco dans la guerre civile a été la source centrale de légitimation du régime. Le franquisme s'efforce alors de rappeler à chacun cette victoire. La guerre et les circonstances qui se prêtent à une stylisation héroïque sont le mythe fondateur de la dictature franquiste. Dans ce sens, le 1er avril, jour de la victoire et occasion la plus importante de l'année franquiste, a lieu chaque année un défilé militaire (desfile de la Victoria).

### ¡El Alcázar no se rinde!
(L'Alcazar ne se rend pas !)

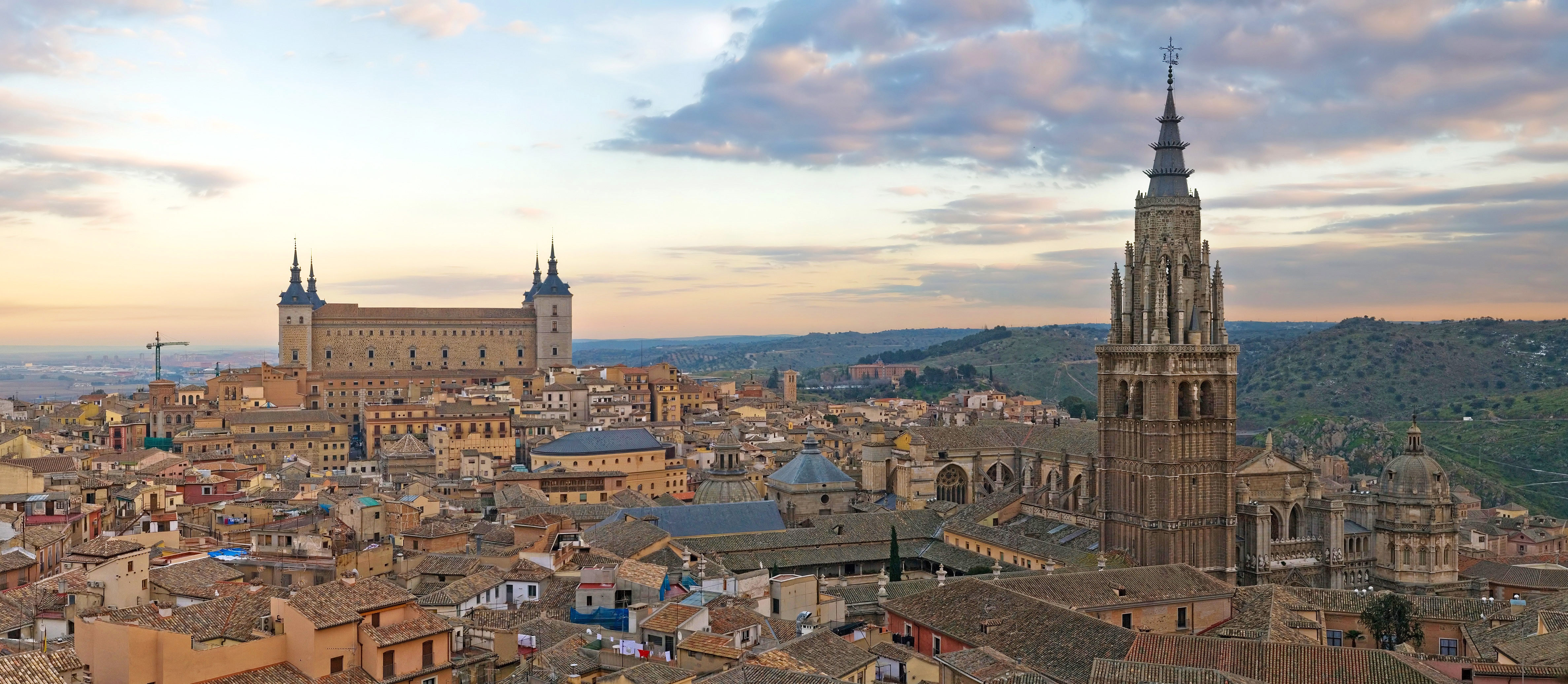
Tolède avec l'Alcázar.

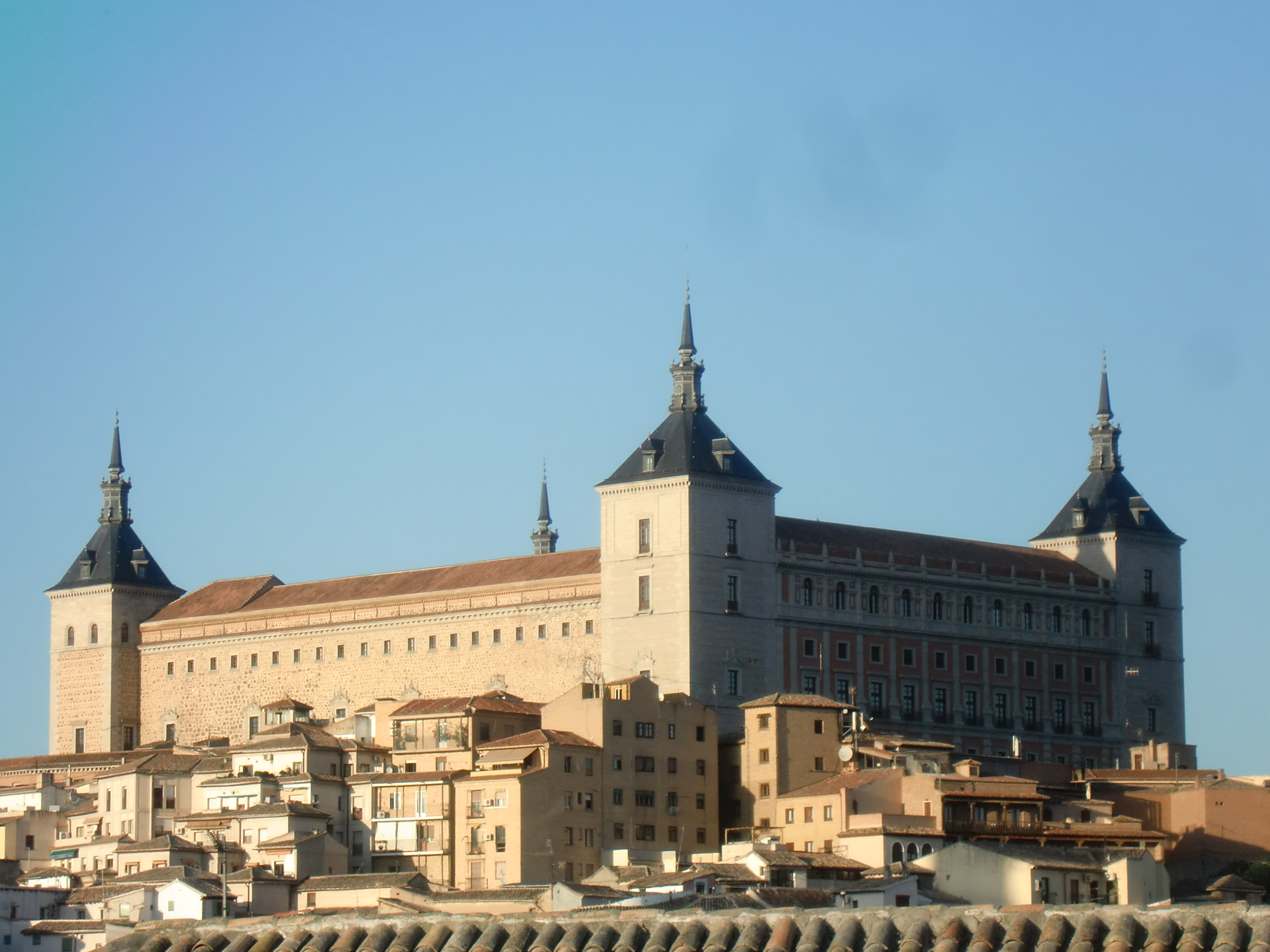
L'Alcázar de Tolède.

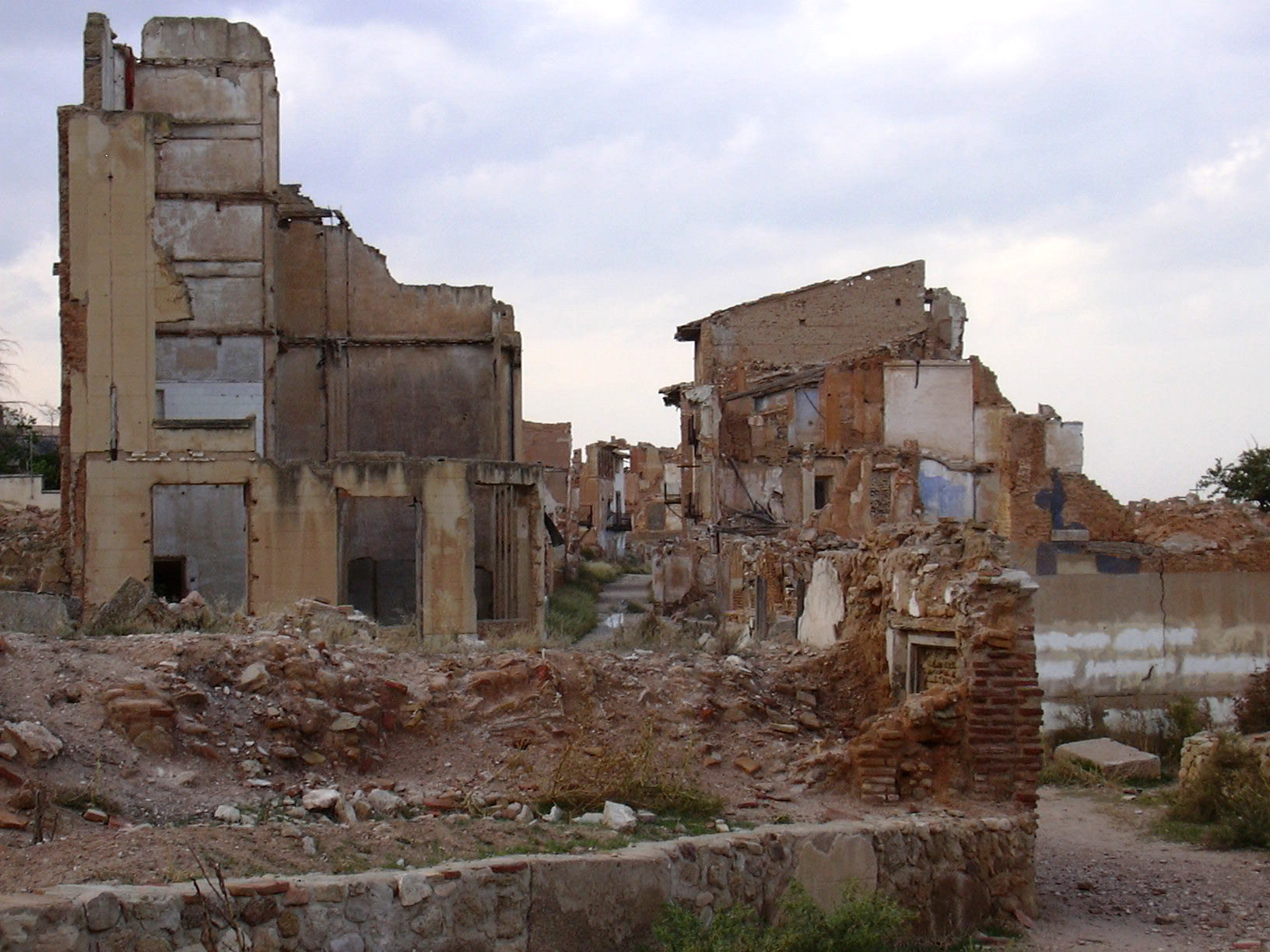
Vue des ruines de Belchite.

Un lieu central de dédicace où les exploits nationalistes ont été accomplis pendant la guerre civile est l'Alcázar de Tolède. Cette ancienne fortification, qui domine le paysage de Tolède, a été défendue en 1936 par le colonel José Moscardó pendant deux mois, au prix de grandes privations, contre les forces républicaines. En septembre 1936, quand les troupes nationalistes se sont suffisamment rapprochées de Tolède, Franco envoie une force militaire sous le commandement du colonel José Enrique Varela avec la mission d'empêcher la chute de l'Alcázar, au moins dans un but de propagande. Son calcul est le suivant : les combats à Tolède, la résistance de l'Alcázar et l'horreur de sa plus haute misère — la garnison, comprenant des femmes et des enfants, vivait à la fin de 180 g de pain par jour, et comme ersatz de sel grattait le salpêtre des murs — est devenu un symbole de la guerre civile pour le régime franquiste qui a aussi attiré l'attention hors d'Espagne. Le slogan « ¡El Alcázar no se rinde! » (l'Alcázar ne se rend pas !) devient une contrepartie franquiste du slogan républicain forgé par Dolores Ibárruri : « ¡No pasarán! » (Ils ne passeront pas !).
La bataille de Tolède et de l'Alcázar est devenue un monument de la guerre civile. Dans les souterrains de l'Alcázar, où la garnison a résisté, pendent des tableaux commémoratifs des régiments de l'armée espagnole et, dans les salles supérieures, on montre des obus républicains, des images des soldats morts pendant la défense, et des objets similaires.
En particulier, on pourra voir à l'Alcázar encore longtemps après la mort de Franco, le bureau de Moscardó que l'on a laissé dans un état à moitié détruit, couvert de gravats par un seul coup de canon, tel qu'on l'a trouvé après la levée du siège par les républicains. Dans cette pièce des tableaux en nombreuses langues racontent l'horrible dialogue que Moscardó a eu avec son fils Luis tenu prisonnier. Celui-ci est le gage des troupes républicaines qui exigent la capitulation de l'Alcázar : le fils sera tué au cas où l'Alcázar ne se rendrait pas. Mais Moscardó s'attend à ce que la vie de son fils en juillet 1936 en Espagne (quand Antoine de Saint-Exupéry notait : « On fusille ici comme on abat des arbres ») soit de toute manière perdue et que le sort de la garnison de l'Alcázar après une capitulation soit totalement incertain. Le dialogue atteint son sommet quand Moscardó conseille à son fils de recommander son âme à Dieu, de crier Viva España et de mourir en patriote (Pues encomienda tu alma á Dios, dà[Quoi ?] un grito de ¡Viva España! y muere como un patriota). Après les adieux de son fils, Moscardó fait passer au chef républicain le message : ¡Puede ahorrarse el plazo que me ha dado y fusilar a mi hijo, pues el Alcázar no se rendirá jamás! (Vous pouvez m'épargner le temps de réflexion proposé, et fusiller mon fils, car l'Alcázar ne se rendra jamais !). Cet épisode rencontre un respect particulier sur le plan mondial. Ainsi, le Sud-Africain Roy Campbell, dont les sympathies le tournent vers Franco et qui a vécu personnellement l'éclatement de la guerre civile et les combats autour de Tolède, compose un long poème intitulé Flowering Rifle, où il compare Moscardó avec Dieu, car il a donné son fils comme Lui.
Un autre souvenir de ce type est constitué par la ville de Belchite dans la province de Saragosse. Celle-ci est entre le 24 août et le 6 septembre 1937 le théâtre d'un combat de rues à la suite d'une offensive républicaine sur Saragosse. La ville presque complètement démolie par les combats, et que les troupes de Franco reconquièrent en 1938, n'est jamais reconstruite, comme symbole et monument de la « barbarie rouge ». En 1954, Franco inaugure dans un acte mémorial la « nouvelle Belchite » construite à neuf dans le voisinage.

### ¡Viva Cristo Rey!
(Vive le Christ-Roi !)
Un autre symbole politique, utilisé par le franquisme comme support de sa légitimation, se rapporte à la violence dirigée contre le clergé, les laïcs et les biens de l'Église, menée avant tout par les activistes anarcho-syndicalistes et qui a commencé dès l'époque de la Seconde République (comme pendant les journées suivant le 10 mai 1931). Pendant la première période de la guerre civile, cette violence contre le clergé espagnol se manifeste par des incendies et un iconoclasme dans les églises et couvents espagnols. Même Hugh Thomas concède que l'on n'a « jamais vu dans toute l'histoire européenne, voire mondiale, une haine aussi passionnée de la religion et de tout ce qui va avec ». Même quand les poursuites massives — notamment par les escadrons de la mort, qui se désignent eux-mêmes par « tchéka » — diminuent après quelques mois, le symbole espagnol nationaliste et instrument de propagande d'une haine fanatique de la religion du parti républicain est né.

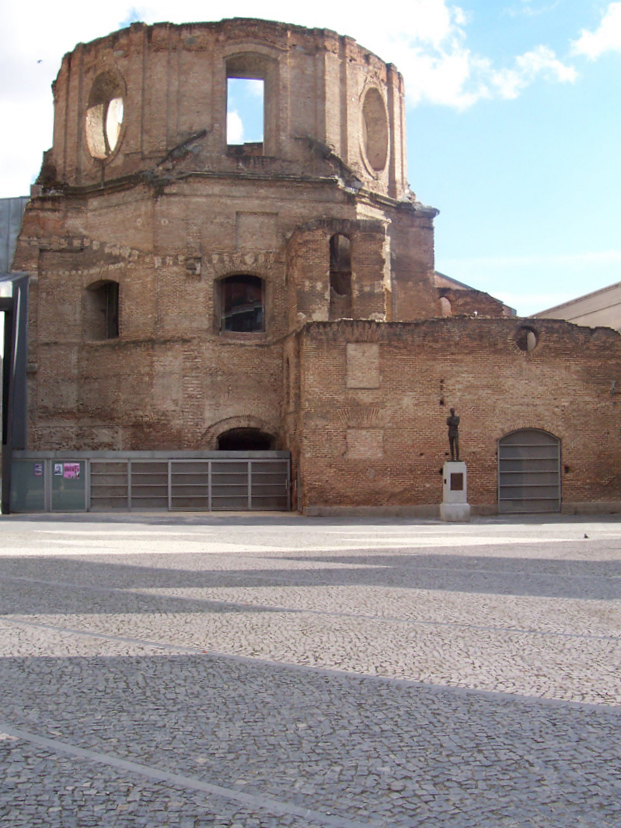
L'église Iglesia de las Escuelas Pías démolie pendant la guerre civile à Madrid.

Sous la dénomination de persécutions des chrétiens, on n'entend pas ici seulement les actes de violence contre l'Église catholique et ses croyants, qui ont été souvent marqués par une cruauté barbare et par des éléments blasphématoires, mais aussi par des actes dirigés contre la liberté de religion comme la suppression presque totale des fonctions religieuses, la confiscation de nombreuses églises pour servir de magasins, de marchés ou pour les affecter à toutes sortes de buts profanatoires et même l'anéantissement des objets pieux personnels en tant qu'« objets de culte ». Même si les plus importants trésors de l'art religieux sont restés intacts pendant la guerre civile, il reste que d'innombrables objets d'art ont été irréversiblement détruits par ce genre d'attaques.
Brenan dit dans les années 1940 que « l'on ne peut pas être trop faux en affirmant que toutes les églises incendiées ces derniers temps en Espagne l'ont été par les anarcho-syndicalistes, et que la plupart des prêtres tués sont morts de leurs mains ». Ceci s'expliquerait, d'après Brenan, « uniquement par la haine d'un hérétique envers l'Église qu'il a quittée. Car aux yeux des anarchistes espagnols, l'Église catholique prend une place semblable à l'Antéchrist dans la pensée chrétienne. Elle signifie pour eux bien plus qu'un obstacle vers la révolution. Ils reconnaissent en elle la source de tous les maux, la suborneuse de la jeunesse avec sa doctrine du péché originel, la négatrice de la nature et de ses lois, qu'ils appelaient salud, le salut. En outre, l'Église caricature avec son amour fraternel de façade et son pardon mutuel, le grand idéal de la solidarité humaine ».
Une explication souvent répétée à cet anticléricalisme est la suivante : dans les cent années passées, le socle matériel de l'Église lui a été retiré quand les biens des couvents ont été confisqués en 1836, puis ceux de l'Église même en 1841, et que l'Église a formellement renoncé à ces bien confisqués lors du concordat de 1851. Tout ceci est arrivé moyennant l'accord selon lequel l'État subviendrait aux besoins de l'Église et de ses clercs, et la garderait sous sa protection particulière. Dans le concordat le catholicisme a été reconnu comme « religion de la Nation espagnole » et l'État devait se préoccuper de l'enseignement de la religion dans les écoles. Dans la constitution de 1876, le catholicisme est déclaré définitivement, comme en 1812, religion d'État et l'Église récupère progressivement ses anciens droits.
Certains membres de l'Église, notamment les ressortissants de nombreux ordres, se rangent encore du côté des basses couches de la société espagnole. Mais quand elle devient dépendante du bon vouloir de l'État, L’église se tourne vers les couches supérieures, pour être en bons termes avec elles. Les couches supérieures la récompensent alors en lui permettant de construire et de diriger de véritables trusts, si bien que l'Église récupère vite sa position économique. Mais pour les basses couches, l'Église les a oubliées et trahies et est devenue prédatrice. Cette nouvelle vision s'installe avant tout dans l'économie des journaliers du sud. Et justement c'est le sud — et avant tout l'Andalousie — qui devient le bastion du mouvement anarcho-syndicaliste. Salvador de Madariaga cite un prêtre catalan avec les mots suivants : « Les rouges ont incendié nos églises, mais nous les prêtres, avions déjà démoli l'Église ».
Le monde extérieur n'a pas toujours envie de faire la différence entre la République en tant que telle et les auteurs de la violence contre l'Église catholique dont la position politique influente en Espagne est peu connue. Dans le domaine républicain les actes de violence excessive sont limités en règle générale — autant que possible étant donné les circonstances — dès que l'état chaotique des premières semaines est passé. Au contraire, dans le territoire nationaliste, c'est à peine si l'on essaie de réagir contre les actes de violence à l'arrière. Cependant des atrocités indiscutables causent un dommage irréparable à l'image de la République. Car la circonstance qu'il s'agit là non pas d'actes dictés par l'armée, mais de violences et d'assassinats à motifs politiques est évidente, c'est pourquoi le nombre des religiosos tués attire une plus grande attention que les nombres souvent bien plus élevés des tués d'autres groupes sociaux. Mais le nombre des clercs tués est en effet extrêmement élevé : Salvador de Madariaga part des chiffres suivants : 13 % du clergé et 23 % des moines auraient été tués.
Selon Hugh Thomas, le nombre des clercs tués, qu'il évalue à 7 937, de l'ordre de grandeur des « seize mille prêtres » de cet hymne de Paul Claudel « Aux martyrs espagnols » :
« 
On nous met le ciel et l’enfer dans la main
et nous avons quarante secondes pour choisir.
Quarante secondes, c’est trop !
Sœur Espagne, sainte Espagne, tu as choisi !
Onze évêques, seize mille prêtres massacrés
et pas une apostasie ! »
— D'après Thomas 1961, p. 144
16 000 correspondrait cependant en gros au double du nombre de victimes annoncées par Hugh Thomas. Cette valeur provient apparemment d'un nombre des clercs tués, publié en 1937 par le Vatican, mais évalué trop haut. Le Vatican évoque aujourd'hui 6 845 clercs tués, auxquels il faut cependant ajouter plusieurs milliers de laïcs, dont on ne peut pas estimer le nombre. D'autres sources indiquent environ 7 000 clercs assassinés.

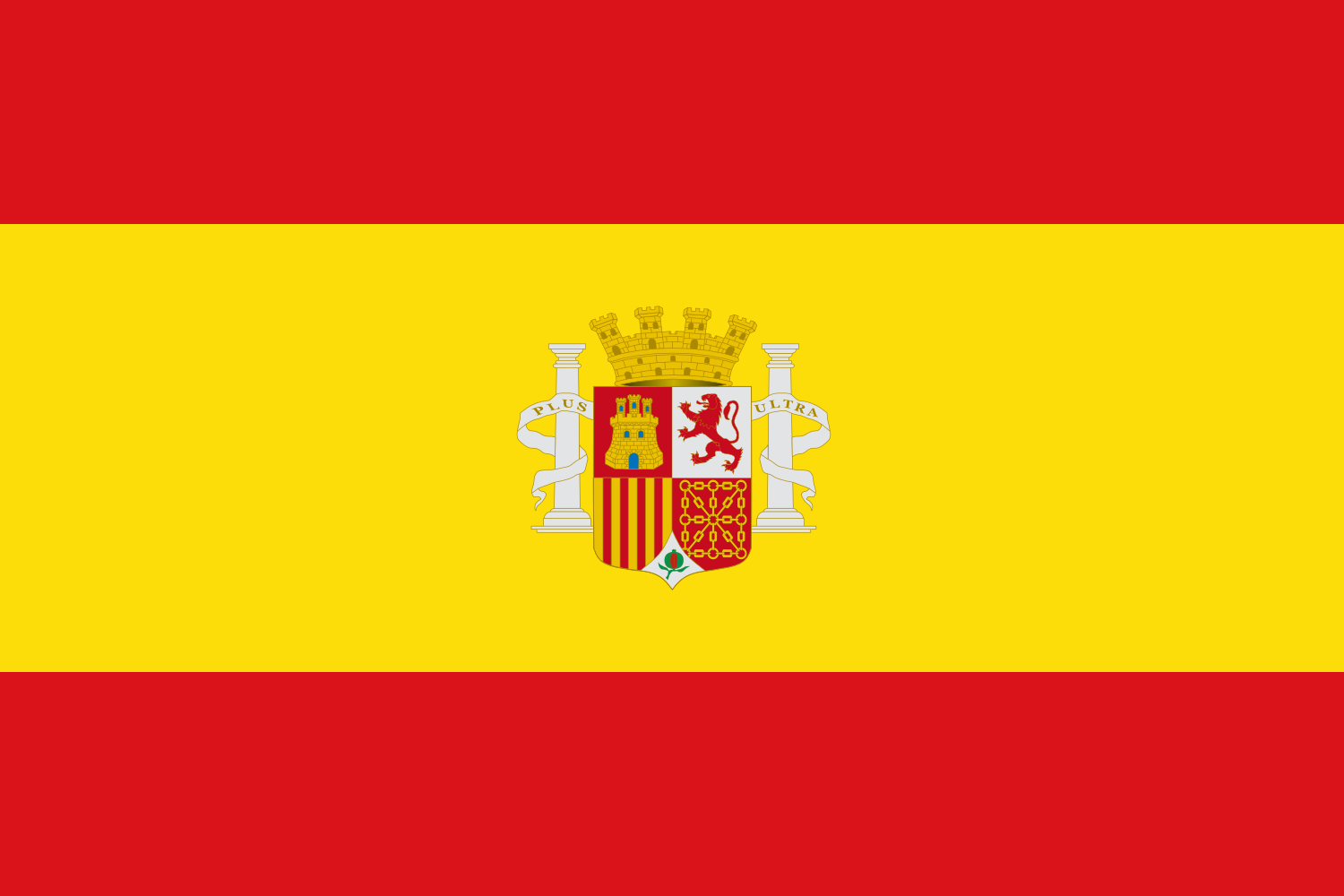
Drapeau de l'Espagne nationaliste pendant la guerre civile, 1936 1938.

Le camp nationaliste espagnol a reçu ainsi un outil de propagande de premier choix dans la lutte contre la République qui, aux yeux de beaucoup d'observateurs à l'intérieur et à l'extérieur, peuvent justifier l'expression plutôt exagérée de cruzada (croisade) et l'ambition de défendre l'occident chrétien l'arme à la main contre la « barbarie rouge ». Le slogan de cruzada devient vite un élément efficace de la propagande nationaliste, surtout après que l'évêque de Salamanque Enrique Pla y Deniel a appelé officiellement à la croisade dans une lettre pastorale.
Ainsi une justification morale peut être opposée à la position républicaine que la démocratie doit être défendue contre le fascisme. Nouveau mythe, car dans la République, une révolution sociale profonde a écrasé la constitution de 1931 « par un attelage à quatre ».
Ces événements dramatiques éveillent chez de nombreux contemporains l'impression que se livre alors un combat de fin des temps et l'effet sur les catholiques non seulement d'Espagne, mais d'Europe, est considérable. Beaucoup de combattants du côté nationaliste partent dans la bataille avec aux lèvres le cri qui a déjà retenti pendant la révolution mexicaine anticléricale pendant la guerre des Cristeros : ¡Viva Cristo Rey! (Vive le Christ-Roi !). Même la Phalange développe un zèle religieux inconnu jusqu'alors ; « la propagande représente le phalangiste comme mi-moine, mi-guerrier ». Là-dessus survient la lettre pastorale de la plupart des évêques espagnols du 1er juillet 1937, évoquée ci-dessus, où le combat du parti nationaliste est justifié par la défense de la religion. Outre le fait que le parti nationaliste fait tout pour attirer de son côté les sympathies de ces alliés puissants — ce qui n'est pas trop difficile parce qu'il n'y a jusqu'à ce moment aucun doute sur le parti détesté par l'Église — il faut tenir compte de l'impression que les assassinats ont produit au sein du clergé.
De nombreux prêtres, de moines et même de laïcs dont beaucoup témoignent de leur foi face à leurs assassins (241 seront béatifiés par l'Église en 2001,), sont célébrés dans les écoles franquistes (et pas seulement celles-ci) sous la désignations de « héros du Christ-Roi ». L'historien Hugh Thomas raconte l'histoire du prêtre de Navalmoral, à qui ses bourreaux font jouer la Passion du Christ, en le fouettant, avec une couronne d'épines et une éponge imbibée de vinaigre, avant de se lasser de ce jeu et de l'exécuter d'un coup de feu au lieu de le crucifier, pendant qu'il bénit ses assassins et les pardonne. Bien que de tels témoignages de foi aient indiscutablement lieu, il est difficile de trier au cas par cas les faits réels et la fiction de propagande. Par exemple, les rapports sur les nonnes violées, qui ont un effet de propagande substantiel à l'étranger, sont presque tous — mais pas tous — issus du domaine de l'invention. Une histoire édifiante du « Christ-Roi » particulièrement largement colportée sous le franquisme, mais probablement au moins enjolivée est par exemple celle du sort du jeune carliste António Molle Lazo, qui aurait dû crier à une bande de « marxistes » : « ¡Muera España! ¡Viva Rusia! » (Mort à l'Espagne ! Vive la Russie !) a répliqué « Viva España! ¡Viva Cristo Rey! » (Vive l'Espagne ! Vive le Christ-Roi !). Là-dessus l'idée serait venue au chef de torturer Molle jusqu'à ce qu'il crie spontanément ¡Viva el comunismo!, mais d'après l'histoire, Molle est mort avant de prononcer ces paroles.
Le tableau d'une légende allant de pair, cultivé par Franco et utilisé à beaucoup d'égards pour son culte de chef, d'une Église espagnole de martyrs est néanmoins incomplet. On peut établir que sous la République tous les prêtres ne sont certes pas assassinés ou exilés, mais la majorité des clercs — ce qui constitue une atteinte manifeste à la liberté d'exercice de la religion — reçoit l'interdiction d'exercer leur ministère et de porter une tenue de clerc. il faut aussi évoquer des attaques contre le clergé de la part des nationalistes , en particulier des prêtres basques qui ont coopéré avec la République. Dès avant la guerre civile, la Phalange a elle-même incendié des églises pour attribuer l'action aux anarcho-syndicalistes, et à la chute de la ville de Badajoz, les vainqueurs ne se font pas trop de scrupules de tuer les miliciens du parti républicain jusque sur les marches du maître-autel de la cathédrale.

### ¡Tenemos un Caudillo!
(Nous avons un chef !)

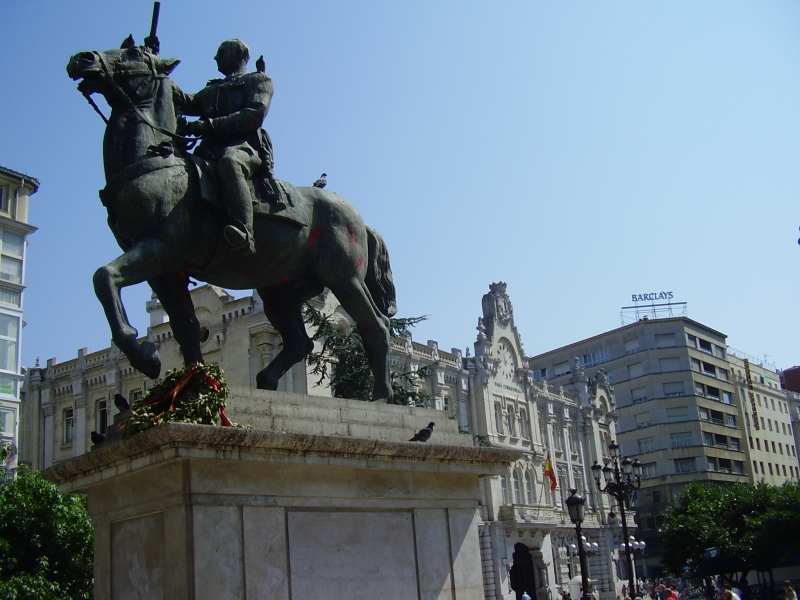
Statue de Franco à Santander.

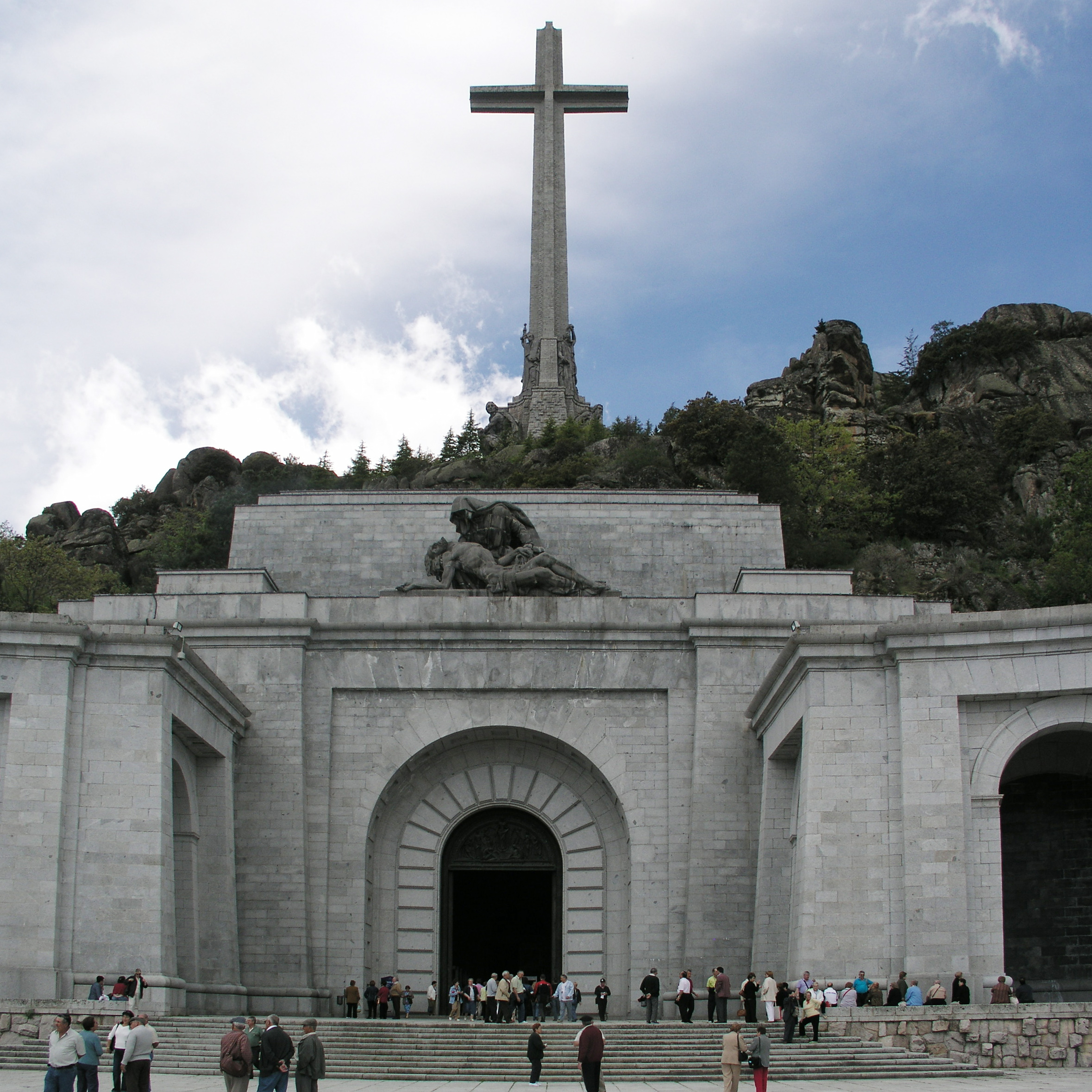
Valle de los Caídos (Val des Morts).

Franco lui-même est l'objet d'une mythologie. Le culte de la personnalité de Franco se sert souvent de comparaisons religieuses en le représentant comme le sauveur élu de l'Espagne voire comme illuminé par le Saint-Esprit. Franco est comparé par ses disciples à Alexandre le Grand, à Napoléon ou à l'archange Gabriel. Le dictateur, dont la ville natale de Ferrol est renommée El Ferrol del Caudillo, est représenté dans les grandes villes d'Espagne par une statue équestre comme chef de la cruzada, et donne son nom aux rues d'innombrables villes et villages espagnols.
Ce culte de la personnalité, peut s'illustrer par le chant de l'organisation de jeunes du Movimiento Nacional, venant de l'époque de la réforme de l'État franquiste de la fin des années 1950 et composée par José Antonio Medrano. Il est intitulé Tenemos un Caudillo (Nous avons un Caudillo) et peut être considérée comme typique des chants de cette époque :
« Nuestro guía y capitán:
unidos en la guerra
hermanados en la paz,
tan solo a ti juramos
como guía y capitán
que prometemos
seguir con lealtad. […]
Tenemos un Caudillo
forjador de nueva historia
es Franco, ¡Franco! ¡Franco!,
nuestro guía y capitán
es Franco ¡Franco! ¡Franco!
en la guerra y en la paz.
Traduction :
 Notre chef et notre capitaine :
Unis dans la guerre,
Frères dans la paix
À toi seul nous jurons
Comme chef et capitaine
Que nous te promettons
De te suivre loyalement. […]
Nous avons un Caudillo,
Le forgeron de notre nouveau destin.
C'est Franco ! Franco ! Franco !
Notre chef et capitaine
C'est Franco ! Franco ! Franco !
À la guerre et à la paix. »
Le culte de la personnalité et la mémoire franquiste de la guerre civile se montrent par excellence dans l'architecture franquiste — à la Valle de los Caídos (Val des Morts) près de l'Escurial — il a sa plus haute pureté d'expression. La Valle de los Caídos a été creusée par des prisonniers de guerre et politiques dans les rochers de la Sierra de Guadarrama. Dans ce mémorial sont enterrés, à côté des ossements de dizaines de milliers de combattants des partis nationaliste et républicain, non seulement Franco lui-même, mais aussi le fondateur de la Phalange José Antonio Primo de Rivera. Selon la présentation officielle du régime franquiste, il s'agit là d'une expression de la réconciliation, puisque des Espagnols des deux parties y trouvent le repos éternel ; une réconciliation en apparence toutefois puisqu'elle a lieu sur le plan architectural aux conditions du vainqueur et que comparé à l'apothéose de Franco et du jeune Primo de Rivera, l'ossuaire apparaît plutôt comme une aumône. En outre, la basilique est ornée de scènes de l'Apocalypse, où les allusions à la Bête de l'Apocalypse et à l'Antéchrist sont indéniables. Représentations toutefois courantes dans les ossuaires ou mausolées chrétiens.

## Fin du franquisme
Mi-octobre 1975, Franco tombe malade de la grippe, après avoir donné des signes de sénilité toujours plus clairs, puis subit trois infarctus du myocarde. Il poursuit son agonie pendant des semaines, et depuis longtemps, son électro-encéphalogramme n'indique plus signe de vie. Ce n'est que le 20 novembre 1975 (connu en Espagne sous l'abréviation de 20-N) — le 39e anniversaire du décès de José Antonio Primo de Rivera — qu'est annoncée la mort de Franco. Dans son testament, il exhorte les Espagnols à ne pas laisser en paix les ennemis de l'Espagne et de la civilisation chrétienne, à se rallier au futur roi, et à préserver l'unité de l'Espagne.

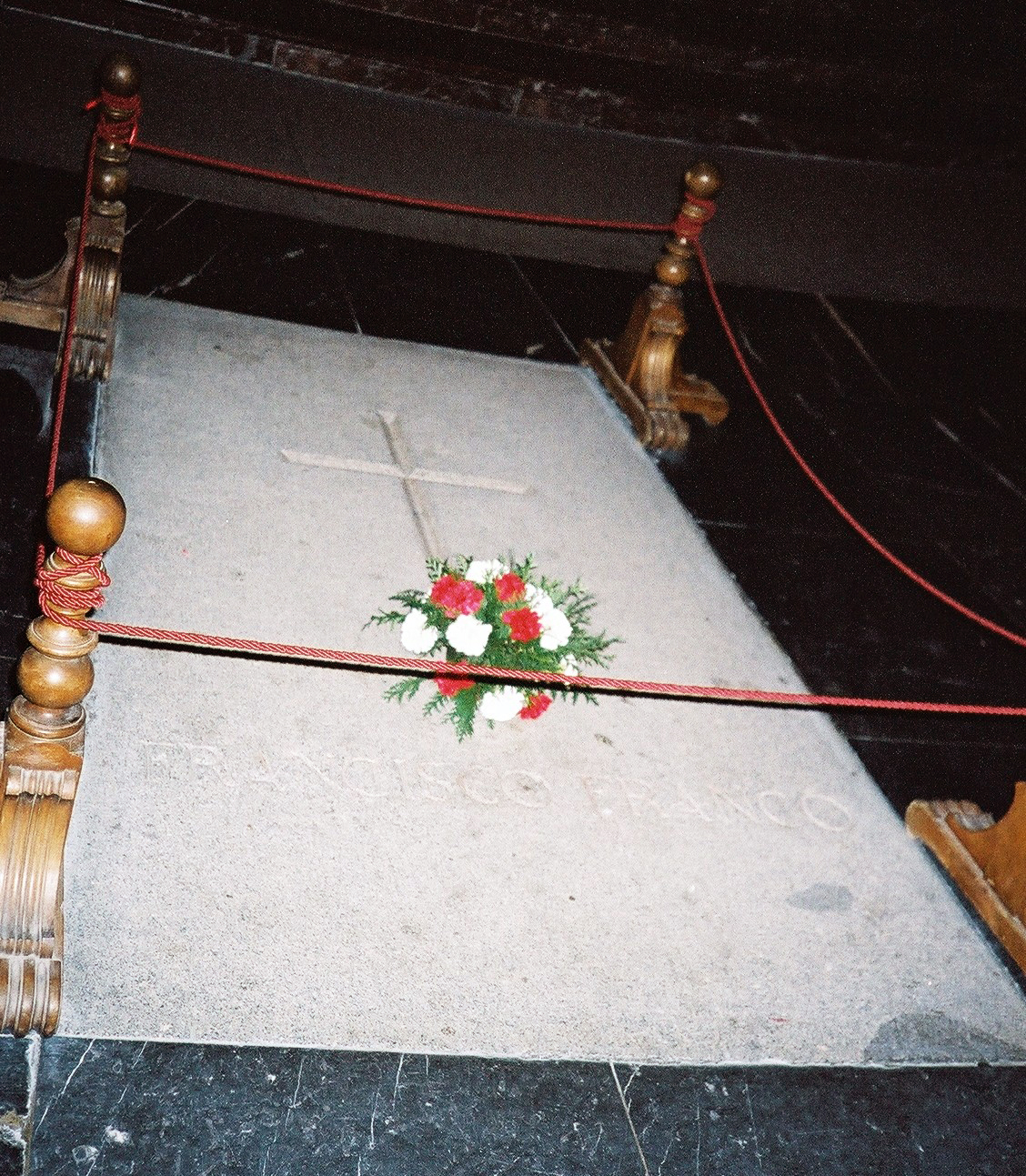
Tombe de Franco à la Valle de los Caídos (Val des Morts).

Avec la mort de Franco, le franquisme n'a pas atteint sa fin. Les positions importantes de l'État franquiste, le conseil national, le conseil royal, et les Cortes, sont occupés par ses partisans. L'espace de liberté du roi Juan Carlos Ier est limité en conséquence. Intronisé la même année, il tient un discours du trône courageux, dans lequel il exprime qu'il exigera « une société libre et moderne, avec la participation de tous dans les centres de décision, les médias, les divers plans de l'enseignement, et le contrôle du bien-être national ». Il se voit, continue-t-il, « roi de tous les Espagnols, tuteur de la Constitution, et combattant pour la justice ».
Ce n'est pas tâche facile pour Juan Carlos que de mettre en œuvre la réforme (transición) de l'Espagne. D'abord, le Premier ministre Carlos Arias Navarro — qui annonce explicitement vouloir continuer le franquisme — et son gouvernement restent à leur poste. Juan Carlos se voit immédiatement entre le marteau et l'enclume : la gauche et le centre, qui le somment de prendre un virage radical avec l'ancien régime, et la Guardia Civil, l'armée et le Movimiento Nacional, qui font savoir au roi qu'ils contribueront à de petites retouches, mais jamais à une reconstruction complète de l'État.
Sous l'influence de manifestations de masse et à la demande formelle du roi, Arias donne finalement sa démission. Le nouveau Premier ministre est Adolfo Suárez, dernier secrétaire général du Movimiento Nacional. Certes, c'est un homme de l'ancien régime, et la déception des réformateurs est d'abord grande, mais justement en cette qualité d'homme auquel les soutiens du système font confiance, Suárez peut oser le pas décisif. Il reformule son programme ainsi : « La couronne a exprimé son vœu de faire de l'Espagne une démocratie moderne. C'est ma ferme décision d'y contribuer ».
En 1976, dans le sillage d'une réforme du droit pénal, la formation de partis est de nouveau légalisée. Mais au centre de la réforme envisagée par Suárez se trouve une nouvelle Constitution, qui fait des Cortes, précédemment un parlement corporatiste, un parlement bicaméral, général, libre, égal, et élu au scrutin secret. La contribution de Juan Carlos à ces réformes ne se limite pas au soutien de son premier ministre : il met en jeu sa propre réputation en sa faveur, et agit auprès des anciens soutiens du régime en faveur de la refondation de l'État espagnol. Un référendum approuve le nouveau système avec pas moins de 95 % des voix. L'Espagne sort alors du système franquiste et entame un processus de démocratisation. Dans ce sens, le franquisme n'est pas renversé, et ne s'effondre pas : il fait place à un nouveau système de manière pacifique.
Les années entre la mort de Franco et le putsch militaire de 1981 (23-F), ne se déroulent pas pour autant sans tensions. Il y a par exemple les attentats à la bombe de forces présumées de droite contre des carlistes du Partido Carlista (PC) sur le Montejurra, et en 1977, se déroule le bain de sang d'Atocha contre des avocats des CC.OO. Dans ces années, les organisations comme celle d'extrême gauche qui ne sera dissoute qu'en 2007, le GRAPO terroriste, avec ses buts marxistes-léninistes, et toujours l'ETA restent actives.
La plus importante organisation qui prend la suite de la Phalange historique, sous la direction de Blas Piñar est la Fuerza Nueva (plus tard Frente Nacional) ; elle ne joue pas de rôle après les années 1980, surtout parce que le Partido Popular couvre avec succès le spectre à droite du PSOE, et que les organisations issues de la Phalange sont « identifiées avec le régime franquiste incapable et haï. […] Même ceux qui ont soutenu le régime franquiste doivent avouer qu'il s'est produit dans les dernières décennies une révolution politique, sociale et économique, et que le régime franquiste ne doit pas être réveillé »,.

### Condamnation du régime
Des institutions démocratiques, des ONG et des partis politiques participent depuis la stabilisation du régime démocratique en Espagne durant les années 1980 à la réparation des victimes du régime franquiste, en promouvant différentes actions sur le plan international et national.
- Conseil de l'Europe : le 4 novembre 2005, un rapport de recommandations de l'assemblée parlementaire déclare dans le document 10737[156] la « nécessité de condamner le franquisme au niveau international ». Le rapport soutient que « la violation des droits de l’homme n’est pas une affaire interne qui ne concerne que l'Espagne seule, raison pour laquelle le Conseil de l’Europe est prêt à engager un débat sérieux sur ce sujet au niveau international ». En outre, l’Assemblée demande au Conseil des ministres de déclarer le 18 juillet 2006 journée officielle de la condamnation du régime franquiste.
- Amnesty International a dénoncé l'amnistie générale pratiquée à l'encontre des tortionnaires et collaborateurs du régime lors de la transition démocratique espagnole ainsi que l'absence de réhabilitation de la mémoire des victimes du franquisme.
- Depuis le début des années 1980, de nombreuses initiatives politiques et citoyennes visent à retirer des lieux publics les symboles de l'ex-dictature, comme les statues, à rebaptiser les noms des rues et celles des institutions, établissements scolaires qui portent les noms liés au généralissime et à celle de ses partisans et ouvrir les fosses communes[157], dans le but d'éviter de répéter les erreurs du passé et de condamner les crimes commis.

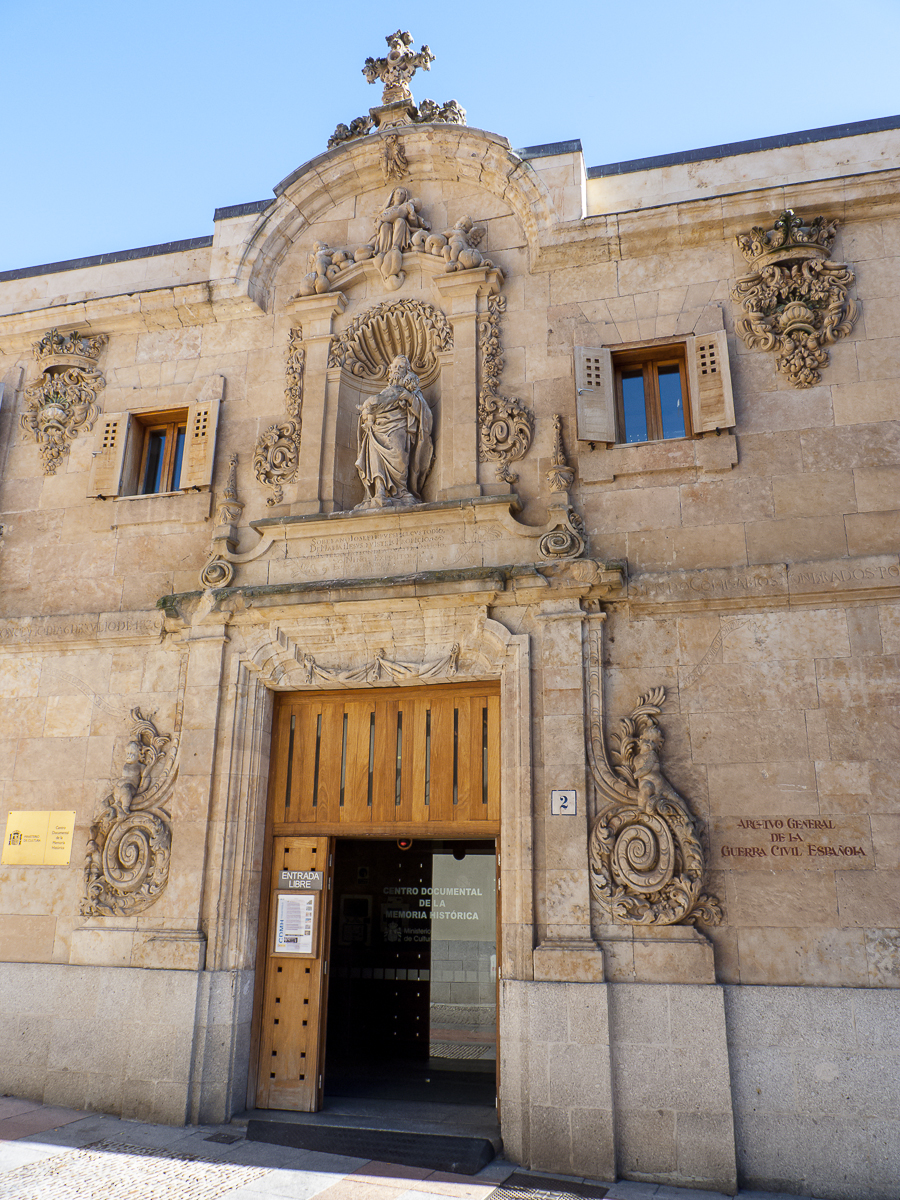
Siège des Archives générales de la guerre civile, qui sera intégré au Centre documentaire sur la mémoire historique.

Ce mouvement s'est achevé avec le vote en Espagne de la « loi sur la mémoire historique » (Ley de la Memoria Histórica), portée par le gouvernement de José Luis Rodríguez Zapatero et adoptée par les députés du Congrès le 31 octobre 2007. Elle inclut :
- le « caractère radicalement injuste de toutes les condamnations, sanctions et violences personnelles […] durant la guerre civile et […] la dictature » : même si les jugements ne sont pas annulés, toute demande de révision doit être examinée, sans opposition possible de la Justice[158] ;
- l'extension des aides aux victimes de représailles et à leurs familles (pensions, compensations financières) ;
- l'aide de l'État à la localisation, l'identification et éventuellement l'exhumation des victimes de la répression franquiste dont les corps sont encore disparus dans les fosses communes[159] ;
- le retrait des symboles franquistes : la loi établit que les « écus, insignes, plaques et autres objets ou mentions commémoratives qui exaltent le soulèvement militaire, la guerre civile ou la répression de la dictature » devront être retirés des édifices et espaces publics[160]. Cependant, le retrait « ne pourra être effectué lorsque […] il y a opposition avec des raisons artistiques, architecturales ou artistico-religieuses protégées par la loi » ;
- la « dépolitisation » de la Valle de los Caídos (Vallée de ceux qui sont tombés), en y interdisant les « actes de nature politique […] exaltant la guerre civile, ses protagonistes ou le franquisme »[161] ;
- l'obtention de la nationalité espagnole pour les brigadistes qui ont dû renoncer à la leur ;
- l'obtention de la nationalité espagnole pour les enfants et petits-enfants d'exilés qui s'étaient exilés sous la dictature et qui avaient perdu ou avaient dû renoncer à la nationalité espagnole entre les dates du 18 juillet 1936 et du 31 décembre 1955[162],[163] ;
- la création d'un Centre documentaire sur la mémoire historique à Salamanque, dans lequel sont intégrées les Archives générales de la guerre civile.

Des témoignages historiques et scientifiques relatent par ailleurs que dans l'immédiat après-guerre des psychiatres de la junte ont effectué des expérimentations sur les prisonniers politiques pour identifier les « gènes communistes ». Il s’agissait sur le plan historique de l’une des premières tentatives systématiques de mettre la psychiatrie au service d’une idéologie. Des documents publiés récemment révèlent le projet conçu par le psychiatre en chef de Franco, le docteur Antonio Vallejo-Nájera, pour identifier le « bio psychisme du fanatisme marxiste ».

#### La répression franquiste comparée aux totalitarismes, témoignage d'un opposant
Pour certains le régime est certes militaire et répressif, mais malgré le rôle de l'armée responsable de l'ordre et de la répression — ou, pour employer une périphrase de Franco, chargée de « nettoyer le terrain où sera construit notre édifice » —, malgré les excès d'une police politique et la présence d'un parti unique, on reste loin des méthodes nazies ou staliniennes, et d'un totalitarisme à proprement parler.
L'écrivain Jorge Semprún, qui passa sa vie à lutter contre le régime, affirme lors d'une interview réalisée en 1981 sur les écrivains en exil :

« La répression franquiste, qui a été très brutale, n'est pas comparable aux répressions staliniennes. Elle n'est pas comparable parce qu'elle n'a pas les mêmes moyens, parce qu'elle compte ses victimes par centaines ou milliers mais pas par millions. Je connais beaucoup de gens qui ont passé quinze ans dans une prison franquiste, ce qui est monstrueux ; mais une prison franquiste, comme celle de Burgos, comparée à un camp soviétique, c'est de la rigolade. Les détenus recevaient des paquets, ils avaient une vie politique. Pendant des heures entières ils se dispensaient des cours. Ils arrivaient à avoir des contacts avec l'extérieur et dans leur trou avaient des postes de radio. Les bonnes sœurs étaient aimables et faisaient passer des lettres. Ils avaient des visites non pas tous les six mois, mais deux fois par semaine. Je le rappelle afin de faire comprendre à un certain nombre d'intellectuels espagnols qu'ils ont, bien sûr, vécu la dictature et la répression, que tout cela était horrible, mais qu’ils ne sont pas pour autant le nombril du monde, et que les souffrances endurées par l'Espagne n'ont pas été les plus intolérables du XXe siècle. Il faut garder le sens des proportions. »

Cependant en valeur relative la comparaison est plus difficilement recevable. Les chiffres de populations des deux pays, Espagne/URSS et, sont très différents (dizaines de millions d'habitants pour l'un, et centaines de millions pour l'autre). Et avec l'ouverture des archives du goulag par Gorbatchev en 1989 des historiens tels que Nicolas Werth ont considérablement revu à la baisse le nombre de déportés et de fusillés soviétiques dans les années 1930, invoqués en 1971 par Robert Conquest et en 1974 par Soljenitsyne. Par ailleurs à taux de population égal sinon inférieur de l'Espagne avec l'Italie, d'après Pierre Milza, « le franquisme espagnol a été sans doute beaucoup plus sanglant que le totalitarisme mussolinien », et ce jusqu'à la fin, malgré une diminution relative avec le temps de la répression, puisque à la fin du mois de septembre 1975, le Caudillo fit encore fusiller cinq prisonniers basques.

## Répercussions du franquisme
La guerre civile et les années d'après-guerre en particulier ne sont pas faciles à aborder dans la société espagnole et ce n'est que dans les dernières années que l'on a pu établir un intérêt croissant pour les événements de cette période. Dans les années 1990, le film Land and Freedom a créé un large mouvement pour le réexamen de la guerre civile de 1936.
Mais ce n'est qu'environ depuis les années 2000 que les fosses communes de l'époque de la guerre civile et postérieures ont été ouvertes. L'exhumation en automne 2000 de treize victimes de la guerre civile a conduit à la fondation de l'organisation ARMH (Asociación para la Recuperación de la Memoria Histórica — association pour la récupération du souvenir historique) qui s'occupe de l'exhumation et de l'enterrement décent de ces restes. Une des fosses communes probablement parmi les plus grandes a été découverte en 2003 à El Carrizal près de Grenade : on y a trouvé 5 000 victimes. Le nombre des victimes non identifiées est estimé à 30 000 pour l'ensemble du pays.
En novembre 2002, le parlement espagnol a condamné à l'unanimité la dictature franquiste et a promis un soutien financier aux personnes qui souhaitaient retrouver leurs parents « disparus » et les exhumer. Depuis novembre 2007, la « loi sur la mémoire historique » prévoit que les communes soutiennent les initiatives privées de travaux d'exhumation. Mais le parti d'opposition Partido Popular critique cette loi, au prétexte qu'« elle rouvre de vieilles blessures et n'a d'autre but que de diviser la nation espagnole ». Dans de nombreuses communes et régions il s'est déjà opposé à la recherche et à l'exhumation des victimes de Franco.

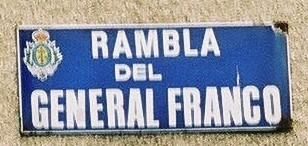
Plaque de rue, 2004.

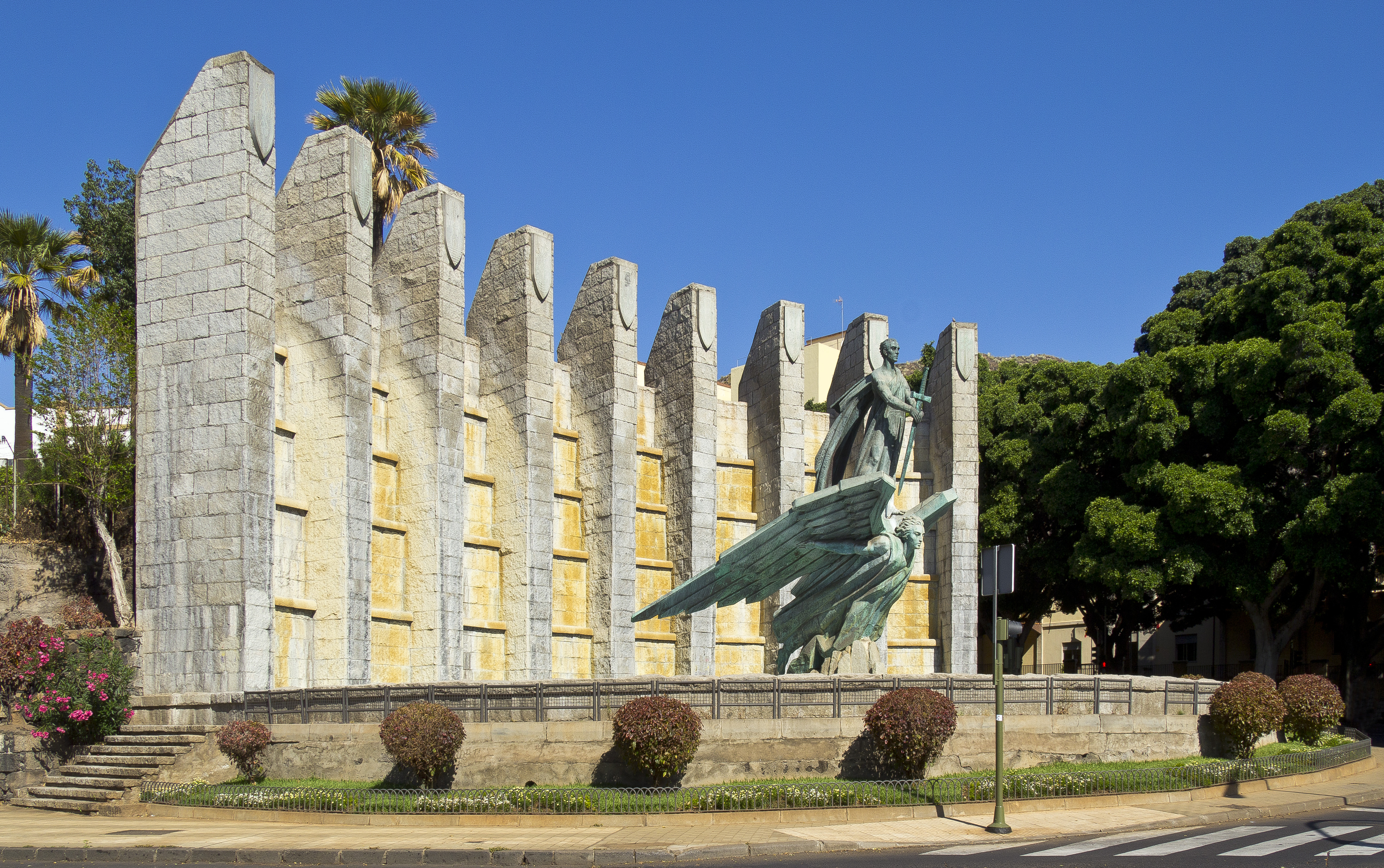
Auparavant : Monument au général Franco ; aujourd'hui : Monument à l'Ange déchu (al Ángel Caído) à Santa Cruz de Tenerife.

À partir de l'époque de ces travaux, on mène des débats sur la présence du nom du dictateur sur de nombreuses plaques de rue et, à bien des endroits, le faisceau de flèches phalangiste. Dans les premières années 2000, sous l'influence du gouvernement PSOE, il est procédé à l'élimination des deux statues de Franco restantes, à Madrid et Guadalajara, ce qui ne s'est pas déroulé sans incidents. Sur la suggestion du gouvernement socialiste de Zapatero, le parlement espagnol vote une loi selon laquelle les jugements injustes de la période franquiste sont déclarés illicites, et les derniers symboles et monuments de la dictature peuvent être supprimés, même contre la résistance des communes.
L'article 15 de la Ley de Memoria Histórica du 26 décembre 2007 prescrit la suppression des symboles et monuments publics qui célèbrent la révolte militaire, la guerre civile et l'oppression pendant la dictature. Pour la Valle de los Caídos (Val des Morts) avec le tombeau de Franco, l'article 16 de la loi prescrit que ce lieu est à traiter selon les règles générales des cimetières.
Cette loi n'est appliquée qu'avec hésitation par les administrations des municipalités gouvernées par le Parti populaire. L'administration de Santa Cruz de Tenerife ne change le nom de la Rambla del General Franco (rambla du général Franco) que sur un jugement à cet effet du tribunal. Dans un autre cas, un monument a été simplement renommé. Pour le projet du monument, il avait été donné à l'artiste le thème : « Franco quitte l'île pour sauver toute l'Espagne » (Franco saliendo desde la isla para salvar a toda España). Le monument a été renommé en « monument de l'ange tombé » (Monumento al Ángel Caído). Pour le monument aux morts (Monumento de los Caídos) sur la Plaza de España, on a enlevé certaines inscriptions et plaques, de sorte qu'il ne reste qu'une dédicace ambiguë : « Ténérife, en l'honneur de tous ceux qui ont donné leur vie pour l'Espagne » (Tenerife en honor al todos los que dieron su vida por España). Cette inscription peut se rapporter aux victimes de l'un des partis tout comme à celles de l'autre.
Une autre réparation des injustices franquistes consiste en la possibilité pour les fugitifs de la guerre civile et de l'après-guerre, et pour leurs descendants de recevoir ou de récupérer la nationalité espagnole. On suppose qu'un demi-million de personnes ou davantage, surtout en provenance d'Amérique latine, pourraient profiter de cette possibilité.

## L'Espagne franquiste dans la culture
- Paracuellos, bande dessinée de Carlos Giménez, qui relate des faits survenus dans les foyers de l'Assistance Publique sous l'Espagne franquiste.
- Les Voix du Pamano, roman de Jaume Cabré, 2004 (traduit du catalan en 2009) ; l'action se déroule en grande partie en 1944, dans un village de la montagne espagnole (comarque de Pallars Sobirà), dont les habitants se divisent en deux camps, franquiste et républicain. Une partie de l'action se déroule en 2002 et évoque l'occultation du passé franquiste dans les années 2000.
- Le Bruit des bottes, chanson de Jean Ferrat qui imagine en 1974 une France militaire sous la botte de Pinochet ou de Franco. Elle est ponctuée par un refrain : « C'est partout le bruit des bottes, c'est partout l'ordre en kaki. En Espagne on vous garrotte, on vous étripe au Chili ».
- Plus belle la vie, parmi les personnages principaux de la série culte, Mirta Torres est une catholique espagnole qui a fui dans les années 1970 le franquisme.
- Hoy no se fía, mañana sí, periplo de una chivata franquista, est un film de Francisco Avizanda, sorti en 2008 en Espagne, une tragédie moderne qui se déroule dans la période sombre de 1956, en pleine dictature en Espagne. Le titre retenu pour la sortie en France en 2010 est On verra demain (à l'ombre de Franco)[179],[180].

### Lois fondamentales de l'État franquiste
Les lois fondamentales sont téléchargeables soit comme fichiers en format TIFF. Source : (es) « Bulletin Officiel de l'État espagnol, 1875 – 1967 » (consulté le 21 juin 2013), soit dans (es) Wikisource :
- (es)« Decreto aprobando el Fuero del Trabajo (avec texte) », sur BOE 505/1938, p. 6178–6181 (consulté le 21 juin 2013)

(es) « p. 6178 » (consulté le 21 juin 2013),
(es) « p. 6179 » (consulté le 21 juin 2013),
(es) « p. 6180 » (consulté le 21 juin 2013),
(es) « p. 6181 » (consulté le 21 juin 2013).
- (es) « Ley de creación de las Cortes Españolas (avec texte) », sur BOE 200/1942, p. 5301–5303 (consulté le 21 juin 2013)
(es) « p. 5302 » (consulté le 21 juin 2013),
(es) « p. 5303 » (consulté le 21 juin 2013).
- (es) « Fuero des los Españoles (avec texte) », sur BOE 199/1945, p. 358–350 (consulté le 21 juin 2013),
(es) « p.359 » (consulté le 21 juin 2013),
(es) « p. 360 » (consulté le 21 juin 2013),
ainsi que dans Fuero de los Españoles.
- (es) « Ley de 22 de octubre de 1945 por la que el Jefe del Estado podrá someter a reférendum aquellas Leyes que su transcendencia lo aconseje o el interés público lo demande (Ley de Referéndum Nacional) (avec texte) », sur BOE 297/1945, p. 2522 (consulté le 21 juin 2013)
- (es) « Ley de Sucesión en la Jefatura del Estado (avec texte) », sur BOE 208/1947, p. 4238–4239 (consulté le 21 juin 2013),
(es) « p. 4239 » (consulté le 21 juin 2013),
ainsi que dans Ley de Sucesión en la Jefatura del Estado.
- Ley de Principios del Movimiento Nacional.
- (es) « Ley Orgánica del Estado, número 1/1967, de 10 de enero (avec texte) », sur BOE 9/1967, p. 466–477 (consulté le 21 juin 2013)

(es) « p. 467 » (consulté le 21 juin 2013),
(es) « p. 468 » (consulté le 21 juin 2013),
(es) « p. 469 » (consulté le 21 juin 2013),
(es) « p. 470 » (consulté le 21 juin 2013),
(es) « p. 471 » (consulté le 21 juin 2013),
(es) « p. 472 » (consulté le 21 juin 2013),
(es) « p. 473 » (consulté le 21 juin 2013),
(es) « p. 474 » (consulté le 21 juin 2013),
(es) « p. 475 » (consulté le 21 juin 2013),
(es) « p. 476 » (consulté le 21 juin 2013),
(es) « p. 477 » (consulté le 21 juin 2013).